# Claude Monet
Pour les articles homonymes, voir Monet.
Ne doit pas être confondu avec Manet.
Claude Monet, né sous le nom d'Oscar-Claude Monet le 14 novembre 1840 à Paris et mort le 5 décembre 1926 à Giverny, est un peintre français et l’un des fondateurs de l'impressionnisme.
Il commence sa carrière d'artiste en réalisant des portraits-charge des notables de la ville du Havre. En 1859, il part pour Paris tenter sa chance sur le conseil d'Eugène Boudin. En 1866, il connaît le succès au Salon de peinture et de sculpture grâce à La Femme à la robe verte représentant Camille Doncieux qu'il épouse le 28 juin 1870. Il fuit la guerre de 1870 à Londres, puis aux Pays-Bas. Dans la capitale anglaise, il fait la rencontre du marchand d'art Paul Durand-Ruel, qui sera sa principale source de revenus, pendant le reste de sa carrière. Revenu en France en 1871, il participe à la première exposition des futurs impressionnistes, en 1874.

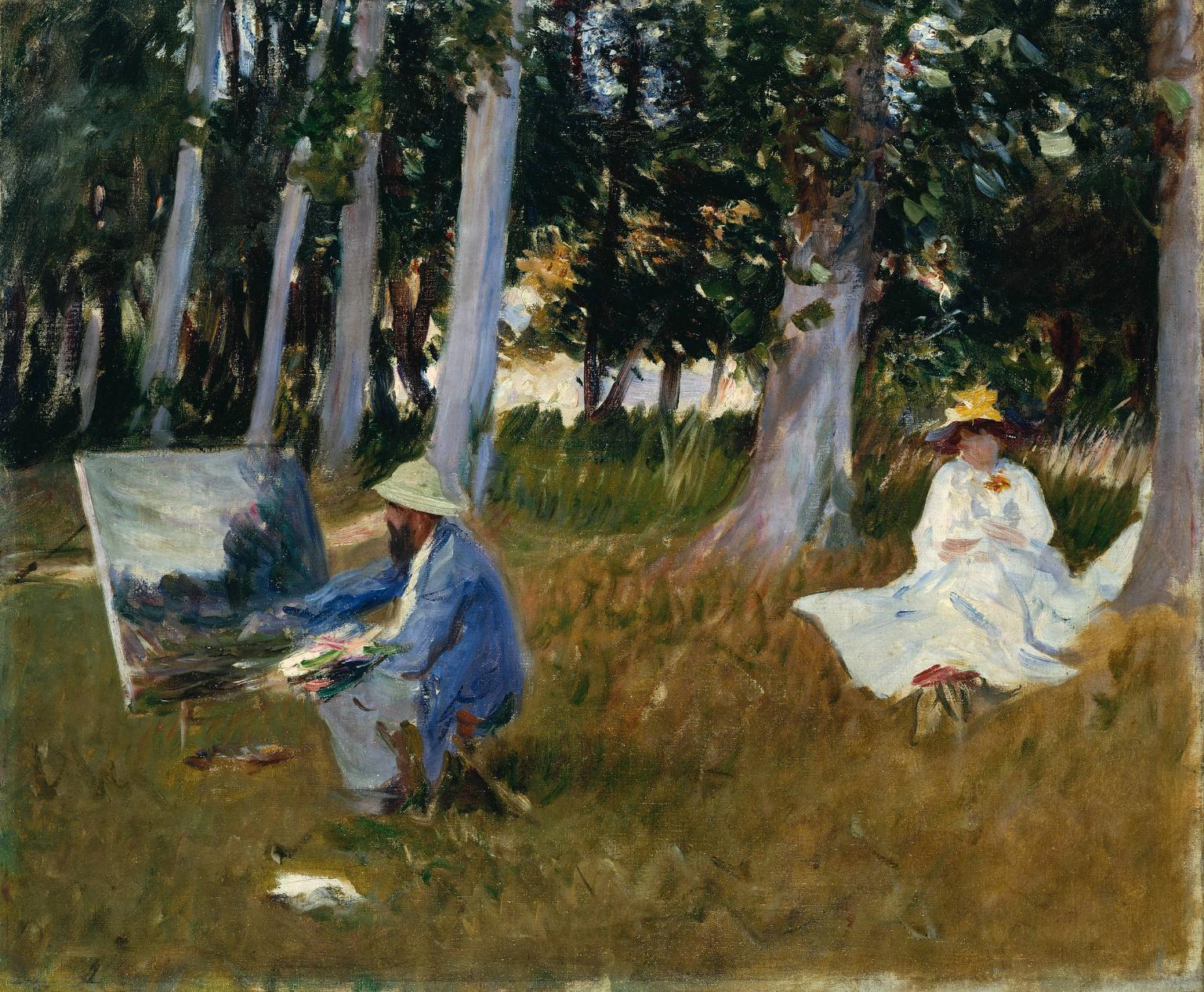
Claude Monet peignant à l'orée d'un bois, vers 1885
John Singer Sargent
Londres, Tate Gallery.

En 1876, il rencontre Ernest Hoschedé, un mécène qui va rapidement faire faillite. La mort de Camille en 1879, et les nombreuses absences d'Ernest, conduisent au rapprochement de Monet et d'Alice Hoschedé. En plus de peindre intensivement la Seine, Claude se rend régulièrement sur la côte normande pour peindre. En 1883, lui, ses deux enfants et la famille Hoschedé emménagent définitivement à Giverny. C'est à partir de cette période que prennent fin ses ennuis financiers.
À partir de 1890, Monet se consacre à des séries de peintures, c'est-à-dire qu'il peint le même motif à différentes heures de la journée, à diverses saisons. Il peint alors parfois des dizaines de toiles en parallèle, changeant en fonction de l'effet présent. Il commence par Les Meules, puis enchaîne successivement Les Peupliers, la série des Cathédrales de Rouen, celle des Parlements de Londres et Les Nymphéas de son jardin, qu'il décline en grand format pour peindre ce qui deviendra les « grandes décorations » qui seront installées au musée de l'Orangerie. La fin de sa vie est marquée par la mort d'Alice et par une maladie, la cataracte, qui affecte son travail. Il meurt à 86 ans d'un cancer du poumon.
Monet peint devant le modèle sur l'intégralité de sa toile dès les premières ébauches, il retouche ensuite de nombreuses fois jusqu'à ce que le résultat le satisfasse. Contrairement à ce qu'il affirme, il termine la plupart de ses toiles en atelier, prenant modèle sur les premières peintures d'une série pour peindre les autres.
D'un caractère parfois difficile, prompt à la colère comme au découragement, Claude Monet est un grand travailleur qui n'hésite pas à défier les éléments pour pratiquer sa passion. Monet résume sa vie ainsi de la meilleure manière : « Qu'y a-t-il à dire de moi ? Que peut-il y avoir à dire, je vous le demande, d'un homme que rien au monde n'intéresse que sa peinture - et aussi son jardin et ses fleurs ? »

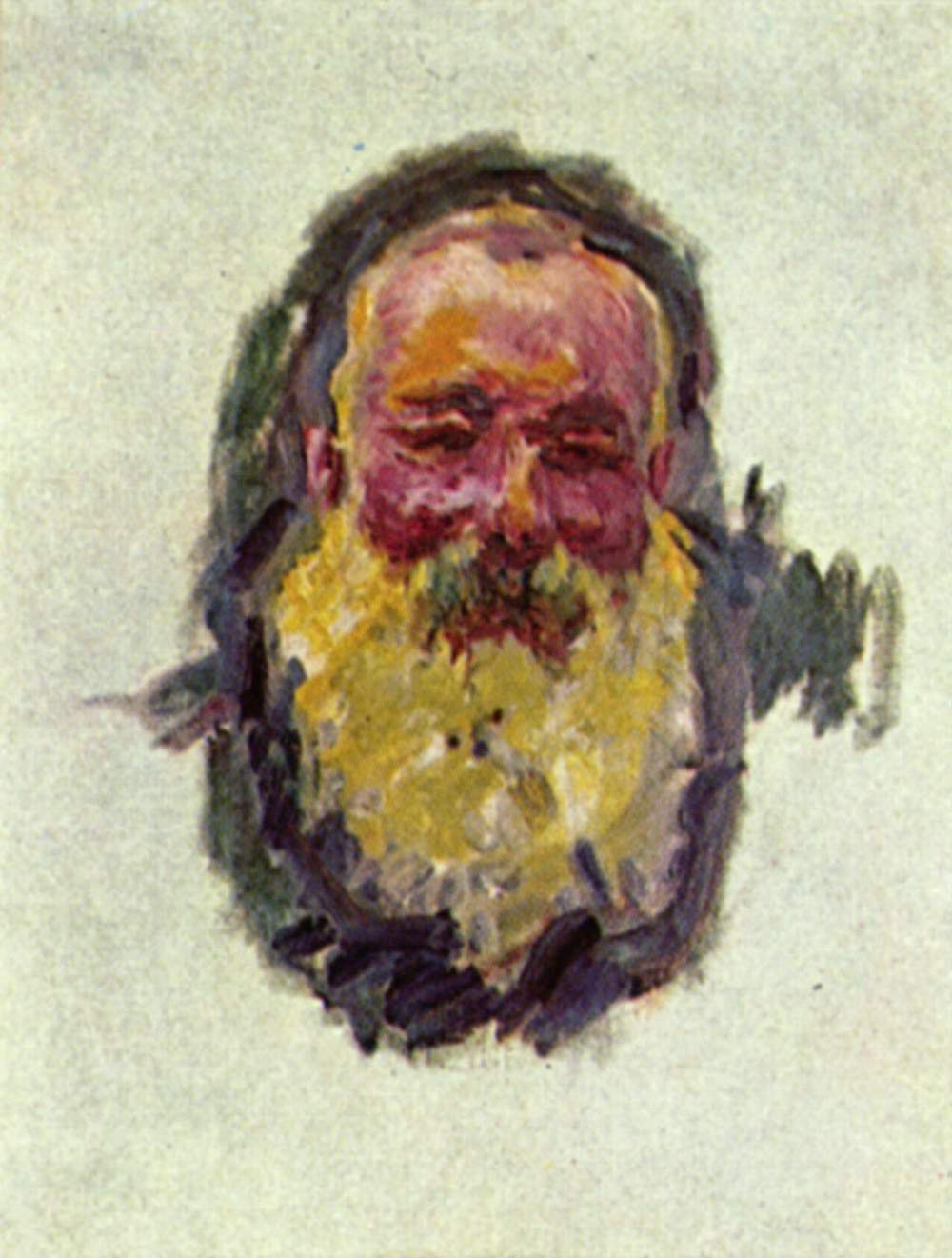
Autoportrait, 1917, MUba Eugène-Leroy, Tourcoing.

## Biographie

### Enfance et adolescence (1840-1858)

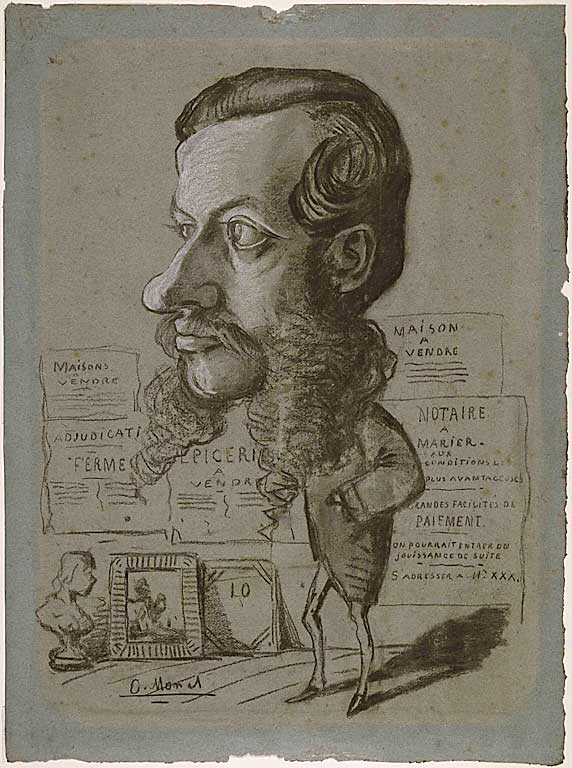
Caricature de Léon Manchon réalisée en 1858, Art Institute of Chicago.

Claude Monet est né le 14 novembre 1840 au 45, rue Laffitte dans le IXe arrondissement de Paris. Il est le second fils d’Adolphe Monet, un négociant en tissus, et de Louise-Justine Monet, née Aubrée, né quatre ans après son aîné Léon Pascal Monet, dit Léon (1836-1917). Baptisé sous le nom d'Oscar-Claude à l'église Notre-Dame-de-Lorette de Paris, au début de l'année 1841, il est appelé « Oscar » par ses parents. Il aime à dire plus tard qu’il est un vrai Parisien[réf. souhaitée]. Ses parents sont tous deux nés à Paris, tandis que ses grands-parents y étaient déjà installés aux environs de 1800. La famille, grands-parents paternels compris, s’installe au Havre en Normandie vers 1845, l'année de ses cinq ans. Ce déménagement est certainement provoqué par la situation financière précaire dans laquelle se trouve alors Adolphe. L'influence de la demi-sœur de ce dernier, Marie-Jeanne Lecadre, née Gaillard, épouse et fille de commerçants havrais, y est aussi certainement pour quelque chose. C'est elle qui, à la suite de la mort de Louise-Justine Monet survenue en 1857, élève Léon et Oscar.

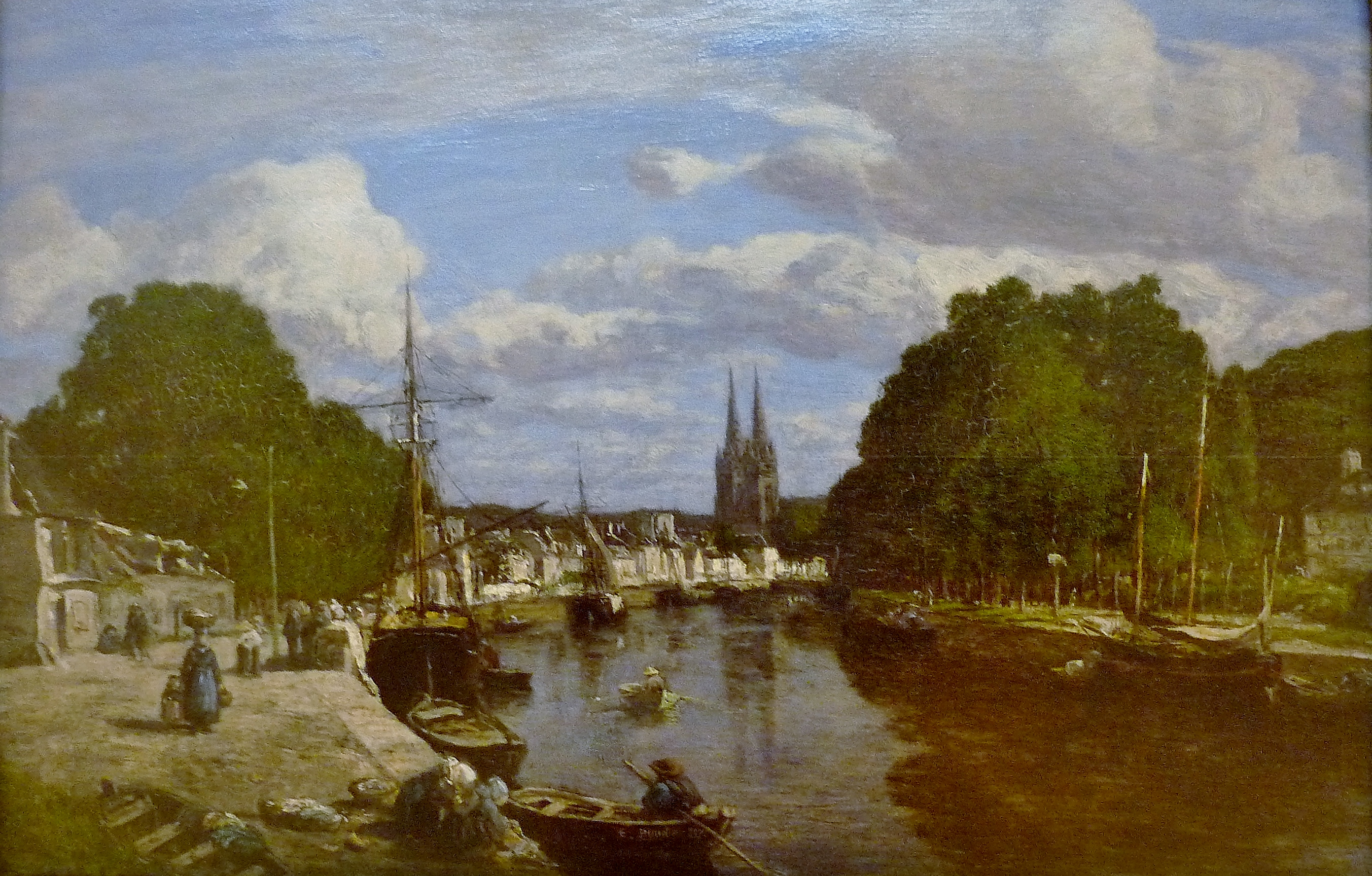
Eugène Boudin, Vue du port de Quimper, v. 1857, musée des beaux-arts de Quimper.

Le jeune Oscar n’est pas un élève très appliqué selon ses propres dires, mais il apparaît dans les annales du collège havrais situé rue de la Mailleraye, qu’il fréquente à partir du 1er avril 1851 comme « une excellente nature très sympathique à ses condisciples ». De manière précoce, il développe un goût pour le dessin et il suit avec intérêt le cours d’Ochard, un ancien élève de David. Ses premiers dessins sont des « portraits-charges » de personnages (professeurs, hommes politiques) dont Monet « enguirlande la marge de ses livres… en déformant le plus possible la face ou le profil de ses maîtres » selon ses propres termes. Il fait déjà des croquis de bateau et des paysages en « plein air » sur le motif.
Le 28 janvier 1857, sa mère meurt et il abandonne ses études. Sa tante Jeanne Lecadre (1790-1870), qui peint elle-même à ses heures perdues, l’accueille et l’encourage à continuer le dessin. Face au succès rencontré par ses caricatures, il décide d'y apposer la signature « O. Monet » et de les vendre chez un papetier-encadreur, du nom de Gravier, ancien associé d'Eugène Boudin qui lui confie le négoce de certaines de ses toiles. C’est là que Claude Monet va faire sa connaissance, vraisemblablement début 1858, rencontre déterminante pour sa carrière artistique : « Si je suis devenu un peintre, c’est à Eugène Boudin que je le dois ».
Monet commence à peindre ses premières toiles de paysage à l'été 1858. Il en présente deux à l'exposition municipale des Beaux-Arts de la ville du Havre qui se déroule durant les mois d'août et de septembre de la même année. Ces deux toiles, fortement influencées par la technique de Boudin, sont acceptées et présentées sous le titre unique : Paysage. Vallée de Rouelles. Devant ce succès, Boudin conseille à son jeune comparse de quitter Le Havre pour Paris dans le but d'y suivre des cours et d'y rencontrer d'autres artistes.

### Premier séjour à Paris (1859-1860)
Claude Monet arrive à Paris en avril 1859 et s'installe à l'hôtel du Nouveau Monde, place du Havre. Il visite immédiatement le salon qui vient d'ouvrir. Ensuite il est accueilli par Amand Gautier, un ami de sa tante Lecadre. Celle-ci lui verse une pension régulière et gère ses économies d'environ 2 000 francs accumulées grâce à la vente de dessins à charge. Ils lui seront précieux car son père avait demandé une bourse à la ville du Havre, le 6 août 1858, mais il a essuyé un refus. Il rend également visite à Charles Lhuillier, Constant Troyon et Charles Monginot. Ces deux derniers lui conseillent d'entrer dans l'atelier de Thomas Couture, qui prépare à l'École des Beaux-arts. Toutefois celui-ci refuse le jeune Monet. Début 1860, probablement en février, il entre à l'Académie Suisse, située dans l'île de la Cité, que dirige Charles Suisse. Il y rencontre notamment Camille Pissarro. Lors du salon de cette année, il admire tout particulièrement les œuvres d'Eugène Delacroix, l'année précédente c'était Daubigny qui attirait son attention. Ce premier séjour n'est cependant pas consacré qu'au travail. En effet, Claude passe une part non négligeable de son temps dans les cafés parisiens et plus particulièrement à la brasserie des Martyrs, alors haut lieu des rencontres entre auteurs et artistes,.

### Algérie et retour en Normandie (1861-1862)

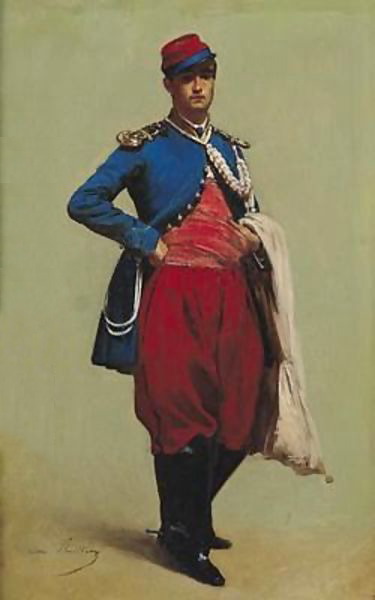
Claude Monet en tenue militaire de zouave par Charles Lhullier en 1861. Musée Marmottan-Monet, Paris

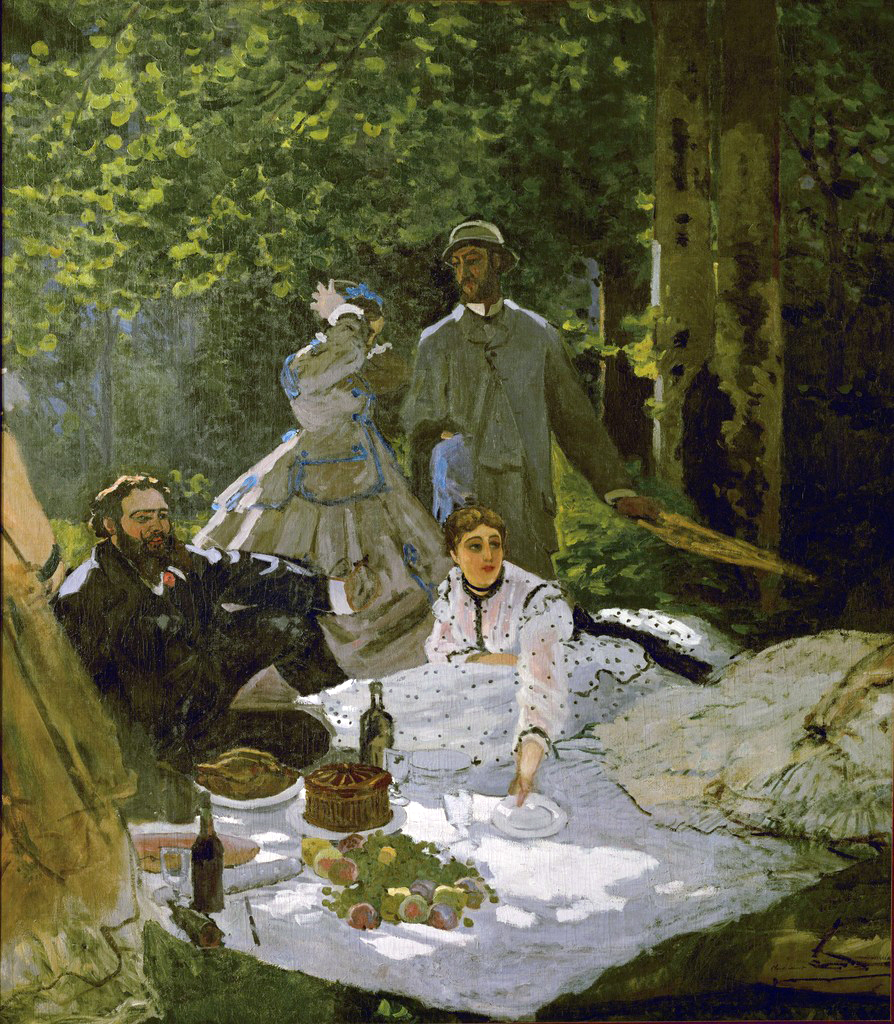
Le Déjeuner sur l'herbe (partie centrale), 1865-1866, musée d'Orsay, Paris.

Le 2 mars 1861, Monet est tiré au sort au Havre pour être conscrit. Certes, sa famille aurait pu payer l'exonération de 2 500 francs, mais celle-ci est liée à son renoncement à la carrière d'artiste pour reprendre les affaires familiales. Monet s'y refuse et intègre le 1er régiment de chasseurs d'Afrique le 29 avril 1861 et va stationner à Mustapha en Algérie. Début 1862, il contracte la fièvre typhoïde à Alger et est autorisé à rentrer au Havre durant l'été. Sa tante, Jeanne Lecadre, accepte de le faire sortir de l'armée et de payer les quelque 3 000 francs que coûtent l'exonération, à condition qu'il prenne des cours d’art à l’académie. Il quitte donc l’armée, mais n’aime pas les styles traditionnels de peinture enseignés à l'académie. En revanche, malgré les expériences pouvant paraître déplaisantes qu'a vécues Monet en Algérie, il en retient un bon souvenir en général. Il dit en effet à Gustave Geffroy : « Cela m'a fait le plus grand bien sous tous les rapports et m'a mis du plomb dans la tête. Je ne pensais plus qu'à peindre, grisé que j'étais par cet admirable pays, et j'eus désormais tout l'assentiment de ma famille qui me voyait si plein d'ardeur. » En 1862, il se lie d’amitié avec Johan Barthold Jongkind et retrouve Eugène Boudin, lors de son séjour à Sainte-Adresse.

### Vers la maturité (1862-1865)

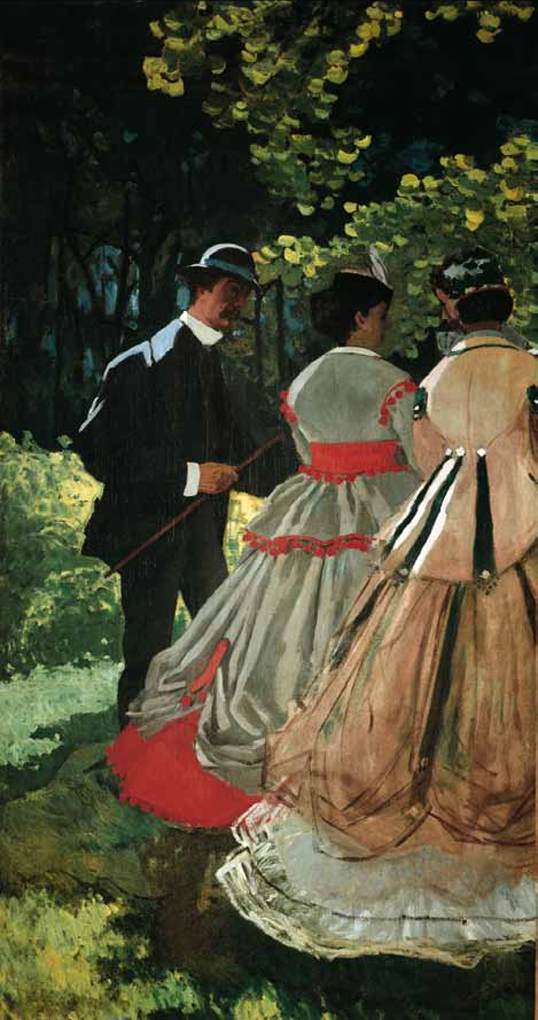
Le Déjeuner sur l'herbe (partie gauche), 1865-1866, musée d'Orsay, Paris

La même année en 1862, il commence à étudier l’art dans l’atelier de l’École impériale des beaux-arts de Paris dirigé par Charles Gleyre à Paris, grâce aux recommandations de son cousin par alliance Auguste Toulmouche. Mais il finit par quitter rapidement l'atelier de son maître, étant en désaccord avec celui-ci sur la manière de présenter la nature. En effet, Gleyre, dont l’art prône le retour à l'antique, privilégie une idéalisation des formes tandis que Monet la reproduit telle qu'elle est. Après qu’il a déclaré à Monet : « Rappelez-vous donc, jeune homme, que, quand on exécute une figure, on doit toujours penser à l'antique,. », le soir même, il réunit Frédéric Bazille, Auguste Renoir et Alfred Sisley et leur suggère, selon sa déclaration, de quitter l'atelier de Gleyre, ce qu'ils feront 15 jours plus tard, au printemps 1863.
Ce passage rapide à l'École impériale des beaux-arts lui aura toutefois permis de rencontrer Pierre-Auguste Renoir, Alfred Sisley et Frédéric Bazille avec qui il entretient, par la suite, une importante correspondance. Au printemps 1863, devenu copiste au Louvre, Monet va, avec Bazille, peindre devant nature à Chailly-en-Bière près de Barbizon.

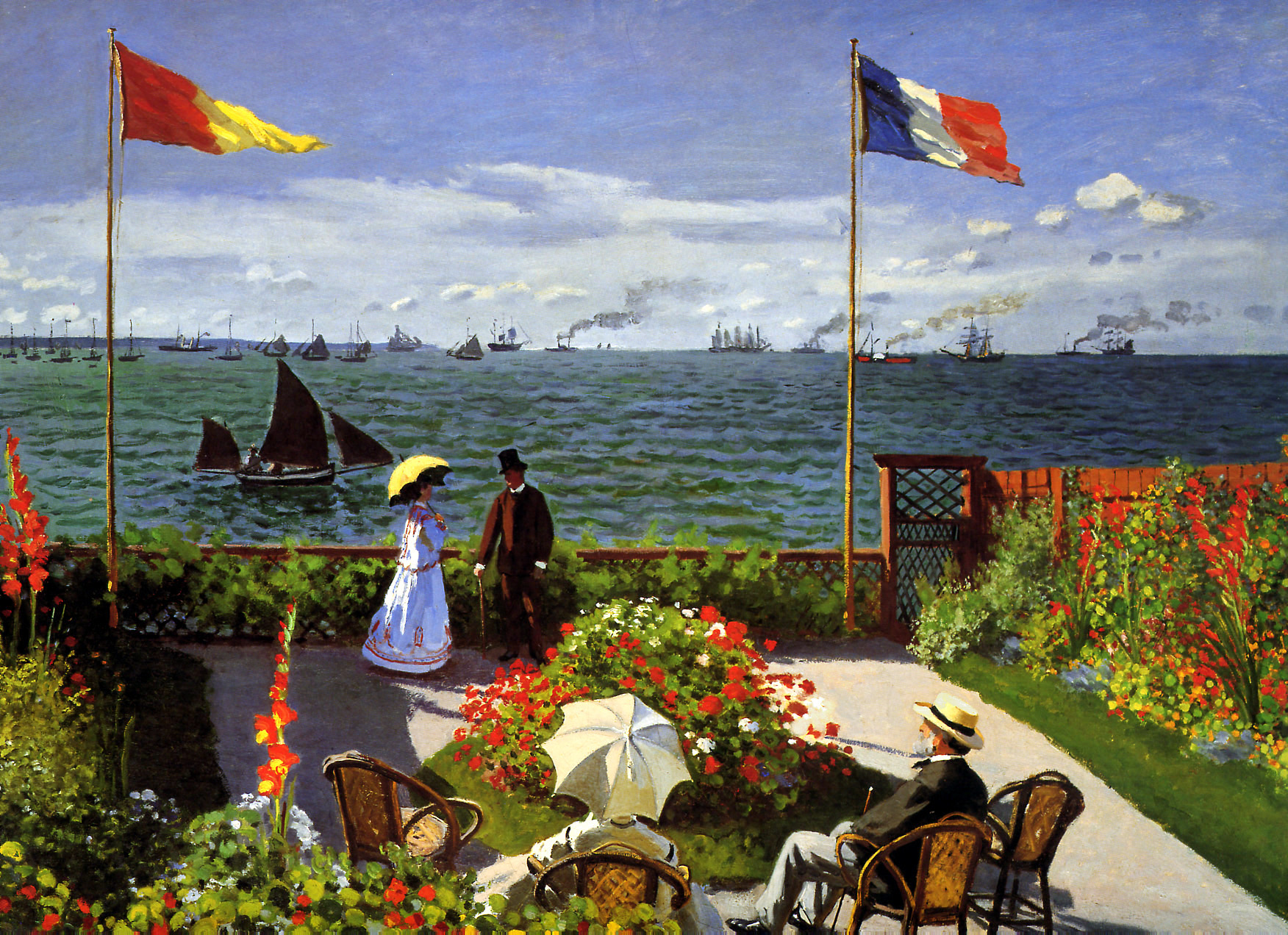
Terrasse à Sainte-Adresse, 1867, The Metropolitan Museum of Art, New York.

Mi-mai 1864, Monet retourne sur la côte normande et en particulier à Honfleur en compagnie de Bazille. Il réside un temps à la ferme Saint-Siméon. Frédéric retourne à Paris, tandis que Claude continue à peindre en Normandie. Fin août, il retrouve Jongkind et Boudin. De sa période honfleuraise en compagnie de ces deux peintres, Monet conservera un attachement et ils auront une influence essentielle dans la genèse de son art. C'est aussi à cette période qu'éclate une brouille avec sa famille, qui menace de lui couper les vivres. Il appelle alors pour la première fois à l'aide Bazille.
Fin 1864, Claude s'installe avec Frédéric dans un atelier à Paris. Il présente deux vues de l'estuaire de la Seine prises à Honfleur et à Sainte-Adresse au jury du salon de 1865 : La Pointe de la Hève et Embouchure de la Seine. Acceptées par le jury, ces deux œuvres sont exposées et rencontrent un accueil positif, notamment de la part des critiques. Par la suite, il fait à Chailly les premières études pour son Déjeuner sur l'herbe, une toile de grande taille (4,65 × 6 m) qui sera commencée en atelier à Paris et suscitera l'admiration de nombre de ses confrères. Mais un changement d'atelier impose de la rouler et elle sera plus tard laissée en gage à un bailleur par l'artiste en désespoir de cause en 1878, avant d'être rachetée en mauvais état en 1884. Elle restera inachevée et sera coupée en deux parties avant amputation de sa partie droite,.

### Camille (1866-1879)

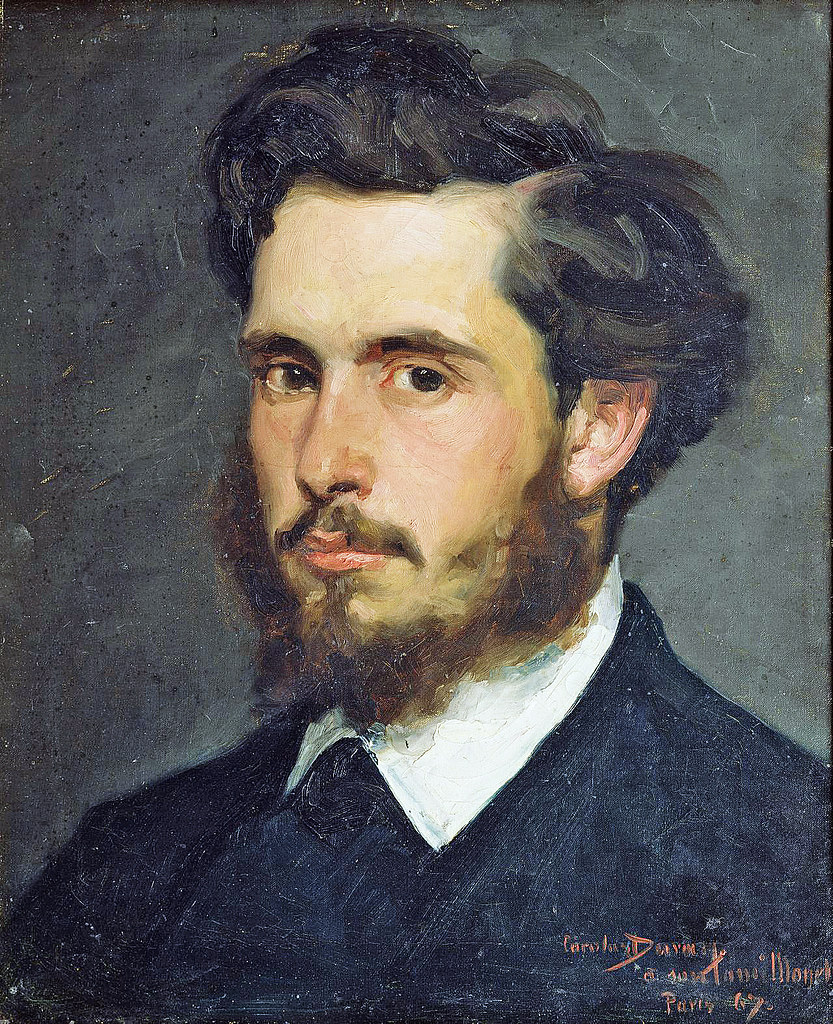
Portrait de Claude Monet par Carolus-Duran, 1867 au Musée Marmottan Monet, Paris

En 1866, il rencontre Camille Doncieux, qui devient un de ses modèles. N'ayant pas pu achever Le Déjeuner sur l'herbe pour le Salon de 1866, Monet y expose La Femme à la robe verte, un portrait de sa fiancée Camille, exécuté à la hâte et avec fureur en seulement quatre jours. Cette toile obtient un grand succès au salon de la même année, elle est très acclamée, notamment par Émile Zola. Elle est exposée avec une autre toile représentant la forêt de Fontainebleau réalisée deux ans auparavant. Monet établit ici une association entre deux œuvres radicalement opposées appartenant à deux genres distincts, qu'il cherchait à réunir dans son Déjeuner. Il a également envoyé au salon un pavé de Chailly. Il peint ensuite Femmes au jardin, d'abord à Sèvres, puis à Honfleur. Cette œuvre, qui montre pour la première fois la lumière naturelle et changeante, est refusée par le jury du salon, en 1867 (il en est de même pour Le Port de Honfleur, autre toile présentée par Monet cette année-là). De plus, la pétition lancée par de nombreux artistes pour qu'une exposition des œuvres refusées ait lieu est rejetée.
Ces refus successifs plongent Claude Monet dans une situation financière très délicate. Malgré l'achat de la toile Femmes au jardin pour 2 500 francs par Frédéric Bazille, Claude est plus que jamais dans la misère. De plus, Camille est enceinte. Il se voit donc dans l'obligation de rentrer en Normandie auprès de sa famille. Il passe l'été à peindre : La Plage de Sainte-Adresse, Jetée du Havre, Terrasse à Sainte-Adresse, etc. Camille donne naissance à Jean Monet le 8 août 1867. C'est l'année où il la représenta assise auprès du berceau de l'enfant dans un tableau qui était conservé en 1966 dans une collection Mellon, ainsi qu'un portrait d'eux – assis sous un arbuste de leur jardin d'Argenteuil – de 1874 par Renoir.
En 1868, une de ses deux toiles présentées, Navires sortant des jetées du Havre, est acceptée au salon. Cependant, l'accueil de cette œuvre n'est guère enthousiaste et déçoit critiques et artistes.
À cette époque, il se fait souvent prêter de l’argent par ses amis, au premier rang desquels Bazille. Ses tableaux sont souvent saisis au point qu’il fait une tentative de suicide au printemps 1868avant de quitter Bennecourt : il se jette à l'eau. Malgré son véritable sentiment de désolation qui lui permit de réaliser ce geste, il en sortit sans aucun souci du fait qu'il était très bon nageur ; son caractère intrépide se renforça encore plus. L'été de cette même année semble toutefois s'annoncer sous de meilleurs auspices, puisque M. Gaudibert, un riche armateur havrais, lui commande plusieurs tableaux dont le portrait de sa femme. De plus, cinq de ses toiles sont acceptées à l'exposition internationale maritime qui se tient au Havre. À la fin de l'année, Claude Monet habite avec sa femme et son fils à Fécamp, sa famille refusant d'héberger la jeune femme.
En 1869, il s'installe à Bougival. Sur l'île de Croissy, il peint l'établissement des bains de la Grenouillère (La Grenouillère), inventant alors avec Renoir la technique de peinture impressionniste. Cette année-là et la suivante, toutes ses toiles sont refusées par le salon sous l'impulsion de Gérôme. En dépit de sa pauvreté persistante, il épouse Camille, le 28 juin 1870, à la mairie du 8e arrondissement de Paris,,.

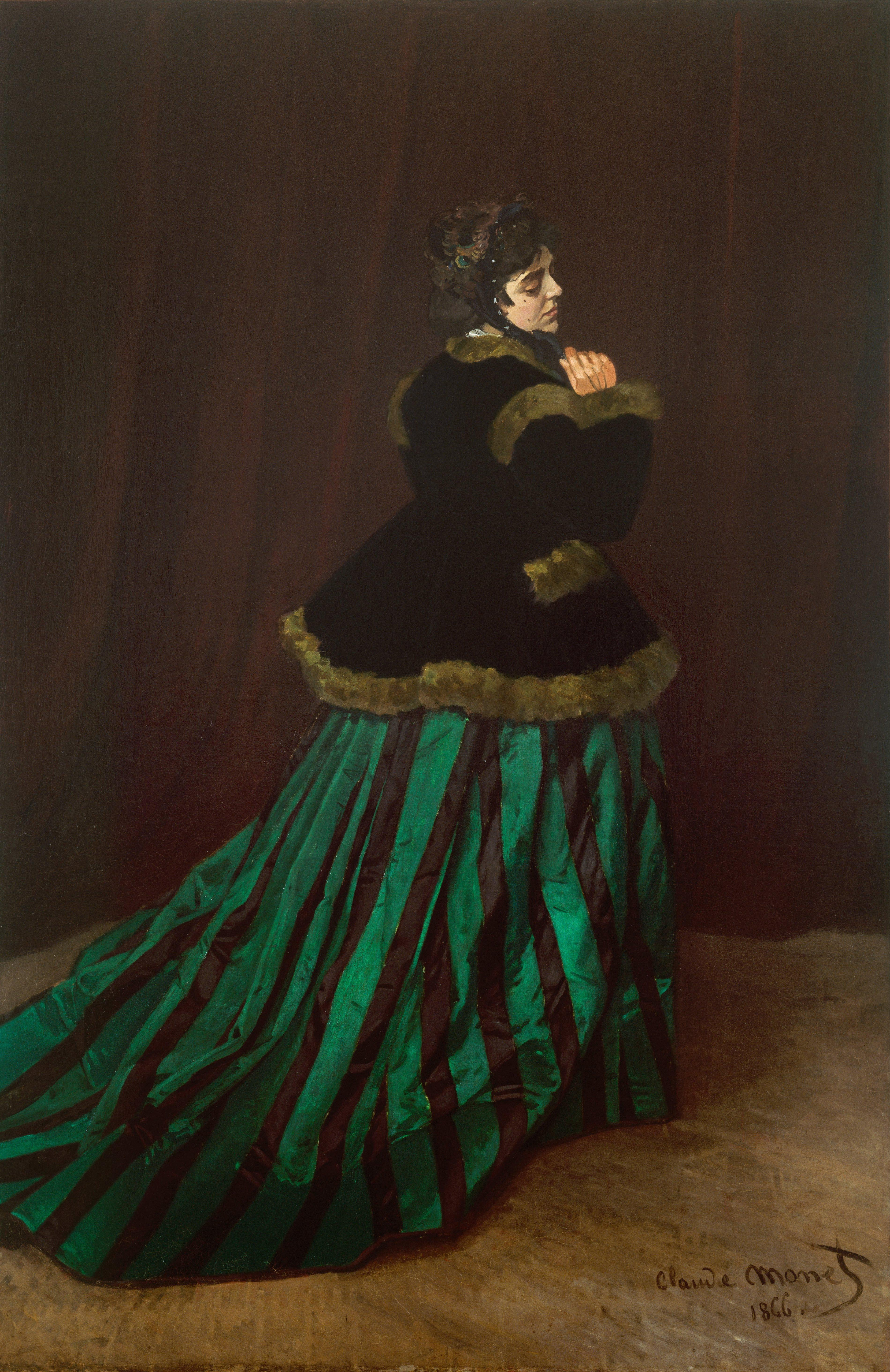
La Femme en robe verte, 1866.
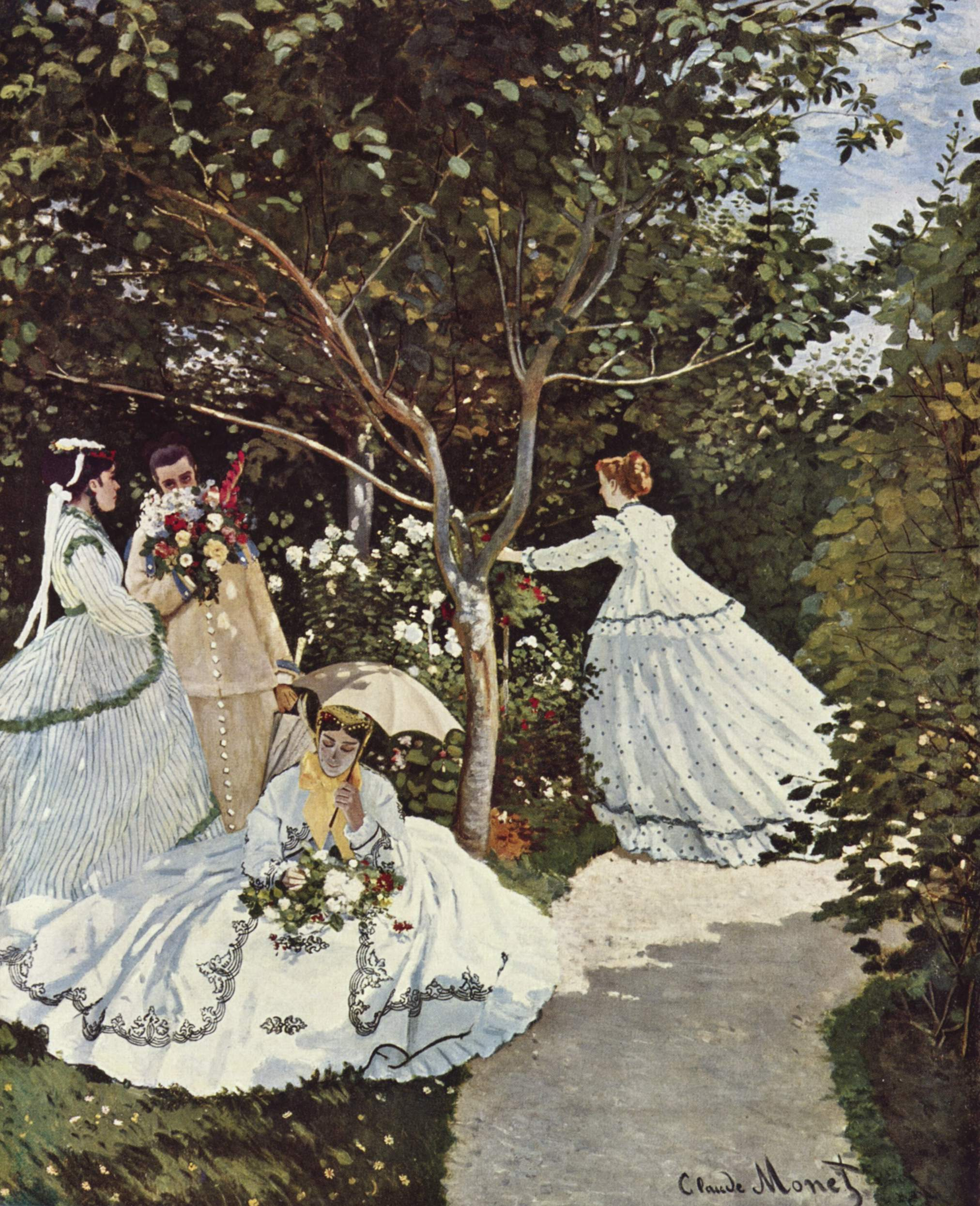
Femmes au jardin, 1866.
La Capeline rouge, 1868.
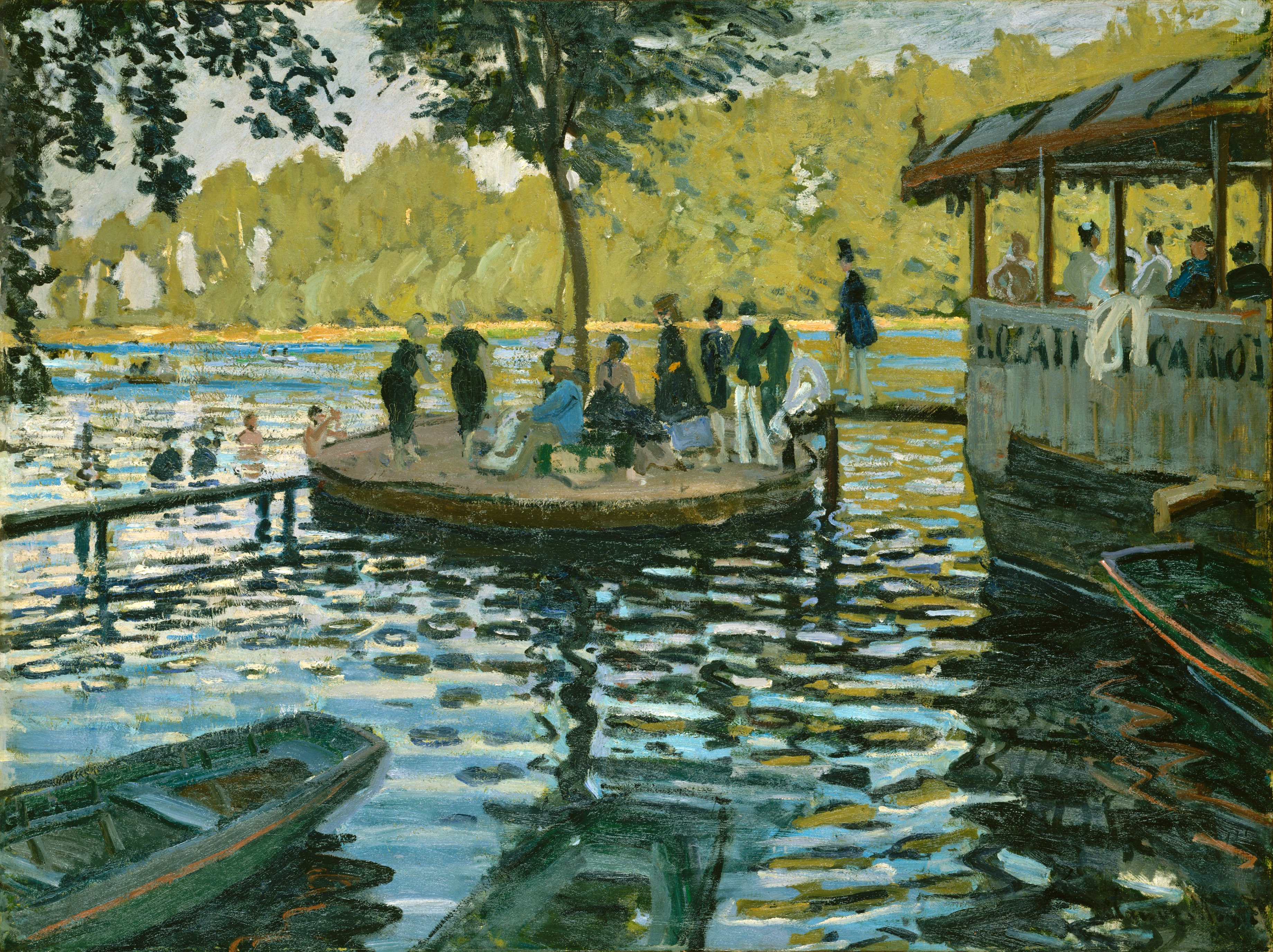
La Grenouillère, 1869.
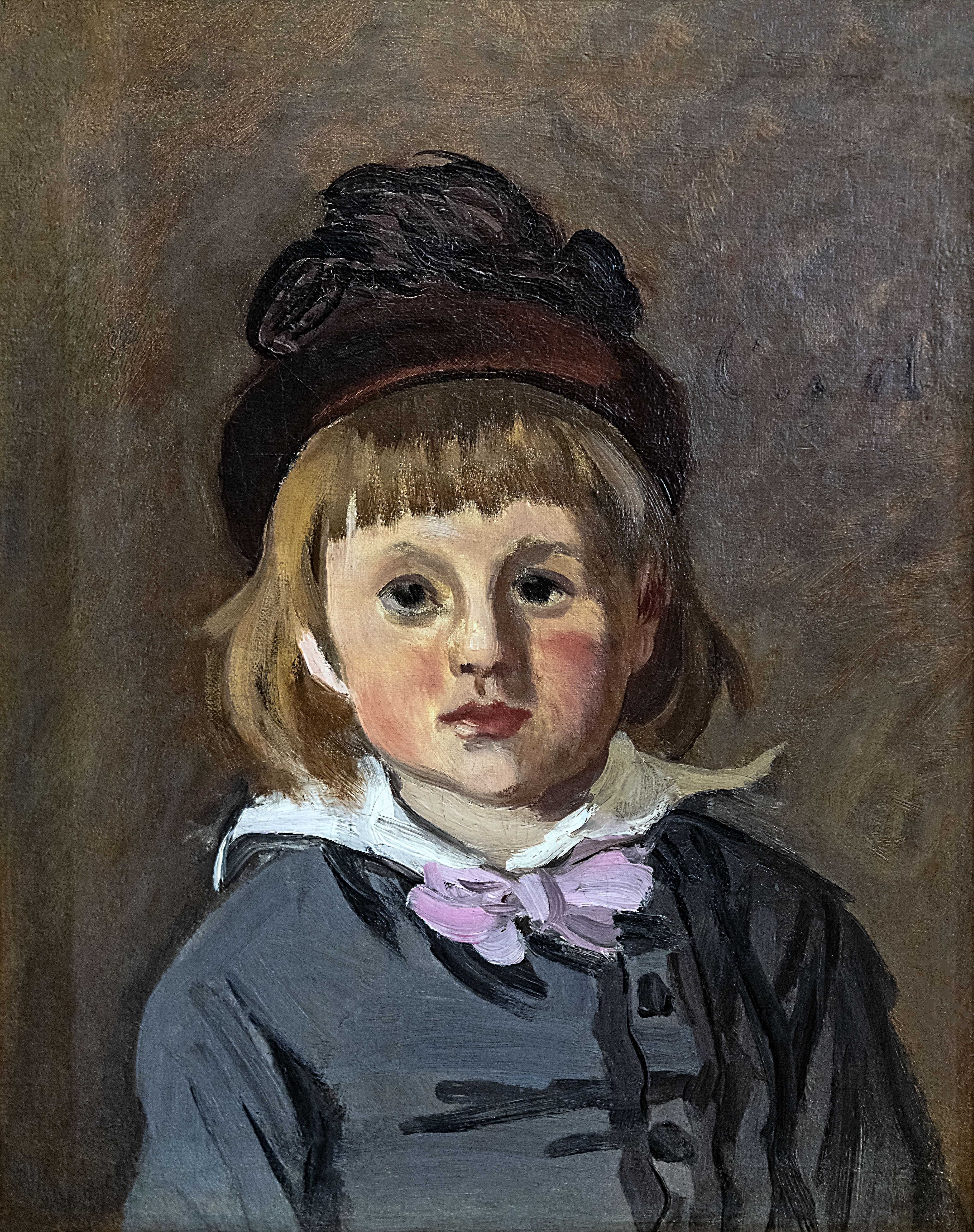
Portrait de son fils Jean en bonnet à pompon, 1869
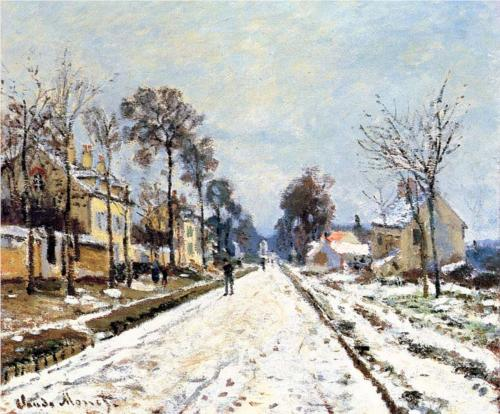
La Route de Versailles à Louveciennes, effet de neige, 1870.
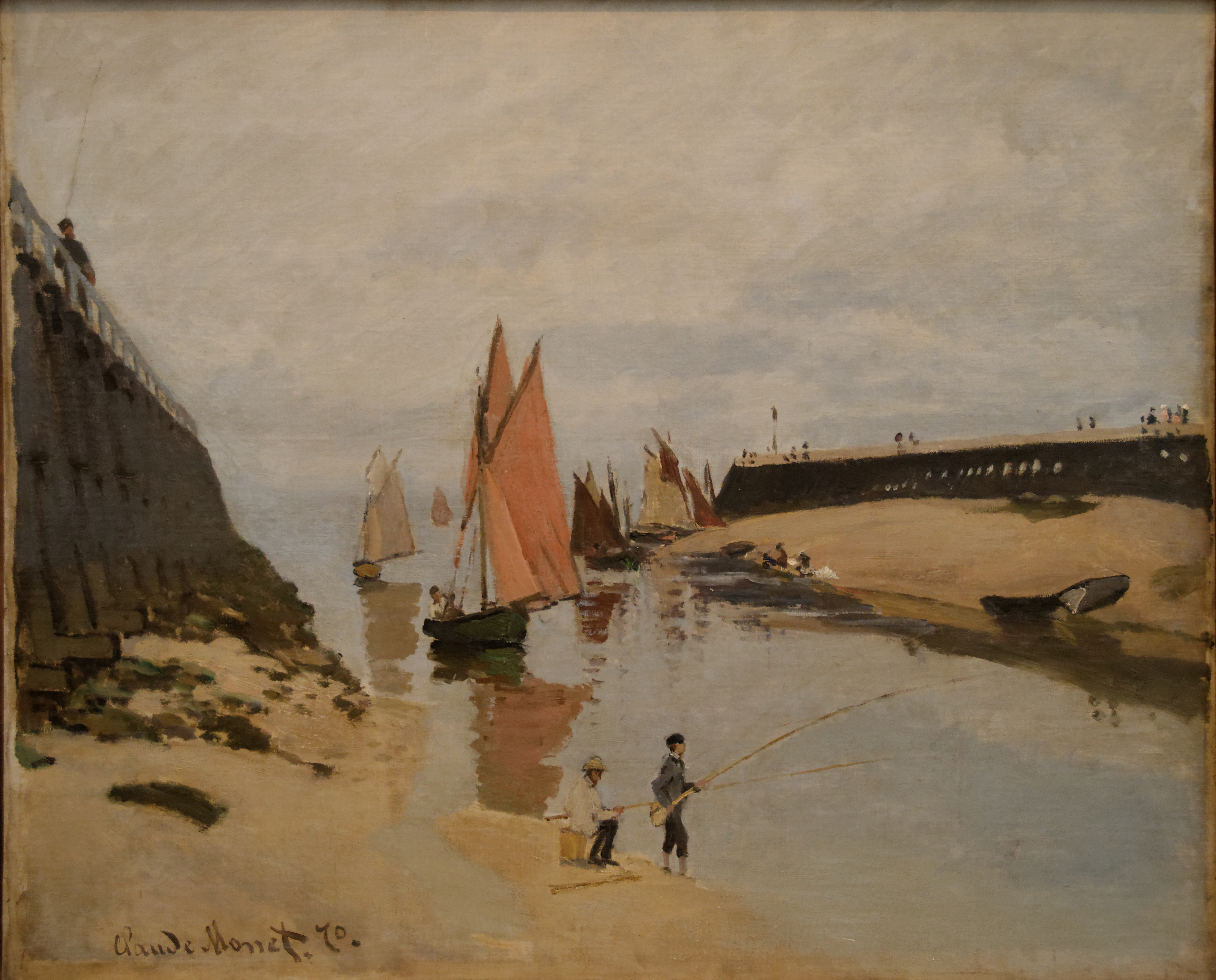
Le Port de Trouville, 1870.

### Londres et les Pays-Bas (1870-1871)

Le Bassin de Londres, 1871, National museum of Wales, Cardiff

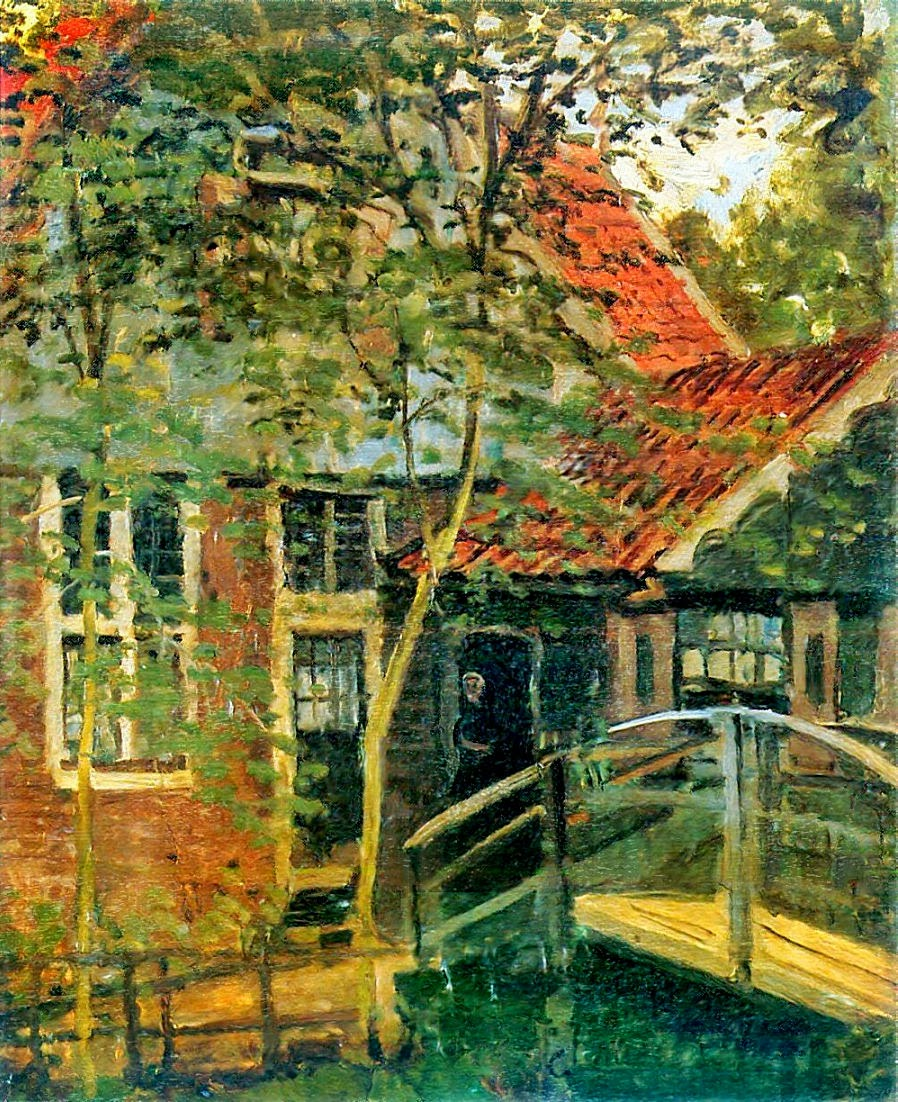
Passerelle à Zaandam, 1871, musée des Ursulines, Mâcon

L'entrée en guerre de la France en juillet 1870 ne soulève aucun sentiment nationaliste chez Monet, pas plus que l'établissement du Gouvernement de Défense nationale. Dans ce contexte tendu, il souhaite s'éloigner de Paris qui devient de plus en plus agité. Il s'installe alors à Trouville-sur-Mer, où il peint de nombreuses toiles en plein air comme La Plage de Trouville ou Hôtel des Roches noires.
Frédéric Bazille qui a souvent aidé Monet, trouve la mort sur le champ de bataille, à Beaune-la-Rolande, le 28 novembre 1870. À la fin de l'année, Claude ne voulant pas servir militairement, décide de partir à Londres. Il y retrouve certaines de ses connaissances telles que Pissarro. Il y admire les œuvres des peintres britanniques Turner et John Constable et est impressionné par la manière du premier de traiter la lumière, notamment dans les œuvres représentant le brouillard sur la Tamise. Ce séjour est également l'occasion de faire des rencontres : celle du peintre américain James Abbott McNeill Whistler, également influencé par Turner, avec lequel il se lie d’amitié ; et surtout celle du marchand d'art Paul Durand-Ruel, qui sera déterminante pour sa carrière. Enfin, ce séjour est également l'occasion pour Monet de peindre, les jardins londoniens et la Tamise notamment, et de faire encore évoluer sa technique, allant toujours plus loin dans le bouleversement de la tradition. Désargenté, il ne peint que six tableaux en l'espace de sept ou huit mois, ce qui est très peu pour lui. Parmi ceux-ci figure le portrait de sa femme Camille, intitulé Méditation. Madame Monet au canapé, dans lequel on peut percevoir cette sorte de déprime qui l'animait. Cependant, Monet est intéressé par la lumière de Londres et souhaite pouvoir revenir y peindre la Tamise, ce qu'il fera dans une centaine de tableaux entre 1899 et 1901.
Son père meurt le 17 janvier 1871. Mais Monet ne rentre pas en France et n'assiste pas aux obsèques, craignant l'accueil qui sera fait à ceux qui, comme lui, se sont soustraits à leurs obligations patriotiques.
Fin mai 1871, il se rend aux Pays-Bas et s'installe à Zaandam, en compagnie de Camille et Jean. Il y peint 25 toiles pendant son séjour de quatre mois.
C'est lors d'une visite d'Amsterdam toute proche qu'il découvre des estampes japonaises dans une boutique et en commence la collection. Il rentre à Paris le 8 octobre.

### Argenteuil (1871-1877)

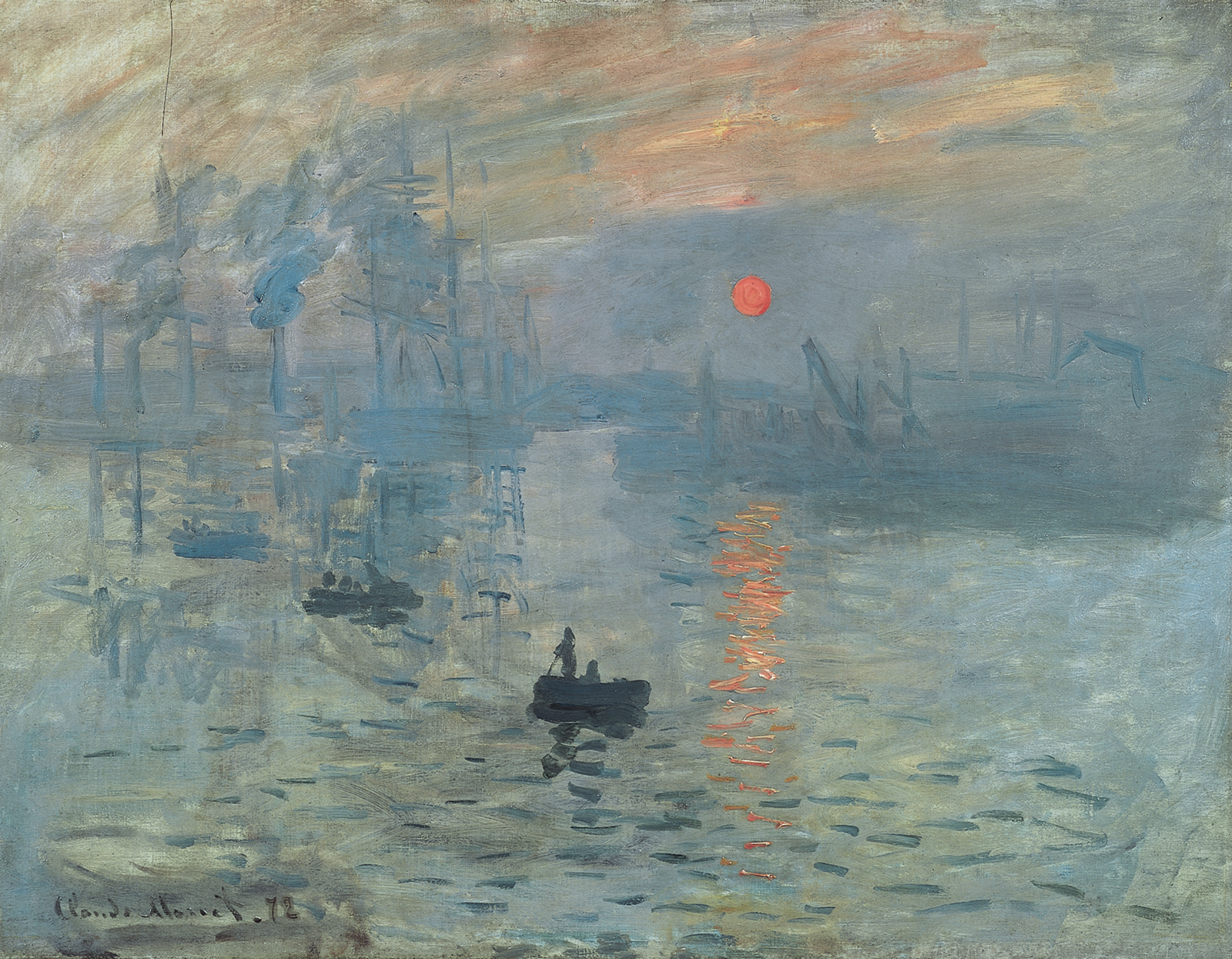
Impression, soleil levant (1872), musée Marmottan Monet

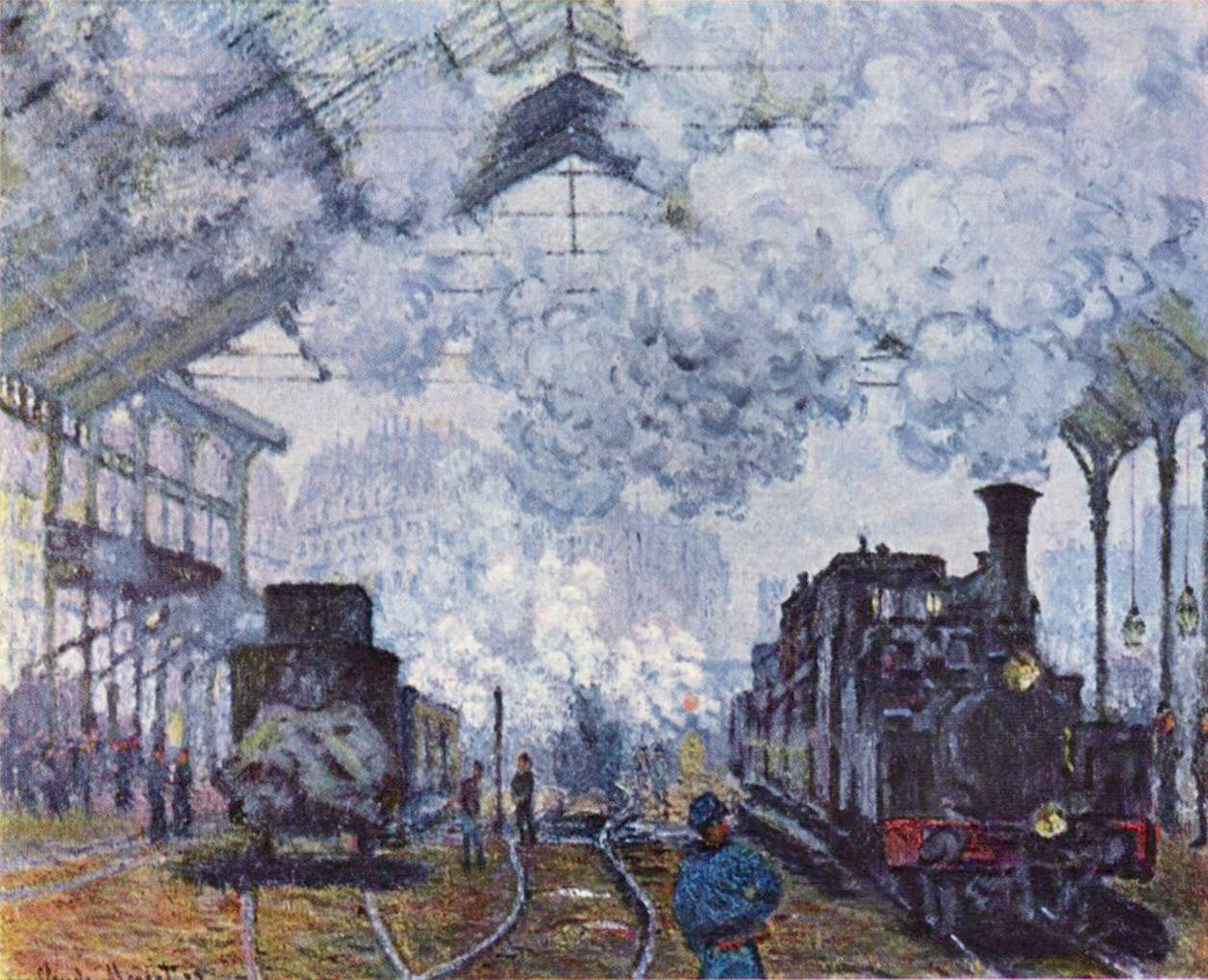
Gare Saint-Lazare, 1877, Fogg Art museum, Cambridge, Massachusetts.

En décembre 1871, Monet et sa famille emménagent dans une maison avec jardin à Argenteuil, près de la Seine. L'héritage de son père et la dot de sa femme permettent d'améliorer les conditions matérielles. En outre, au cours de l'année 1872, il enregistre des achats importants de Durand-Ruel : 29 toiles au total, dont certaines sont exposées à Londres ; c'est également à cette époque-là qu'il fait l'acquisition de son bateau-atelier qui lui permet d'accéder à de nouveaux points de vue. Manet en fait un tableau : Claude Monet peignant dans son atelier. C'est aussi l'année où Renoir le représente assis à une table lisant un livre en fumant une longue pipe.
En décembre 1873, Durand-Ruel, victime d'ennuis financiers, doit réduire puis suspendre ses achats.
Le 15 avril 1874, l'exposition de la Première exposition des peintres impressionnistes organisée par la Société anonyme coopératives d'artiste ouvre ses portes dans les ateliers de Nadar, au 35, boulevard des Capucines. Elle présente les œuvres des différents artistes qui se qualifieront plus tard d'impressionnistes. Y est notamment présenté un paysage du port du Havre : Impression, soleil levant. N’attirant que 3 500 visiteurs durant son mois d'ouverture, la manifestation n'a pas le succès attendu et un grand nombre de critiques et de journalistes sont hostiles. Pour ajouter à cette déroute, la société se retrouve, à l'issue de la manifestation, au bord de la faillite, l'obligeant à procéder à sa dissolution. Enfin, c'est à l'occasion de cette exposition que le terme impressionniste est utilisé pour la première fois, et de manière ironique, dans une critique de Louis Leroy publiée dans le Charivari du 25 avril 1874.
En avril 1876, contre toute attente, a lieu la deuxième exposition dans les locaux de Durand-Ruel. Monet y expose 18 tableaux. Les critiques sont, cette fois, moins virulents ; des éloges sont même adressés à Claude Monet.
À la fin de l'été de la même année, il s'installe au Château de Rottembourg à Montgeron, à l'invitation d'Ernest Hoschedé, ami et grand mécène du jeune Monet encore peu connu,. La demeure appartient depuis 1870 à Ernest et à sa femme Alice, née Raingo, issue d'une riche famille d'origine belge, à la suite du décès du père de cette dernière, qui a acquis le château en 1865 pour servir de résidence secondaire. Ils y vivent avec leurs cinq enfants. Après la mort de son mari Ernest, Alice deviendra la seconde épouse de Claude Monet.
Lors de son séjour à Montgeron et à Yerres, Monet travaille à des études et à la décoration de certaines des pièces du château des Hoschedé. Outre une série de tableaux paysagers de taille courante, il s'agit surtout d'un ensemble décoratif monumental de 4 grands tableaux, commandés spécialement pour le grand salon en rotonde du château, mais jamais installés à la suite de la faillite de Hoschedé en 1877,. En peignant cet ensemble, Monet réalise pour la première fois une vieille idée de concevoir des Grandes Décorations, qu'il finit par créer des années plus tard en guise de point d'orgue à la série Les Nymphéas, non sans mal, pour la salle ovale dédiée au Musée de l'Orangerie, quelques mois après son propre décès,.

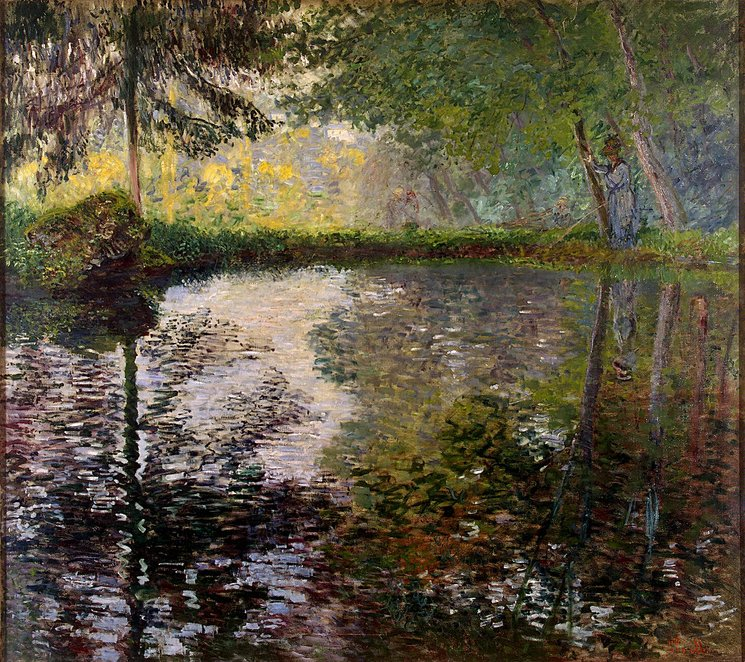
Étang à Montgeron, 1876 (Musée de l'Ermitage)[67].
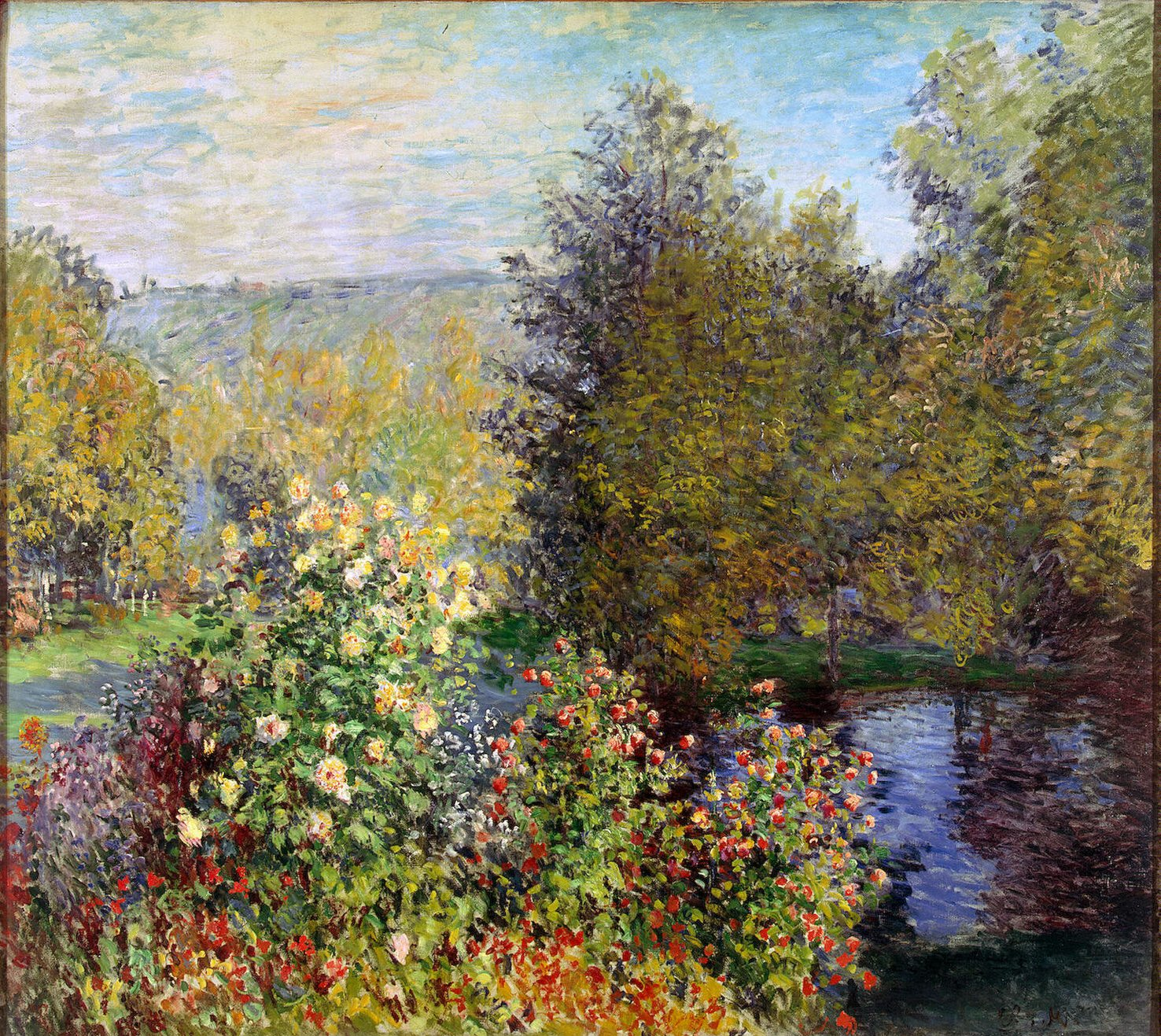
Coin de Jardin à Montgeron, 1876 (Musée de l'Ermitage)[68].
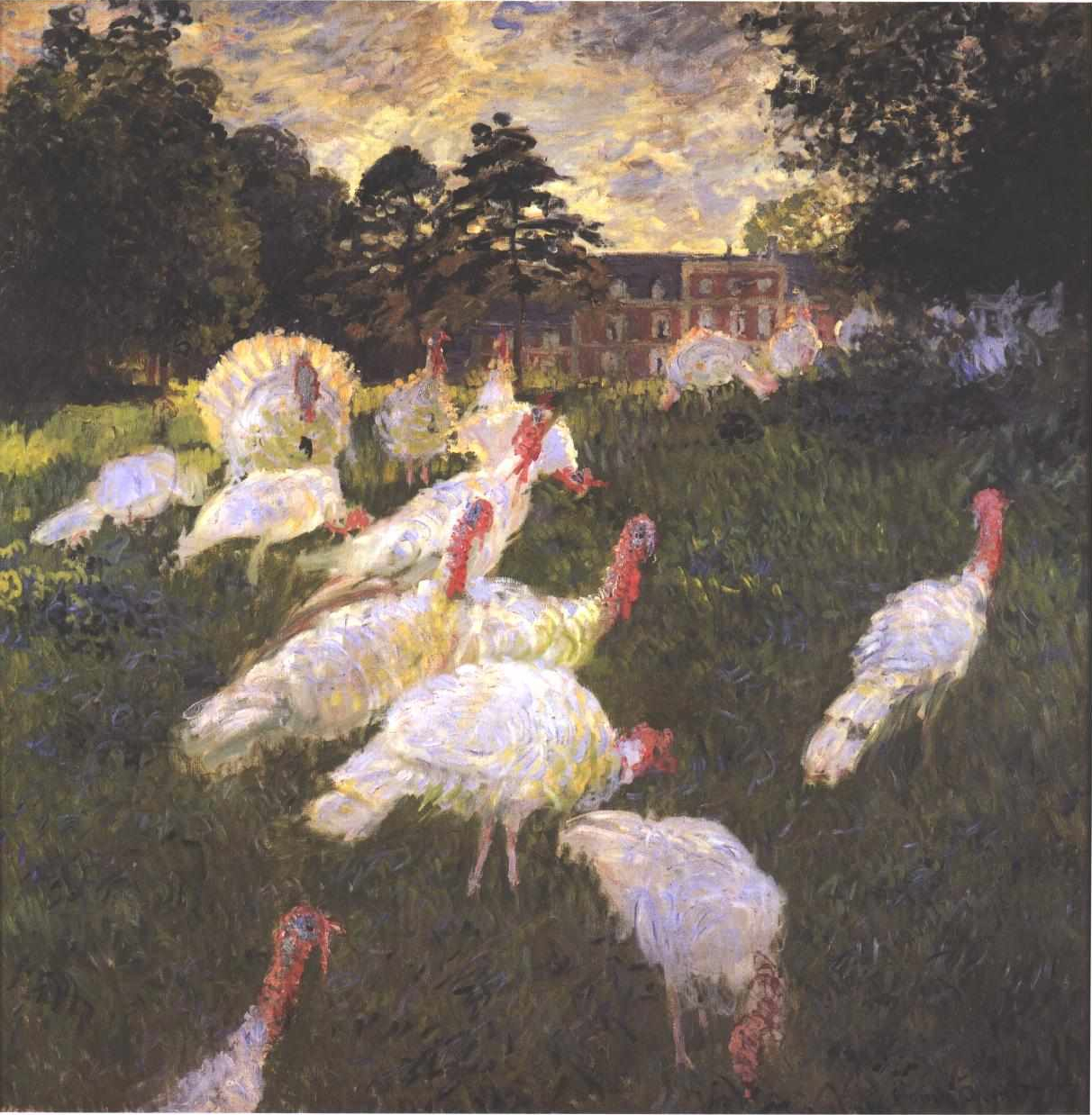
Les Dindons, 1877 (musée d'Orsay)[69].
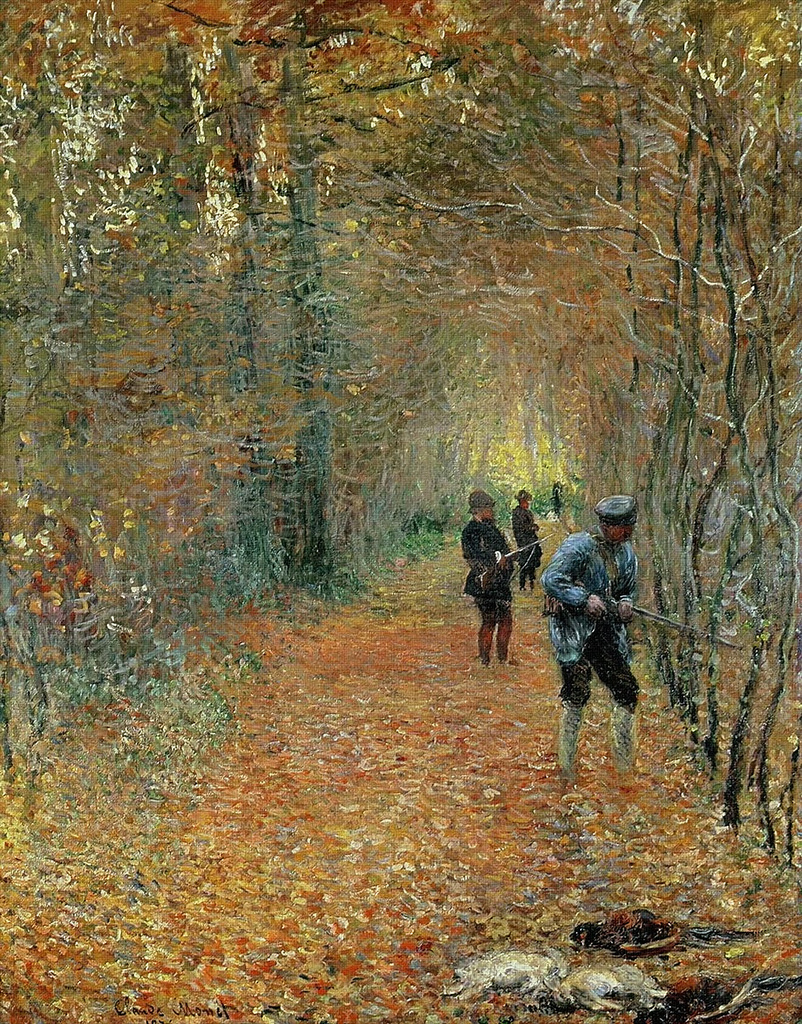
La Chasse, 1876 (coll. priv.)[70].

En 1877, il peint une série de peintures à la gare Saint-Lazare. Monet envoie 8 tableaux issus de cette série à la troisième exposition impressionniste. Pour la première fois, une revue, L'impressionniste, est publiée pour accompagner l'exposition et commenter les différentes œuvres présentées. C'est donc également la première fois que les peintres impressionnistes reprennent à leur compte le terme impressionnisme qu'ils jugent approprié pour désigner et identifier leur style. L'exposition est un succès et fait l'objet d'une approbation critique.

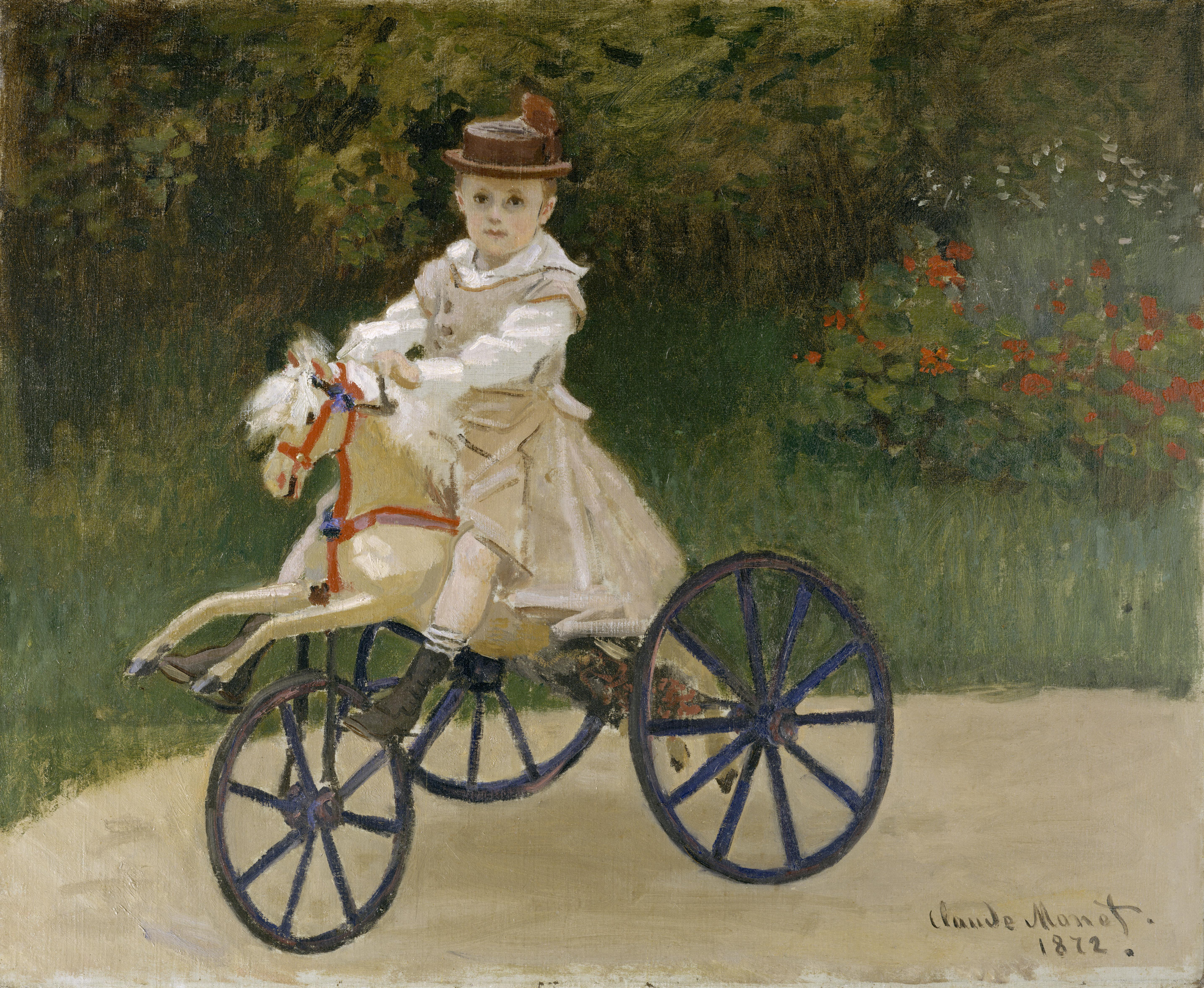
Jean Monet sur son cheval à bascule, 1872, Metropolitan Museum, New York
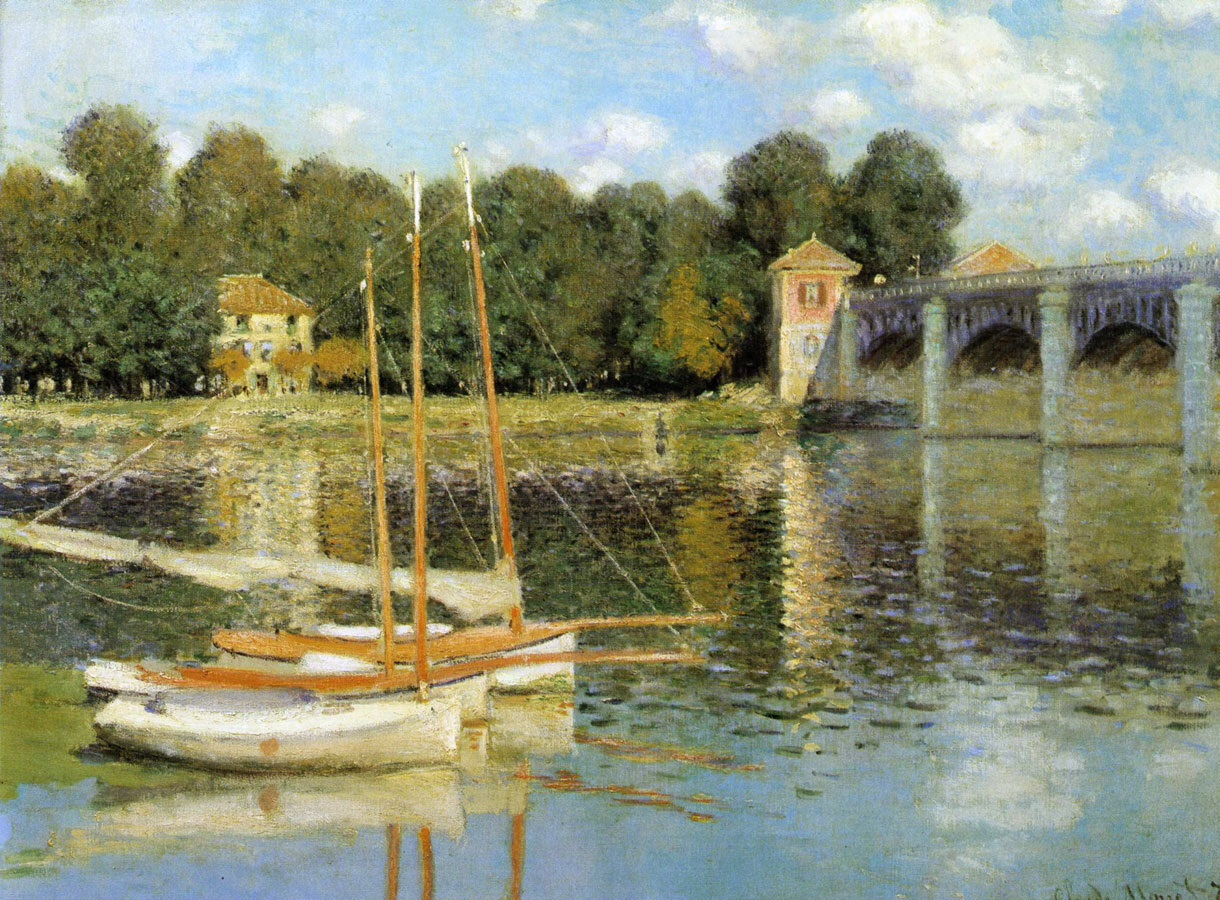
Le Pont d'Argenteuil, 1874, musée d'Orsay, Paris
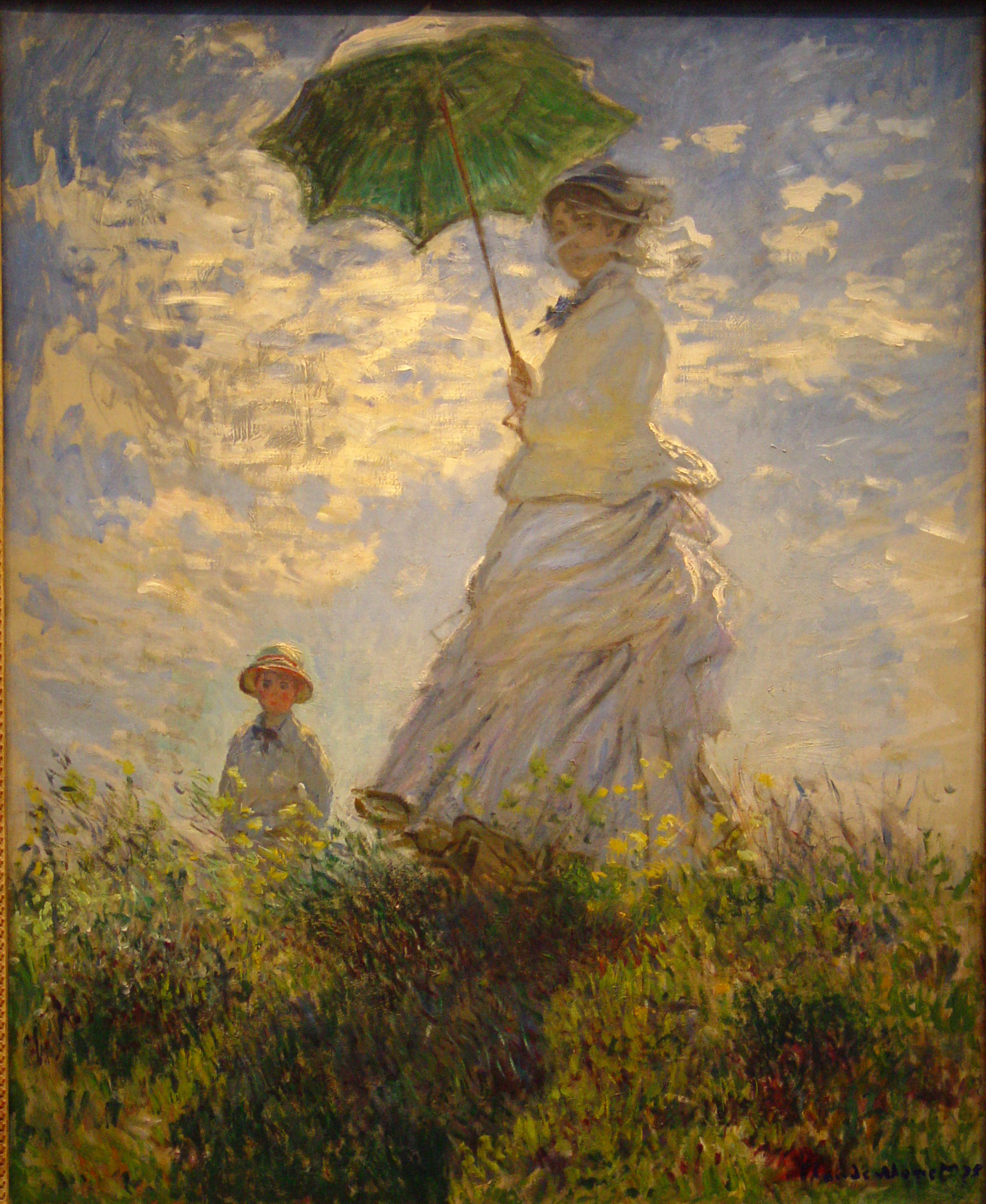
La Promenade, la femme à l'ombrelle, 1875, National Gallery of Art, Washington

### Retour à Paris puis Vétheuil (1878-1880)

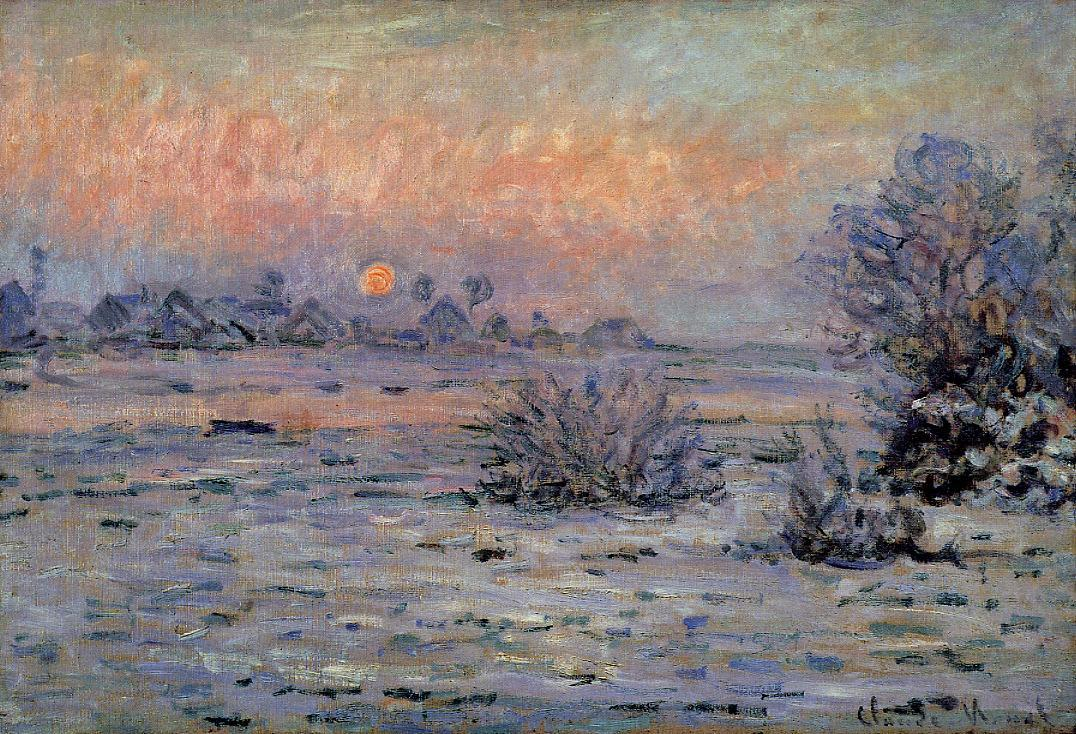
Soleil d'hiver à Lavacourt, 1879-1880, musée d’art moderne André-Malraux, Le Havre.

Début 1878, obligé de réduire son train de vie, Monet quitte Argenteuil et s'installe provisoirement à Paris, rue d’Édimbourg. Il réussit à payer in-extremis ses créanciers afin de ne pas se faire saisir ses toiles. Le 17 mars 1878, Camille met au monde un second fils : Michel. Elle ne se remettra jamais totalement de cet accouchement, demeurant dans un état de fatigue et de faiblesse continuel. Monet, inquiet pour elle, fera souvent part de ses craintes la concernant dans ses différentes correspondances. Durant cette période, Monet peint l'île de la Grande-Jatte ainsi que La Rue Montorgueil.

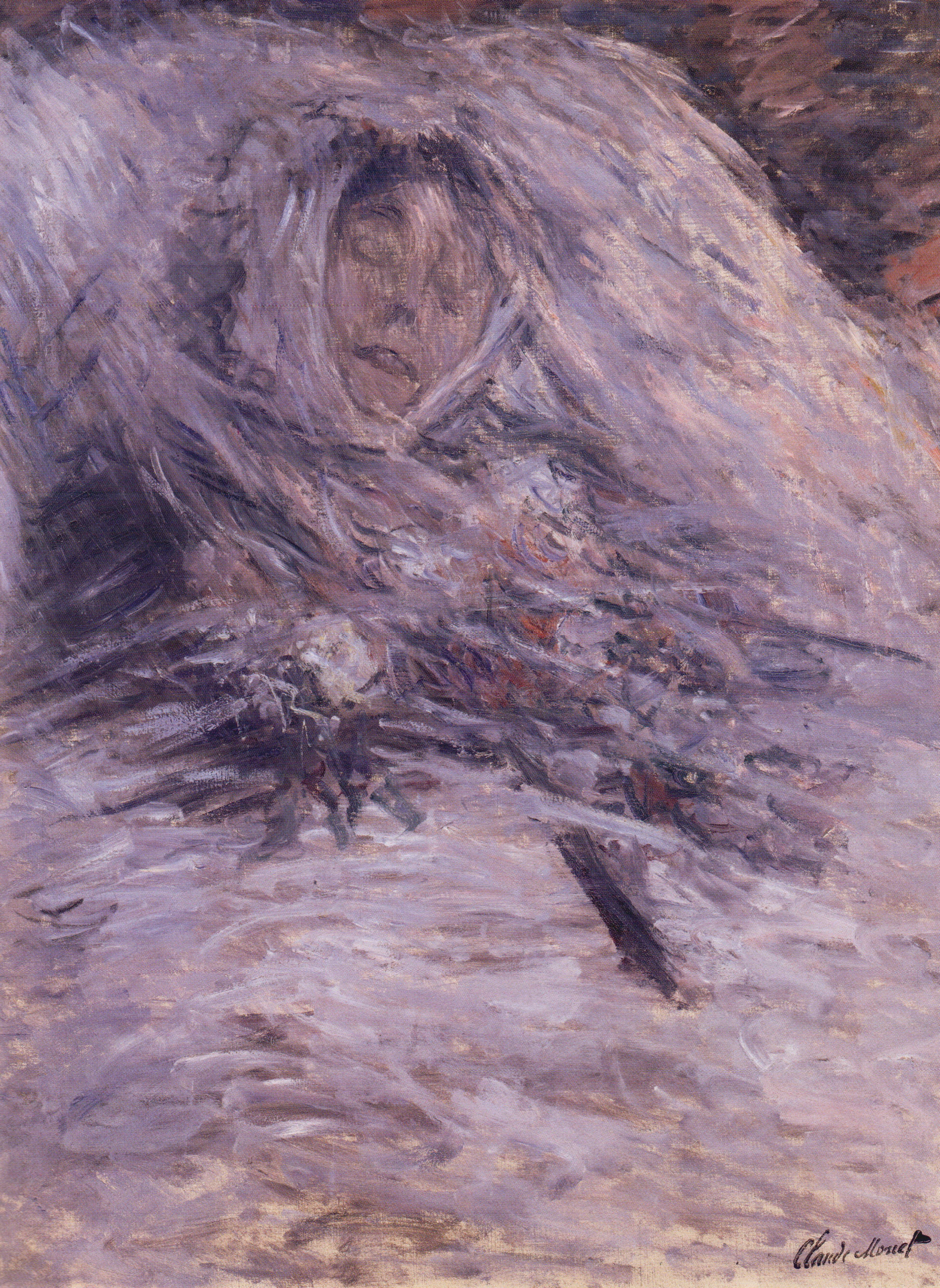
Camille sur son lit de mort, 1879, musée d'Orsay, Paris

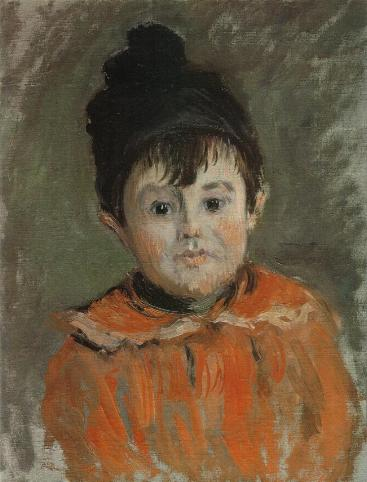
Portrait de MIchel Monet en bonnet à pompon, 1880, musée Marmottan Monet, Paris

En août 1878, les Monet et les Hoschedé emménagent dans une petite maison à Vétheuil, près de Pontoise. L'ancien mécène, Ernest Hoschedé, a alors fait faillite en raison de ses spéculations sur les œuvres d'art; l'ensemble de sa collection, dans laquelle figurent 16 toiles de Monet, fait l'objet d'une vente publique.
Dans le courant de l'année 1879, les soucis liés à l'argent et à la santé de Camille éloignent Monet des autres peintres impressionnistes ainsi que de Paris où il se rend uniquement pour écouler ses œuvres. Toutefois, il participe à la quatrième exposition du groupe des impressionnistes qui se tient, cette année-là, avenue de l'Opéra. Monet y expose 29 tableaux. Réalisés entre 1867 et 1878, ils offrent un résumé de la carrière du peintre et de son évolution artistique.
Camille, encore malade, ne parvient pas à se rétablir. Pour tenter de la sauver et financer les soins dont elle a besoin, Monet brade les dernières toiles qu'il a peintes. En vain. Elle meurt le 5 septembre 1879 après de longues souffrances. Monet témoigne des derniers instants de sa femme en réalisant un portrait d'elle sur son lit de mort.
La mort de Camille va se traduire chez le peintre par deux ruptures. La première est d'ordre esthétique. Elle est nettement visible dans les peintures, La Débâcle ou encore appelée Les Glaçons, qu'il fait de la Seine prise dans les glaces, lors de l'hiver rigoureux de 1880. Elles sont marquées par des couleurs irréelles et l'absence d'êtres humains. La deuxième rupture se fait avec les autres peintres impressionnistes. Ces derniers n'acceptent pas vraiment ce choix et publient, le 24 janvier 1880 dans les pages du Gaulois, un avis de décès de Monet : « Les obsèques de M. Claude Monet seront célébrées le premier mai prochain à dix heures du matin en l'église du Palais de l'Industrie - salon de M. Cabanel. Prière de ne pas y assister ». Autre manifestation de cette seconde rupture : Monet présente deux nouvelles toiles au jury du salon, chose qu'il n'avait pas faite depuis des années. L'une des deux œuvres, une peinture du village de Lavacourt, est admise. Cependant, exposée à 6 m du sol, juste sous le plafond, elle passe plutôt inaperçue.
Cet échec est vite oublié : le journal La Vie moderne, dirigé par Georges Charpentier, propose d'organiser une exposition qui lui est uniquement consacrée. Celle-ci ouvre le 7 juin 1880 et présente 18 tableaux. Elle est accompagnée d'un catalogue qui, outre la préface de Théodore Duret et la description des œuvres, contient un entretien de Monet avec le journaliste Émile Taboureux. Cette exposition obtient un réel succès puisque le peintre réalise suffisamment de transactions pour solder ses dettes,.
À cette époque, Ernest Hoschedé étant souvent absent, Claude, à présent veuf, vit avec Alice et ses enfants. Ce mode de vie est montré du doigt par la société de l'époque.
Toutefois, durant l'été et l'automne 1880, Monet se rend régulièrement sur la côte normande afin de travailler.

### Départ de Poissy et installation à Giverny (1881-1883)
En 1881, la situation financière de Monet s'améliore peu à peu d'autant plus que Durand-Ruel se porte régulièrement acquéreur de ses œuvres. Toutefois, en décembre de la même année, n'ayant pu s'acquitter de son loyer, il déménage avec ses deux fils, Alice et les six enfants de celle-ci pour s'installer à Poissy. En vivant sous le même toit, leur concubinage devient connu de tous ; c'est une situation scandaleuse à l'époque.
Monet, Renoir et Sisley sont absents de la 6e Exposition des Impressionnistes de 1881. À partir de cette date, les impressionnistes suivent chacun leur propre chemin. Pissarro s'emploie pourtant activement à maintenir la cohésion du groupe, et convainc Gustave Caillebotte et Claude Monet de participer à la 7e exposition des artistes indépendants. Elle ouvre ses portes le 1er mars 1882 dans les salons du Reichshoffen au 251, rue Saint-Honoré. C'est la dernière exposition des impressionnistes à laquelle participe Monet. Il y expose 35 tableaux parmi lesquels Fleurs de Topinambours, deux versions des débâcles sur la Seine et des vues de Vétheuil et de Poissy.
Par la suite, durant l'été, puis durant l'hiver, Monet retourne sur la côte normande : d'abord à Dieppe, puis à Hautot-sur-Mer. Il peint alors Promenade sur la falaise, Pourville. Le 16 octobre 1882, il livre 13 tableaux à Durand-Ruel, suivis de 13 autres plus tard dans le mois. Monet reçoit au total 11 200 francs pour ces œuvres et réalise des ventes atteignant 24 700 francs à Durand-Ruel avant la fin de l'année. Malgré ces bonnes ventes, il enregistre un déficit de 6 541 francs cette année là, et l'atmosphère dans la maison de Poissy reste morose.
Dès le 25 janvier 1883, Monet retourne à Étretat, sur la côte normande, pour peindre les paysages dramatiques qu'il connaît si bien. À cette époque, il craint de perdre Alice, dont le mari parle soudain de la reprendre. Le 21 février, Monet et Alice Hoschedé se retrouvent finalement à Poissy, et il ne fait désormais plus aucun doute qu'elle restera aux côtés de Monet.

Le 28 février 1883, une nouvelle exposition consacrée à Monet ouvre ses portes au 9, boulevard de la Madeleine, dans les nouveaux locaux de Durand-Ruel. Les 56 tableaux exposés offrent une rétrospective complète de la carrière du peintre, des premières toiles de 1864 jusqu'aux dernières réalisées en 1882 sur la côte normande. Malgré cela, l'exposition est peu fréquentée et les ventes sont décevantes, mais les critiques dans la presse sont majoritairement positives.

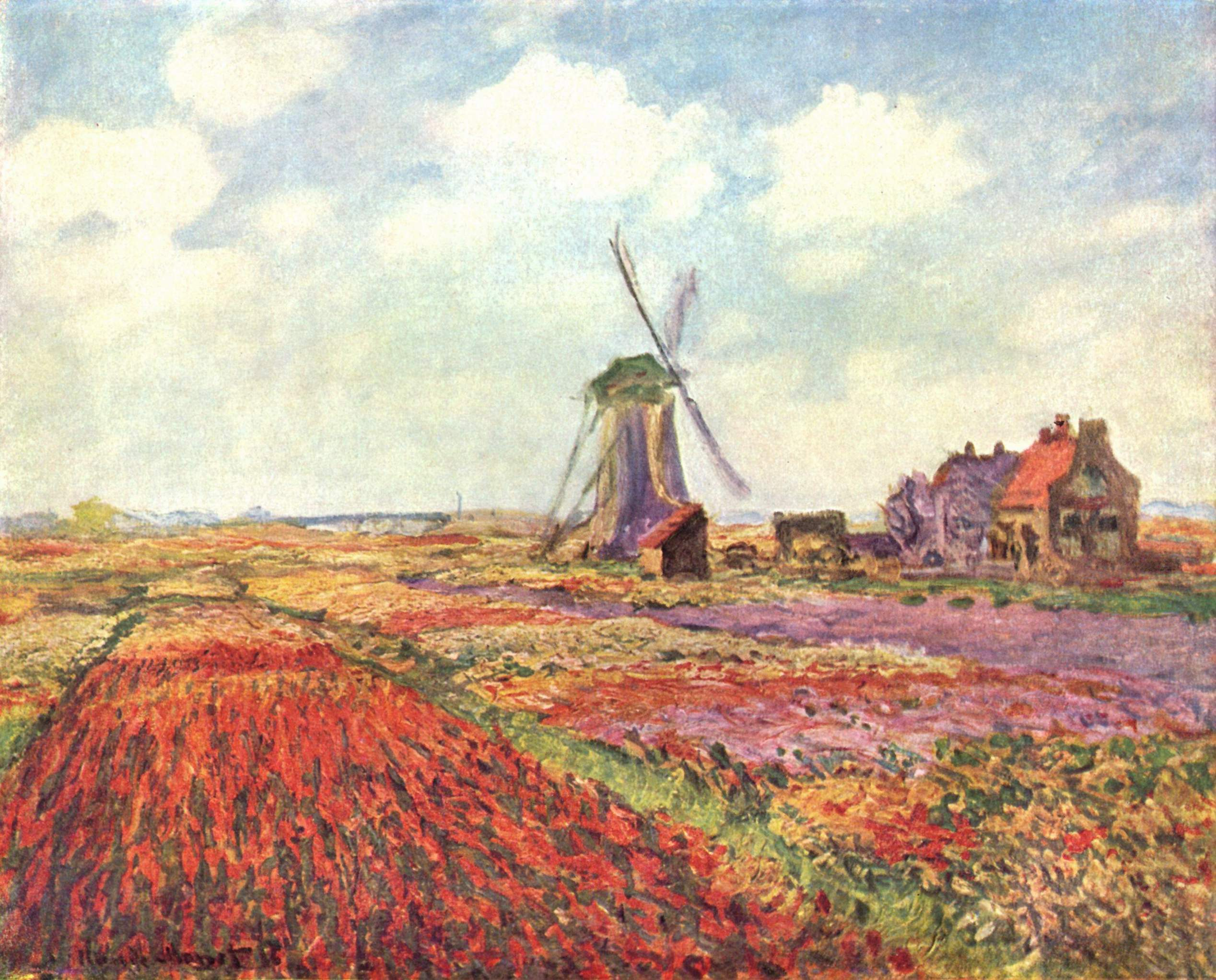
Champs de tulipes en Hollande, 1886, musée d'Orsay, Paris

Désireux de quitter Poissy où il ne s'est jamais vraiment plu, Claude Monet cherche un lieu où lui et toute sa famille pourraient s'installer définitivement. Ses recherches le mènent à Giverny, près de Vernon en Normandie. Dans ce petit village, il trouve une « maison de paysan » au lieu-dit le Pressoir, bordée par un jardin potager et un verger, le Clos normand. L'ensemble clos de murs s'étend sur près d'un hectare. Son propriétaire, Louis-Joseph Singeot, consent à la louer et Monet et sa famille s'y installent le 29 avril 1883. Locataire durant plusieurs années, Monet finit par acheter la maison et le jardin attenant en 1890 quand sa situation financière s'améliore.

Peintures 1881-1883
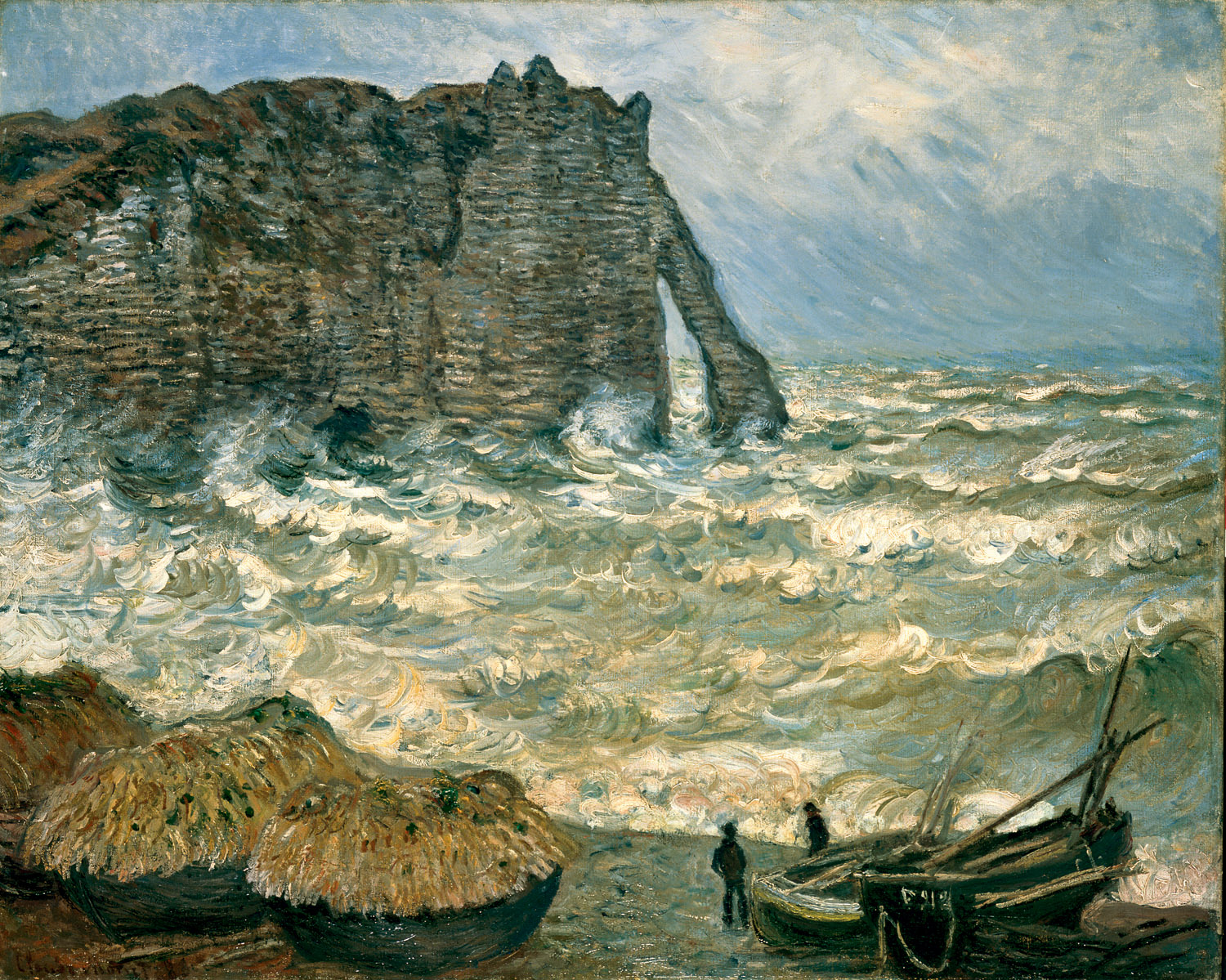
Mer agitée à Étretat, 1883.
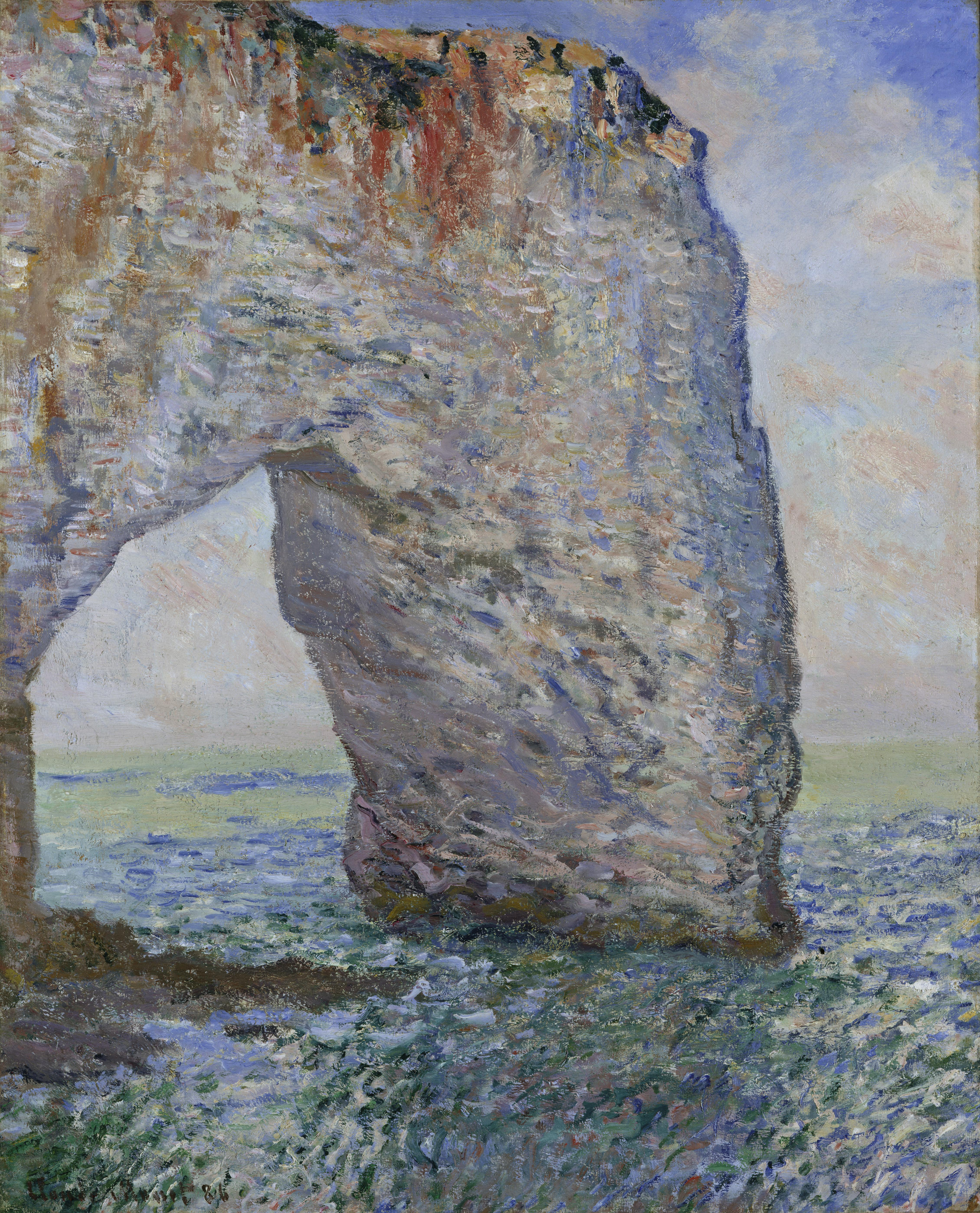
Le Manneporte à Étretat, 1886.
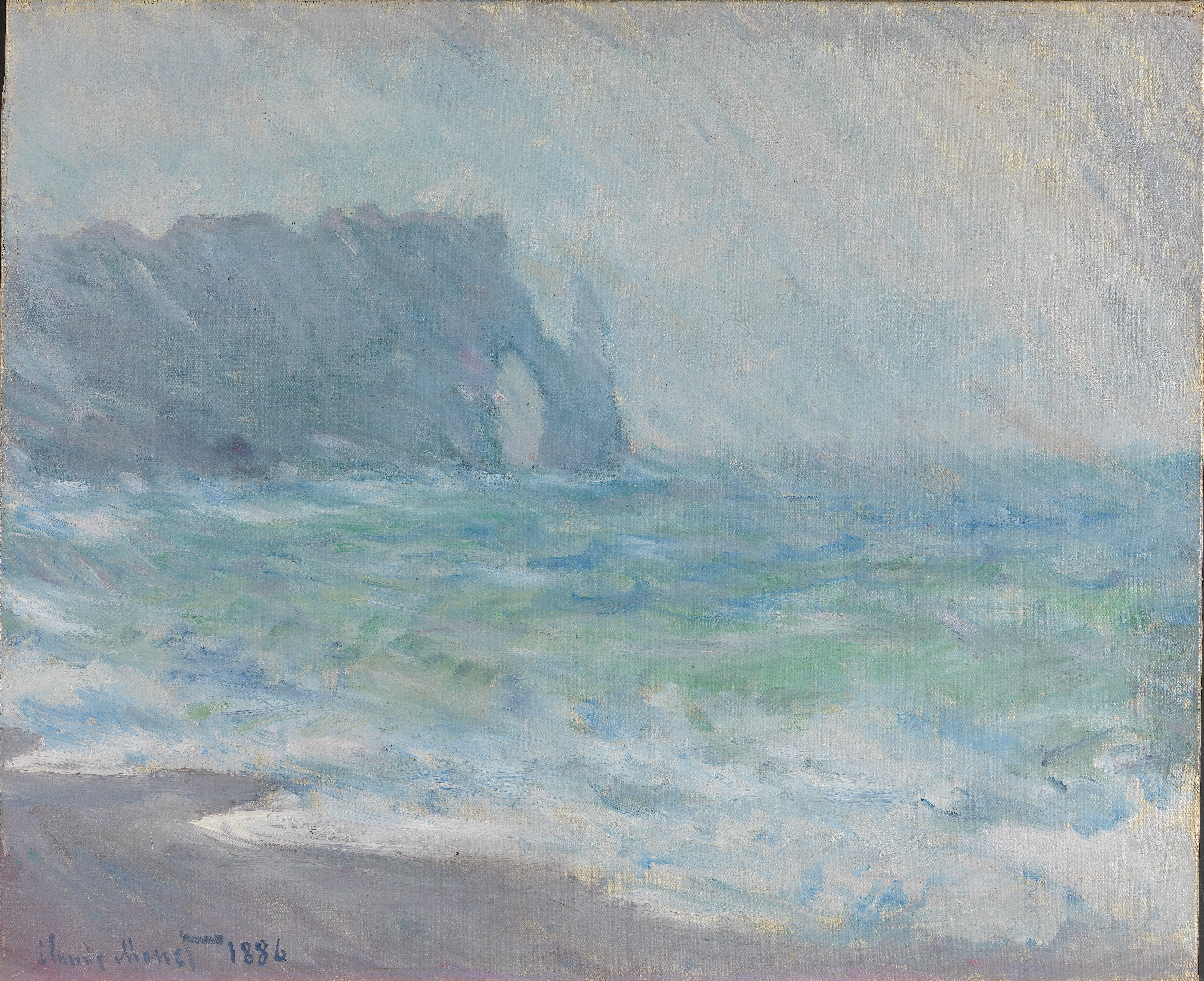
Étretat sous la pluie, 1886.
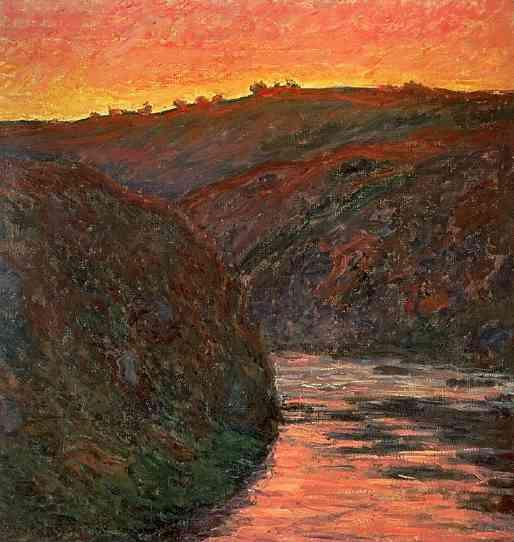
La Vallée de la Creuse, soleil couchant, 1889.

### Bordighera, Hollande et Antibes - Voyages et retour à la prospérité (1883-1889)
En décembre 1883, Claude Monet et Auguste Renoir quittent Paris en train pour un court voyage de peinture en Italie, le long de la Riviera italienne et jusqu'à Gênes. Dans une lettre adressée au marchand d'art de Bellio, Monet écrit : « Excusez-moi tout d'abord de ne pas venir moi-même, mais Renoir et moi partons ce soir pour Gênes... »
Sur le chemin du retour, Monet et Renoir s'arrêtent brièvement à L'Estaque, près de Marseille, pour rendre visite à Cézanne avant de rentrer à Giverny à la fin du mois de décembre. Lors de ce voyage, Monet découvre la petite ville de Bordighera, qui l’attire particulièrement : dans une lettre à Durand-Ruel datée du 12 janvier 1884, il la décrit comme « l'un des plus beaux endroits que nous ayons vus dans notre voyage ».
Jusqu'en 1883, Bordighera, avec son climat doux et ses vues côtières magnifiques, était devenue une destination hivernale prisée des touristes, notamment de l'élite européenne ainsi que des artistes et intellectuels. L'une des principales attractions de la ville était les jardins Moreno, décrits dans les guides touristiques de l’époque comme l’un des sites les plus enchanteurs de la Méditerranée et parmi les plus célèbres d’Europe. En 1883, l’architecte Charles Garnier écrivait dans un ouvrage de voyage intitulé Artistic Features of Bordighera qu` « en vérité, Bordighera est bien moins italienne que palestinienne... », faisant référence à la vieille ville, aux palmiers sauvages et aux jardins exotiques. Il y recommande huit points de vue qu'il juge les plus intéressants pour les artistes.
Peu après son retour à Giverny, Monet écrit à Paul Durand-Ruel pour lui exprimer son désir de retourner en Italie et à Bordighera pour un séjour plus long. Il insiste pour y aller seul et demande à Durand-Ruel de ne mentionner son projet à personne, en particulier pas à Renoir. Initialement prévu pour trois semaines, son séjour dure finalement près de trois mois, du 18 janvier au 5 avril, au cours desquels il réalise 38 peintures inspirées de Bordighera.
Monet est profondément marqué par la beauté de Bordighera et de ses environs, qu’il qualifie de « je suis installé dans un pays féerique ». La lumière unique et la végétation luxuriante lui posent un véritable défi artistique. Dans une lettre à Alice Hoschedé, il écrit : « Ces palmiers sont agaçants, et même les motifs sont extrêmement difficiles à retranscrire sur la toile, tout est si luxuriant. »
Lors de son séjour à Bordighera, Monet envisageait initialement de peindre des « orangers et citronniers face à la mer bleue », mais ne trouvant aucun sujet qui l'inspire vraiment, il ne réalise qu'une seule toile sur ce thème, Sous les citronniers. Il visite également la ville voisine de Dolceacqua, où il peint le pont, qu’il décrit comme « une petite perle d'élégance ».
Parmi les œuvres notables de cette période figurent Vue de Bordighera, Oliviers, Villas à Bordighera, Le Jardin Moreno, Vallée de Sasso et Dolceacqua.
Les peintures de Bordighera restent relativement méconnues du grand public. Une explication avancée est que, à la suite du krach boursier de Paris en 1882, le marchand d'art Durand-Ruel subit d'importantes pertes financières et doit mettre en gage plusieurs toiles de Monet dès leur réception. Monet, impatient de connaître les réactions des critiques, est dévasté en apprenant qu'elles ne seront jamais exposées. Finalement, après un voyage de Durand-Ruel aux États-Unis en 1886, Monet exprime son amertume dans des lettres accusant le marchand de ne se préoccuper que du marché américain, tandis que les impressionnistes sont oubliés en France.
À son départ de Bordighera, Monet s'arrête à Menton pour peindre le Cap Martin et Monte-Carlo avant d'entreprendre le trajet de 24 heures qui le ramène à Giverny.
En novembre 1884, commence une longue amitié avec l’écrivain Octave Mirbeau, qui est désormais son chantre attitré et contribue à sa reconnaissance.
En 1885, à l'occasion d'un déplacement sur la côte normande, à Étretat, Monet conclut un accord avec le galeriste Georges Petit : désormais, celui-ci assure l'achat et la commercialisation d'une partie des œuvres du peintre. De ce fait, l'exclusivité dont bénéficiait Durand-Ruel jusqu'alors est rompue. À la fin de l'année, Monet lui annonce son souhait de ne traiter qu'avec Petit. Par ailleurs, Monet, ne souhaitant pas dépendre totalement des galeristes, entretient et développe son réseau de collectionneurs.
En 1886, malgré la rupture entre les deux hommes, Paul Durand-Ruel ouvre les portes du marché américain à Monet en nouant des liens avec l'American Art Association : la reconnaissance officielle qu’il obtient outre-Atlantique a pour contrecoup de développer le marché de l’art impressionniste en France dans les années 1890.
Toujours la même année, Monet retourne aux Pays-Bas, sur invitation du baron d'Estournelles de Constant, secrétaire d'ambassade auprès de la Légation française à La Haye. Durant ce séjour, il découvre les champs de tulipes qu'il peint à plusieurs reprises (À Sassenheim, près de Haarlem, champ de tulipes ou Champ de tulipes en Hollande). En fin d'année, à la recherche de motifs originaux, il décide d'aller peindre à Belle-Île-en-Mer. Il y réalise une quarantaine de toiles dont les sujets majeurs sont les Aiguilles de Port-Coton (Les Pyramides de Port-Coton, mer sauvage), et la baie de Port Domois, en particulier la Roche Guibel. Il y est interrogé par Gustave Geffroy, critique au journal la Justice, dirigé par Clemenceau. Il devient un des plus fervents admirateurs du peintre.
Début 1888, il retourne sur la Côte d'Azur, au château de La Pinède, à Antibes. Il y réalise une trentaine de toiles fortement inspirées par l'estampe japonaise. Dix d'entre elles sont vendues à Théo van Gogh et présentées, l'année suivante, à la galerie Boussod, Valadon et Cie où elles rencontrent un fort succès.
En février 1889, il se rend dans la Creuse chez Maurice Rollinat en compagnie de Geffroy et de quelques amis. Il rentre pour assister à l'inauguration de la quatrième exposition universelle parisienne où il expose trois toiles, puis retourne dans la Creuse, dès le mois de mars, seul cette fois. Durant ce séjour, il peint environ une vingtaine de toiles dont neuf ont pour motif le ravin de la Creuse.
En juin 1889, Auguste Rodin et Claude Monet exposent conjointement « Rien que vous et moi » dans la galerie parisienne de Georges Petit. Cette exposition réunit 145 peintures et 36 sculptures et bénéficie d'un catalogue où apparaissent une notice consacrée à Rodin par Geffroy et une consacrée à Monet par Mirbeau. Le peintre offre une véritable rétrospective de sa carrière allant de La Pointe de la Hève en 1864 jusqu'aux dernières toiles de 1889. Si les commentaires élogieux concernent davantage Rodin que Monet, et si ce dernier reste parfois contesté, l'exposition préfigure ses futurs succès,.
En 1889, Monet s'implique totalement dans l'obtention des souscriptions nécessaires à l'achat de l'Olympia de Manet et en fait don au Louvre. Les difficultés et les oppositions auxquelles il a dû faire face pour mener à bien cette transaction l'ont tenu éloigné longtemps de ses pinceaux : le retour à la peinture est donc des plus difficiles. C'est à cette occasion qu'il opère un tournant dans sa carrière en s'attelant aux séries,.

Peintures 1883-1890
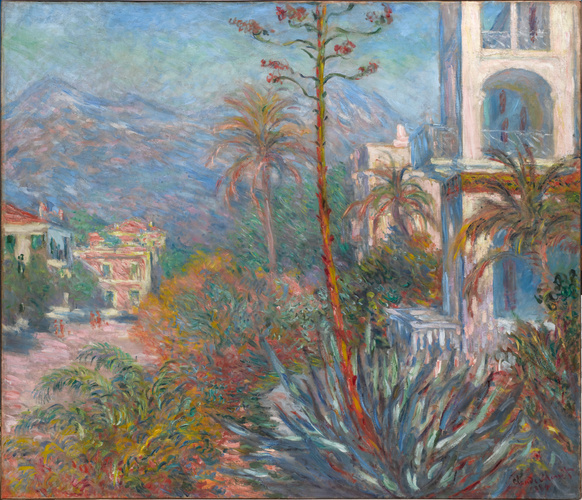
Villas à Bordighera, 1884, Musée d'Orsay Paris
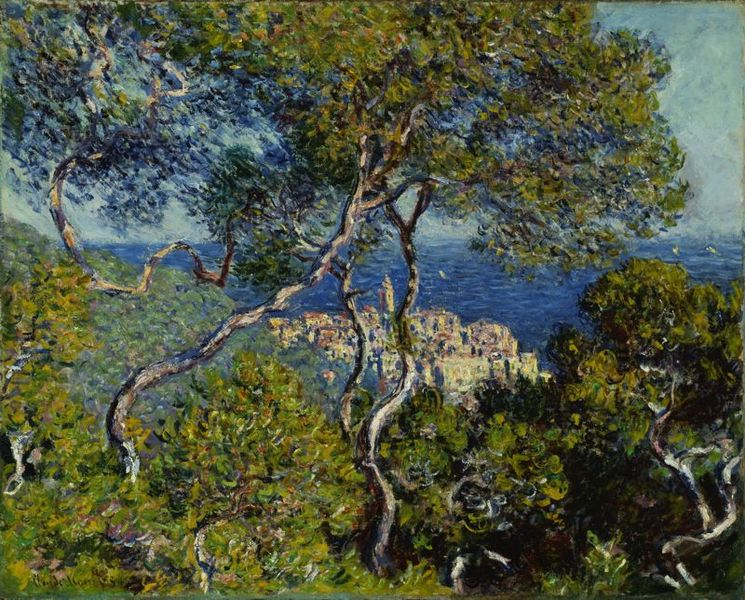
Vue de Bordighera, 1884, Chicago Art Institute.
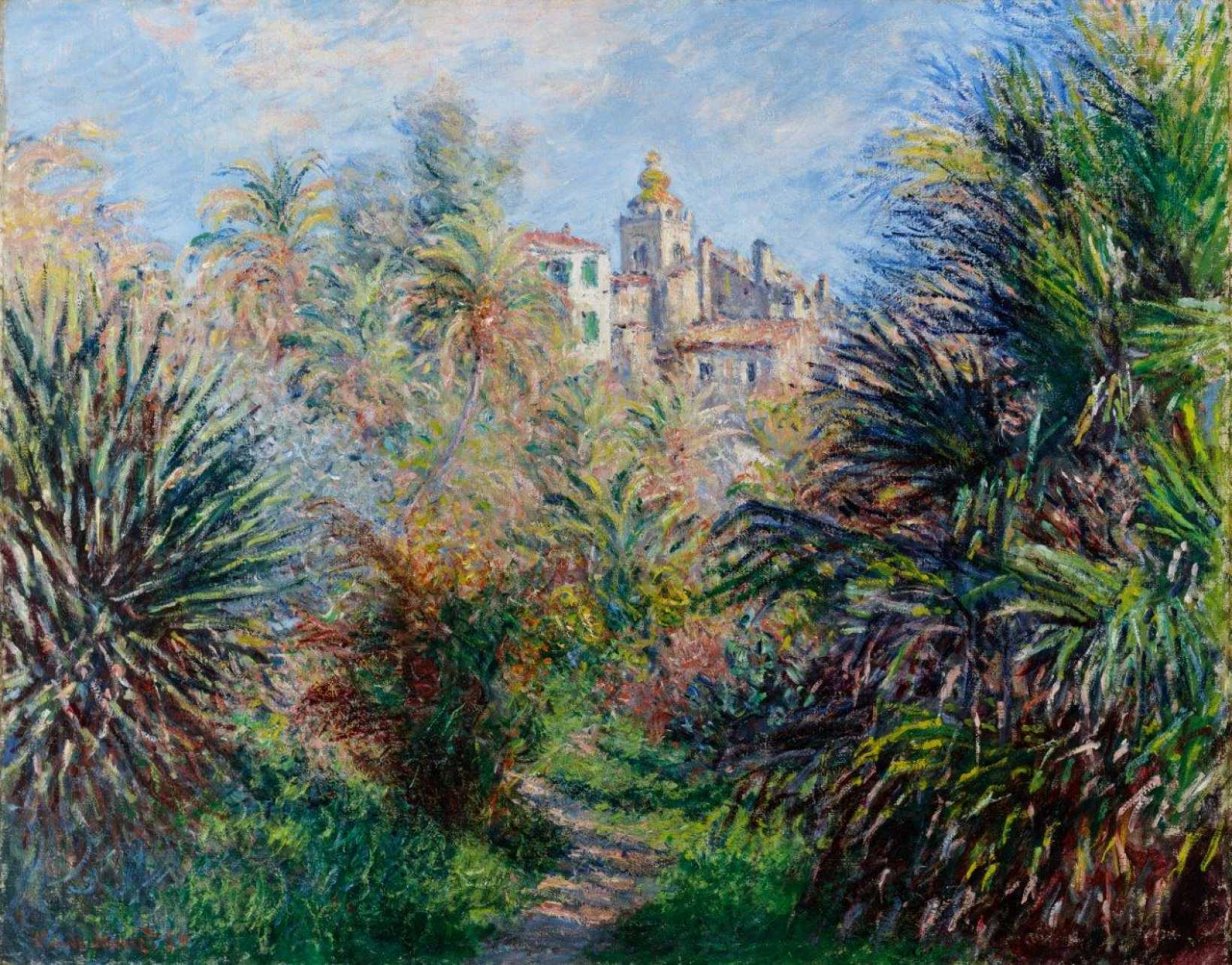
Jardins Moreno à Bordighera, 1884, The Norton Museum of Art, Miami.
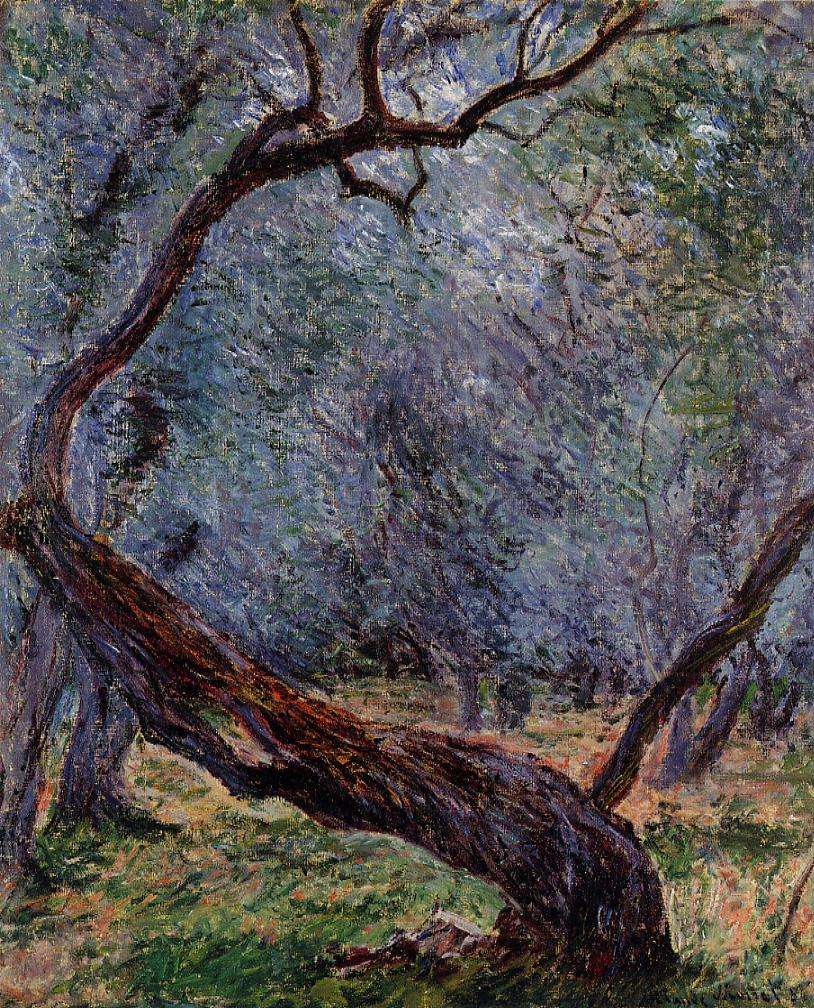
Étude d'oliviers à Bordighera, 1884, collection privée.

### Le temps des séries

#### Les Meules (1890-1891)
L'année 1890 est une année charnière dans la vie de Monet. Les voyages de travail deviennent alors beaucoup plus rares. Il vient le temps des séries, genre pictural connu de son ami Boudin, et dont l’idée s'était imposée peu à peu avec les gares Saint-Lazare, puis par exemple en 1886 avec les deux Essais de figure en plein-air (la Femme à l’ombrelle tournée vers la droite et la Femme à l’ombrelle tournée vers la gauche), les Rochers de Belle-Île la même année et surtout La Petite Creuse en 1889, lors de son séjour à Fresselines. Cette période commence à proprement parler fin 1890 avec Les Meules, série composée de plus d'une vingtaine de versions. Ces imposants gerbiers de blé se trouvent proches de son domicile. Il a commencé à en peindre en 1888, mais l'année 1890 marque véritablement le début de la répétition inlassable du même motif à la recherche d'effets différents. Cet enracinement est confirmé par l'achat du clos de Giverny en automne 1890 pour 22 000 francs.

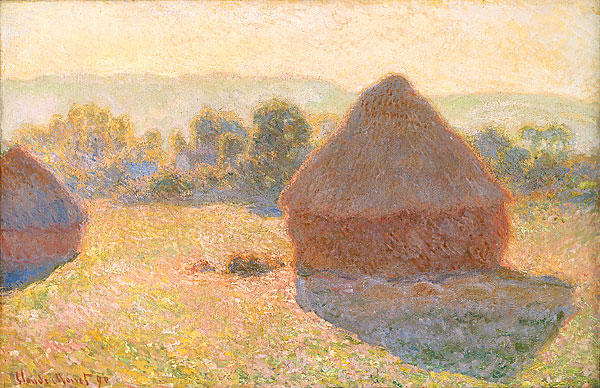
Meules, milieu du jour.
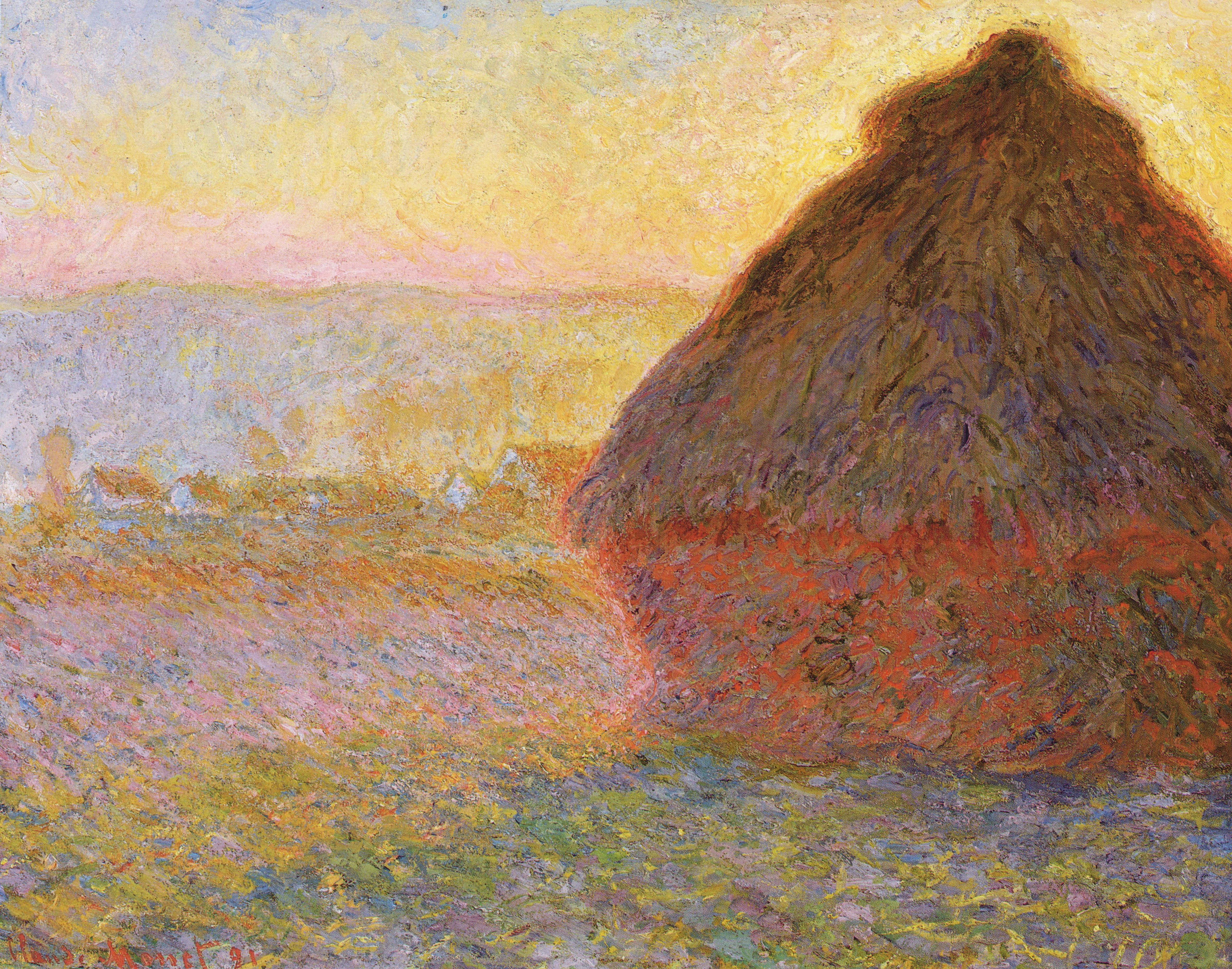
Meules, soleil couchant.
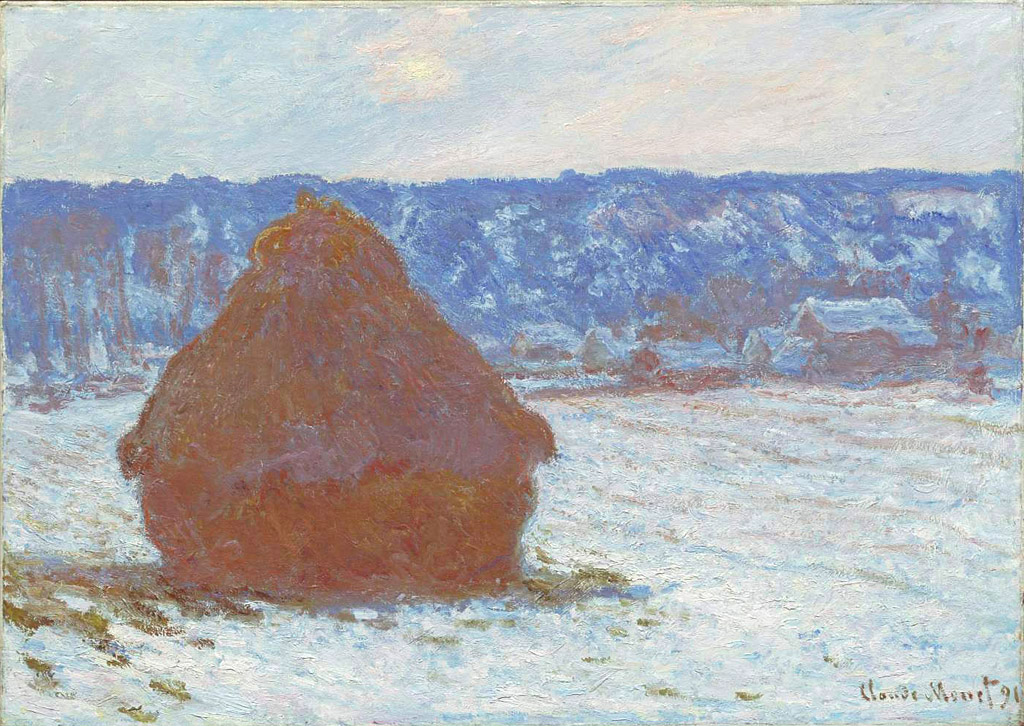
Meules, effet de neige, temps couvert.

Fin 1890, Ernest Hoschedé, malade, est alité. Alice, sûrement prise de remords, vient à son chevet. Il meurt le 19 mars 1891. Monet achète, à la demande de ses beaux-enfants, une concession dans le cimetière de Giverny afin d'y inhumer Ernest Hoschedé.
À peine deux mois plus tard, le 4 mai 1891, une exposition consacrée à Monet ouvre ses portes dans la galerie parisienne de Durand-Ruel. Intitulée Œuvres récentes de Claude Monet, elle propose, entre autres, quinze toiles des Meules. Dans le catalogue, chacune de ces toiles porte le titre Meules, mais avec, à chaque fois, une précision temporelle. Les peintures ainsi que ce détail de présentation remportent un vif succès critique, notamment auprès des journalistes.

#### Les Peupliers
En 1891, Monet suit le cours de l'Epte à la recherche d'un nouveau motif pouvant faire le sujet d'une série : Les Peupliers. Il y travaille de la fin du printemps à la fin de l'automne. Le 8 octobre 1891, il paie le marchand de bois afin de retarder l'abattage de ces arbres qui se trouvaient à Limetz,.
Immédiatement terminée, cette série suscite l'intérêt des marchands et des galeristes : Maurice Jouant, achète, pour la galerie Boussod et Valadon, plusieurs toiles ; Durand-Ruel fait l'acquisition de sept d'entre elles pour 28 000 francs et crée une exposition uniquement consacrée à cette série.

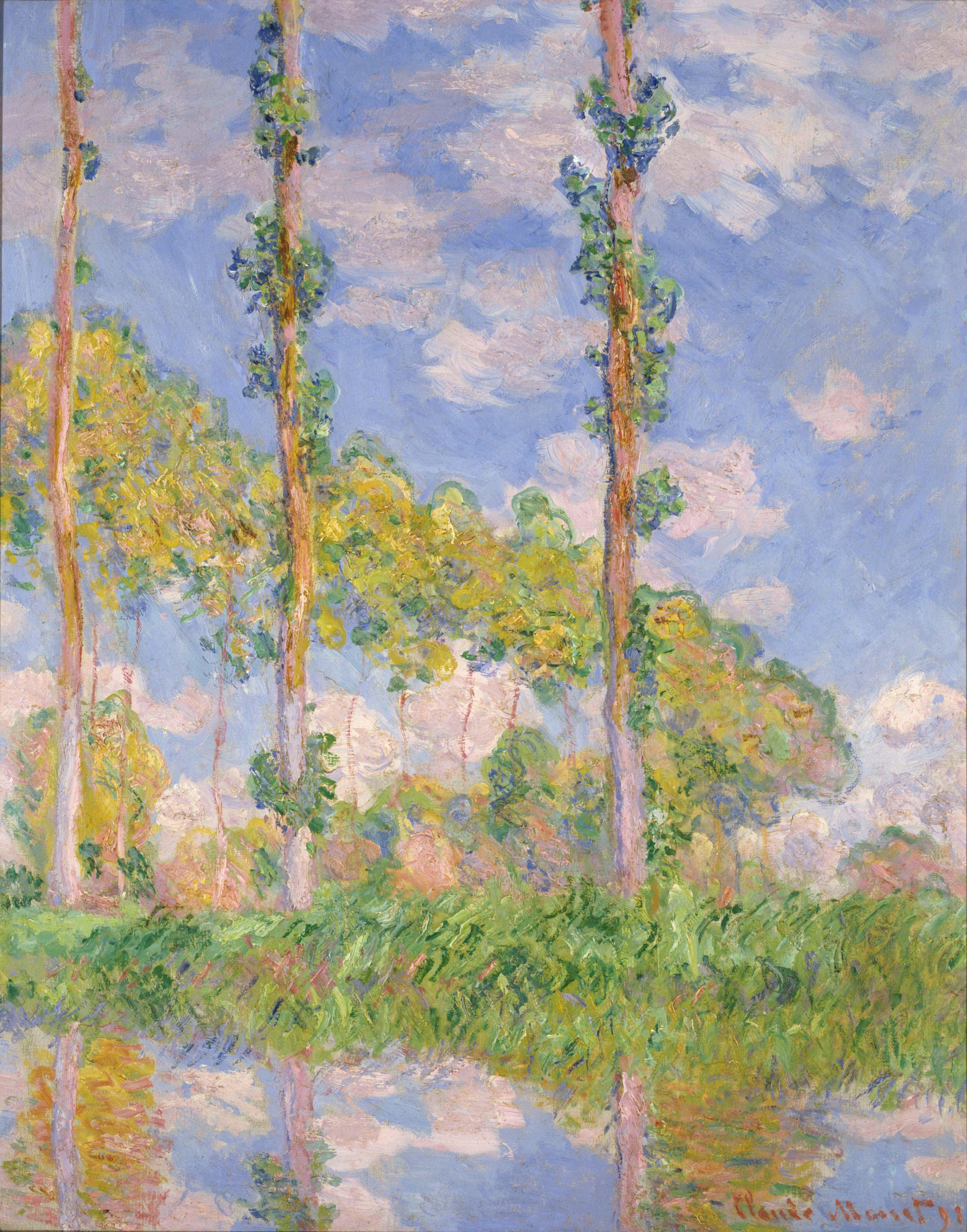
Les Peupliers, sous le soleil
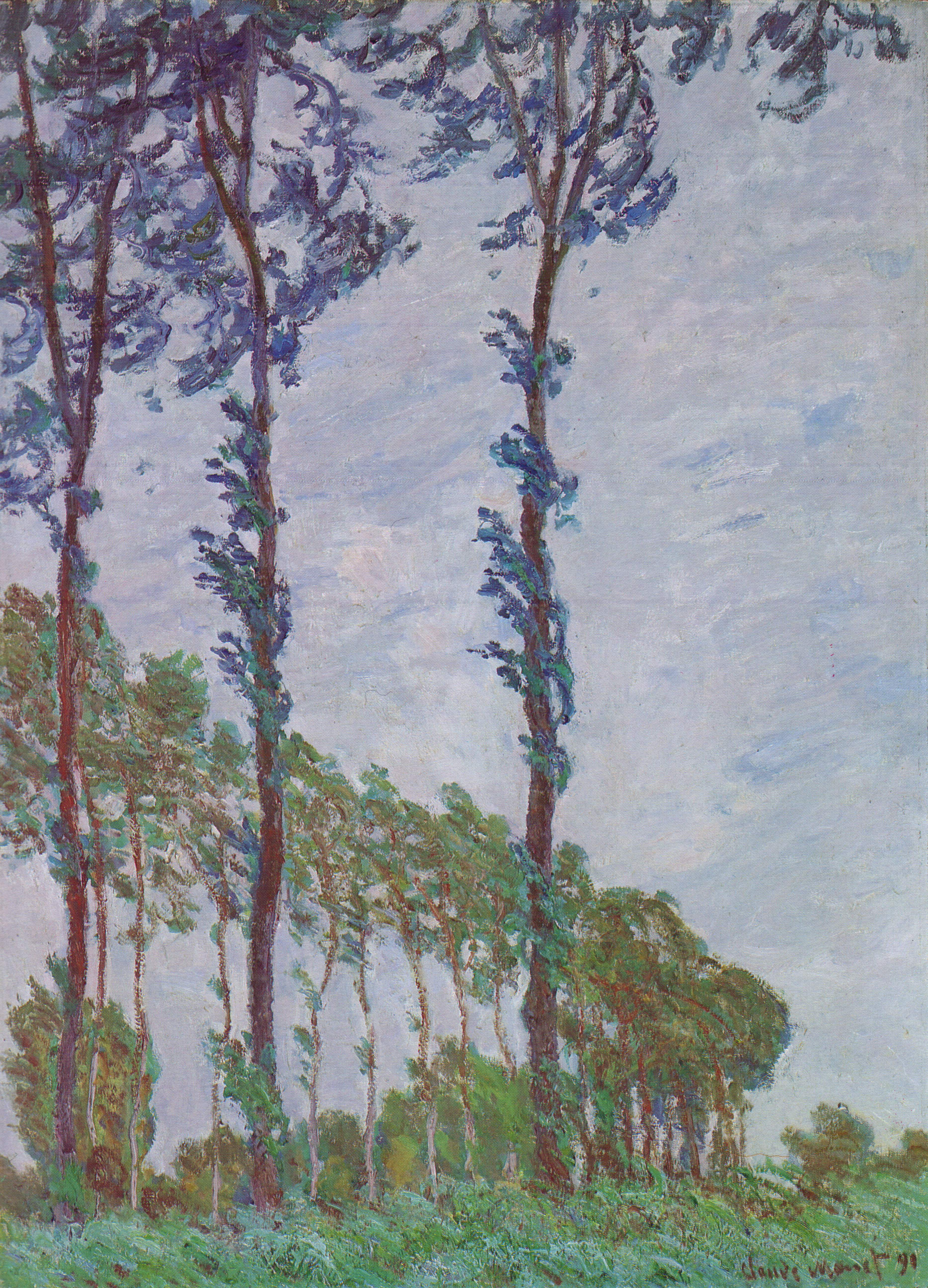
Les Peupliers, dans le vent.
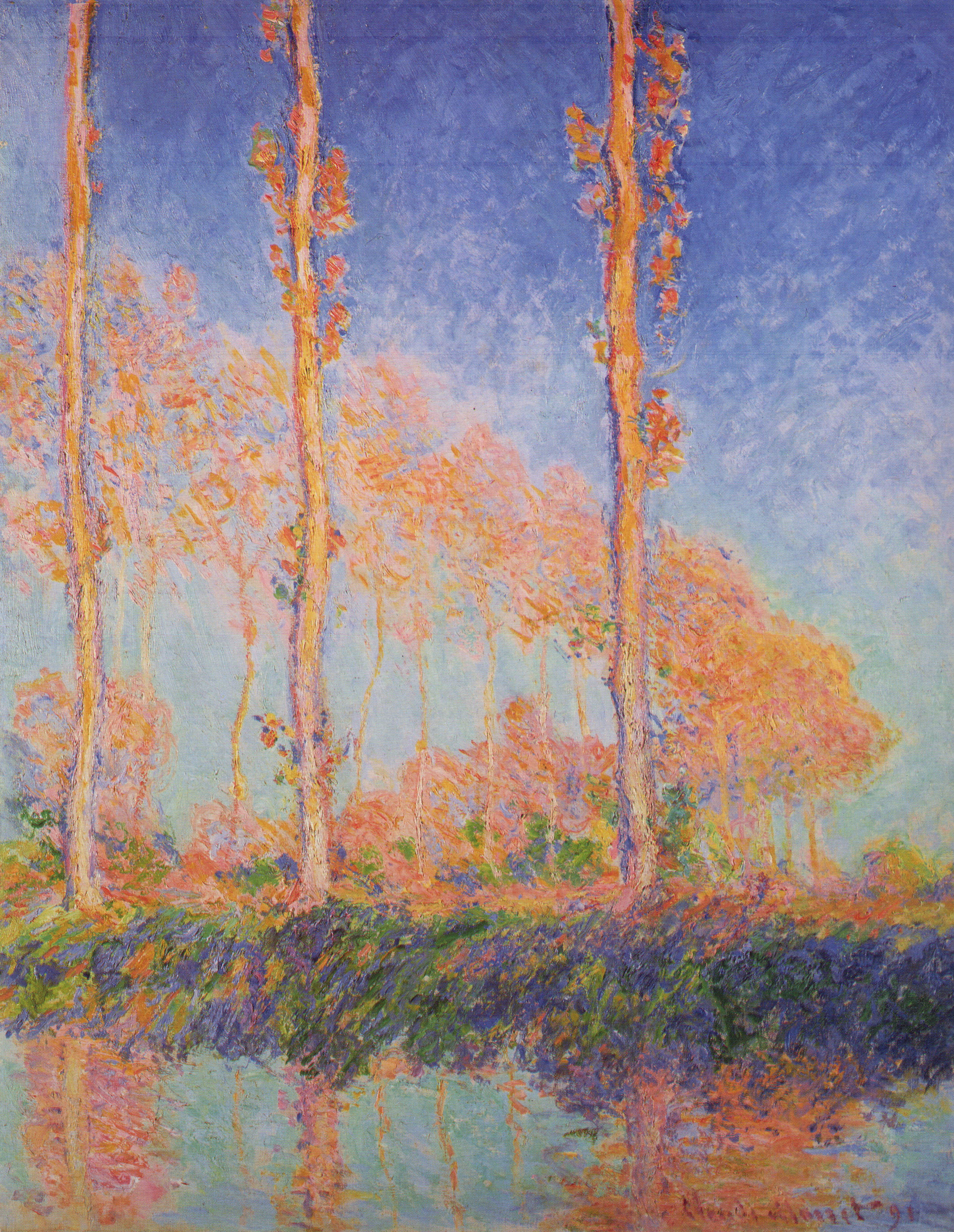
Les Peupliers, trois arbres roses, automne.

#### Les Cathédrales de Rouen (1892-1895)
En 1892, Monet cherche un nouveau sujet qui puisse faire l'objet d'une série et qui ne soit pas un élément naturel. Son choix se porte sur la cathédrale de Rouen. Ses premiers travaux, qu'il réalise depuis la maison de Fernand Lévy, située en face de la cathédrale, ne se déroulent pas comme il le souhaite. Lorsqu'il revient à Giverny en avril, mécontent, il refuse d'en montrer les résultats à quiconque, à l'exception de ses plus fidèles amis. Il passe le reste de l'année à reprendre l'ensemble de ses toiles dans son atelier. Il retourne à Rouen, le 16 février 1893, et se positionne à deux endroits différents, mais toujours face à l’édifice et à différentes heures du jour.
En 1892, il aide financièrement Camille Pissarro qui vit dans la ville voisine d'Eragny, pour l'achat de la maison que sa famille louait à l'année.
Suzanne Hoschedé rencontre en 1893 Theodore Earl Butler, un peintre américain. Après un temps d'hésitation, les noces sont décidées. Monet profite de l'occasion pour épouser Alice le 16 juillet, Suzanne et Théodore se mariant le 20.
Le 5 février 1893, à Giverny, il achète un terrain partiellement marécageux et traversé par un bras de rivière. Il est situé idéalement en face de la maison en contrebas du Chemin du Roy où passe une voie de chemin de fer, ce qui fera dire à Georges Clemenceau « et en plus, il a le train chez lui ! » Dans cette maison de Giverny, il procède à de nombreux aménagements et crée le jardin d’eau et fait creuser l'étang aux nymphéas. Il s'intéresse aussi de plus en plus au jardinage comme en témoigne sa visite au directeur du Jardin des plantes de Rouen.
Il achève les vingt-huit toiles qui composent la série des cathédrales en atelier en 1894. Comme les précédentes séries, les cathédrales sont vouées au succès et Monet le sait. C'est pour cela qu'il va faire jouer la concurrence entre les galeristes, en particulier entre Paul Durand-Ruel et Georges Petit. Ce stratagème lui permet ainsi d'obtenir les meilleures conditions d'exposition et une plus grosse somme d'argent pour la vente de ces toiles.
Pour la série des cathédrales, c'est Durand-Ruel qui obtient l'exclusivité de l'exposer, au prix non négligeable de 12 000 francs pour chacune des toiles. Cette exposition a lieu du 10 au 31 mai 1895 et s'intitule Œuvres récentes,. Le succès est de nouveau au rendez-vous. Parmi les nombreuses critiques des journalistes, celle de Georges Clemenceau, titrée Révolution des Cathédrales, se distingue particulièrement par la pertinence et la justesse de son analyse,.
Enfin, il est à noter qu'au début de l'année 1895, c'est-à-dire avant l'exposition consacrée en partie aux cathédrales, Monet s'est rendu en Norvège, à Christiania. Il pose son chevalet notamment au lac Daeli, au mont Kolsaas, à Kirkerud ou encore à Sandviken. Il rapporte au total vingt-huit toiles qu'il ne retravaille quasiment pas, une fois revenu en France.

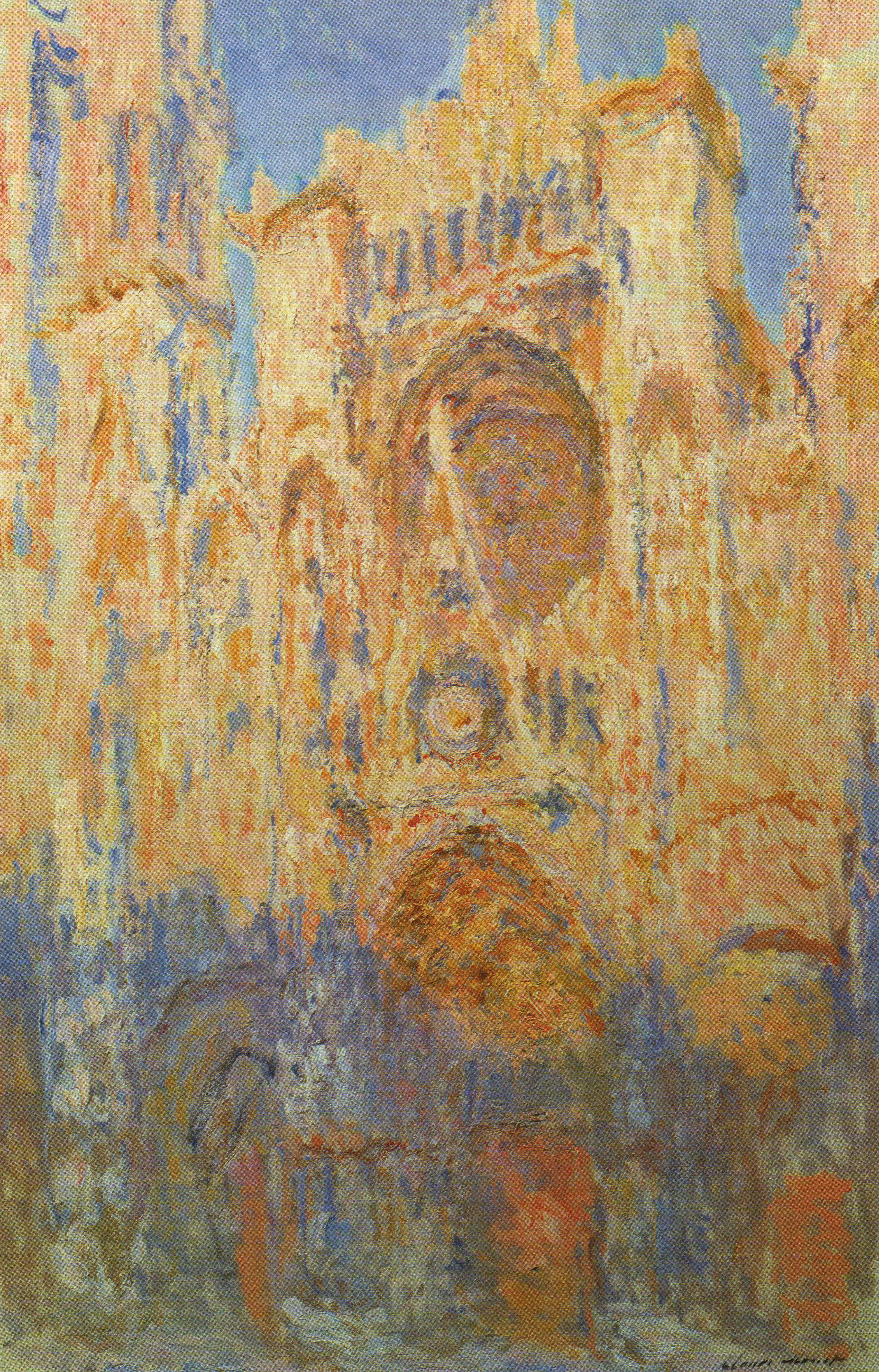
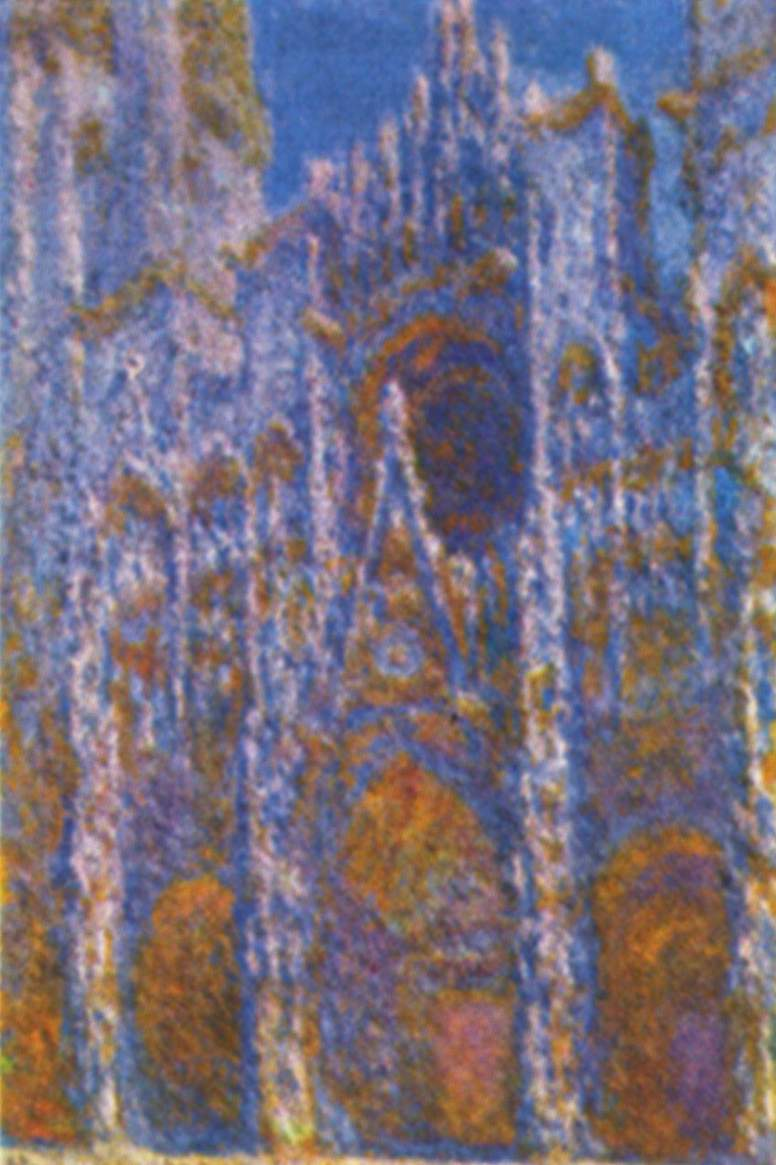
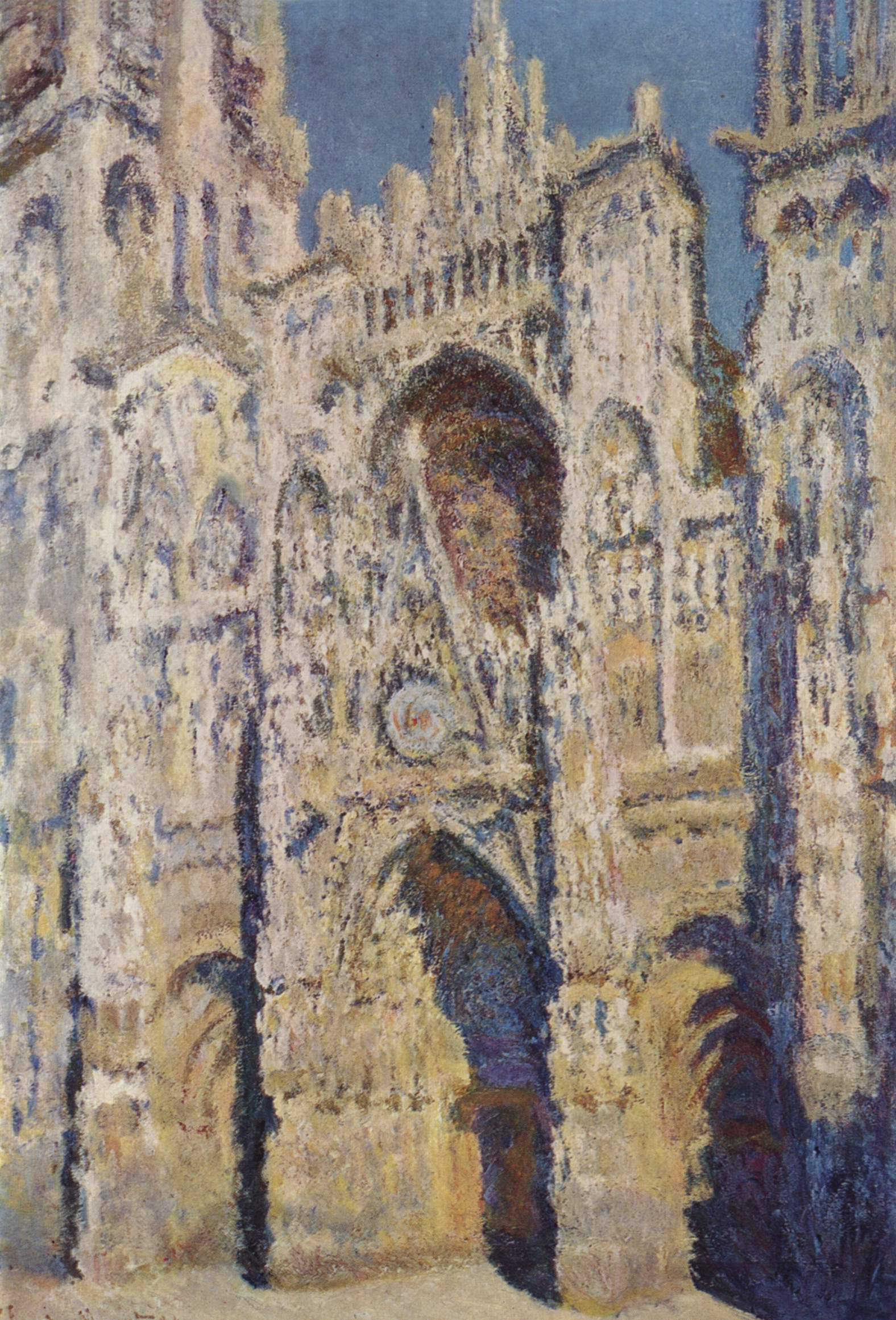
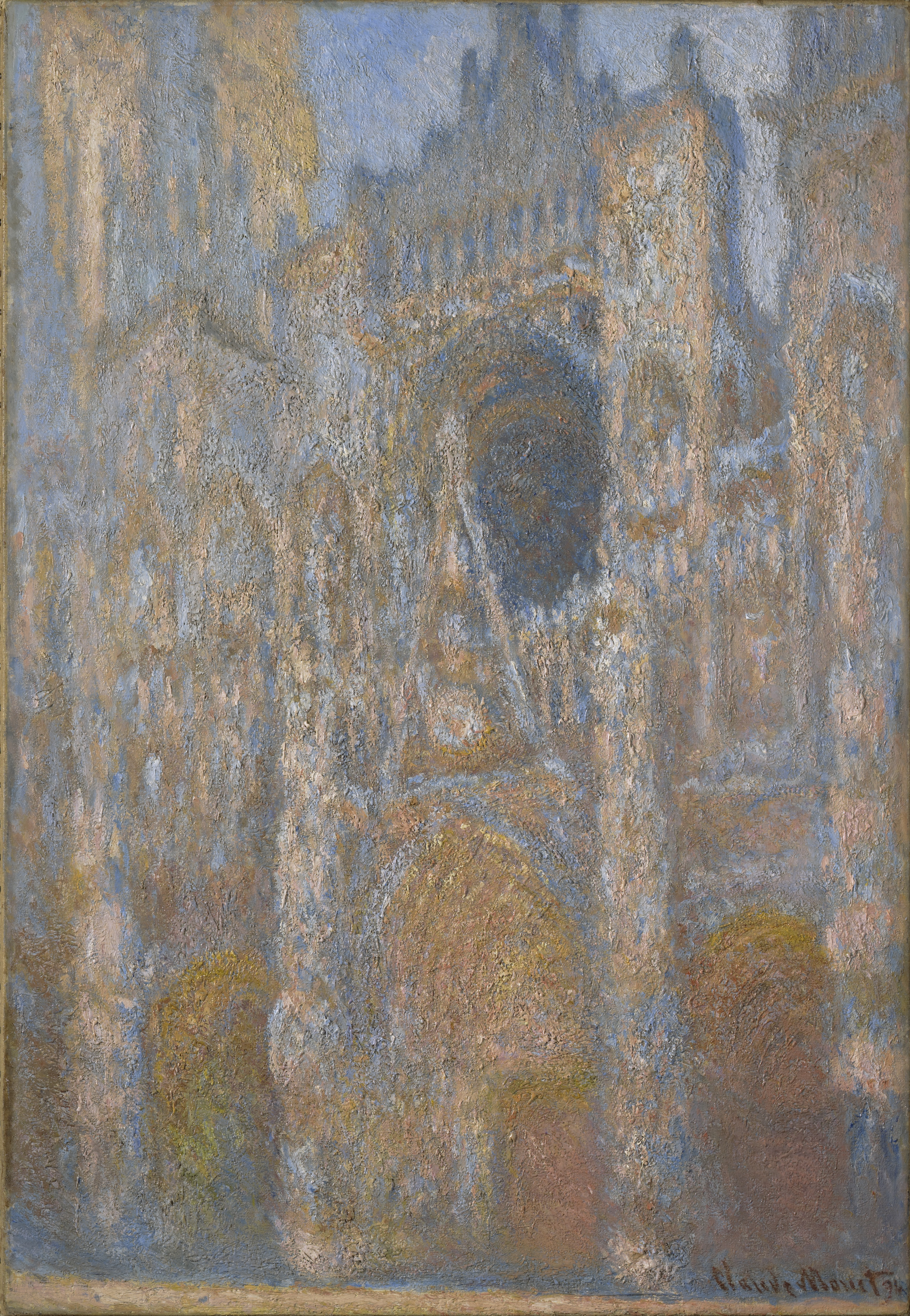

#### Les Matinées et le début des Nymphéas
Les années 1896 et 1897 vont être beaucoup plus calmes pour Monet. En effet, il se consacre davantage à ses jardins de Giverny : d'une part en poursuivant leur aménagement et d'autre part, en commençant à les utiliser comme motif de ses toiles, ce qui dura jusqu'à la fin de sa vie. Par ailleurs, il ne voyage guère, excepté pour se rendre sur la côte normande, notamment à Pourville et Varengeville où il peint La Maison du pêcheur ou La Falaise à Varengeville.
À son retour, il se lance durant deux étés dans une nouvelle série, Les Matinées, réalisée tout près de chez lui, sur la Seine. La surface de l'eau du fleuve semble l'inspirer et lui offrir de nouvelles perspectives.
En 1897, Monet et sa femme voient Jean, le fils du premier, épouser Blanche, la fille de la seconde.
Dans l'affaire Dreyfus, Monet se range résolument du côté de Zola dès 1897 et lui exprime toute son admiration pour le J'accuse. Il signe notamment la pétition dite « manifeste des intellectuels » qui paraît dans le journal l’Aurore, mais refuse de s'engager dans un groupe de soutien.
En 1898, il apprend la mort de son ami d'adolescence, Eugène Boudin.
Le début de l'année 1899 est marqué par la mort de Suzanne à trente et un ans. Très affectée par cette disparition, Alice éprouve un chagrin dont elle ne se remettra jamais complètement. D'ailleurs, à partir de ce moment, Monet, dans ses correspondances, apparaît plus soucieux de sa femme et de l'état de santé de celle-ci. Cette inquiétude le conduit à associer davantage Alice à ses voyages et à ses activités.
À la même période, il commence à peindre le pont japonais du bassin, prélude aux nymphéas. Il érige également un second atelier à côté de sa demeure.

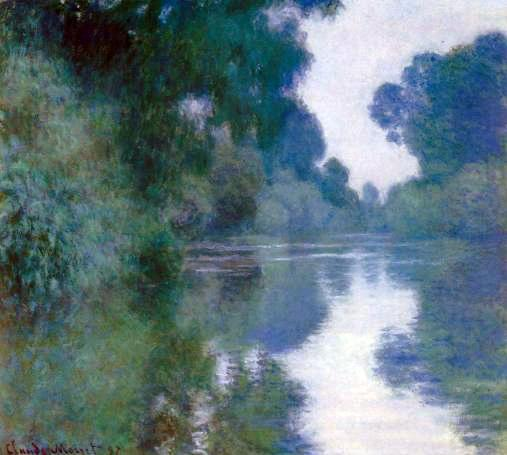
Bras de Seine près de Giverny (1897)
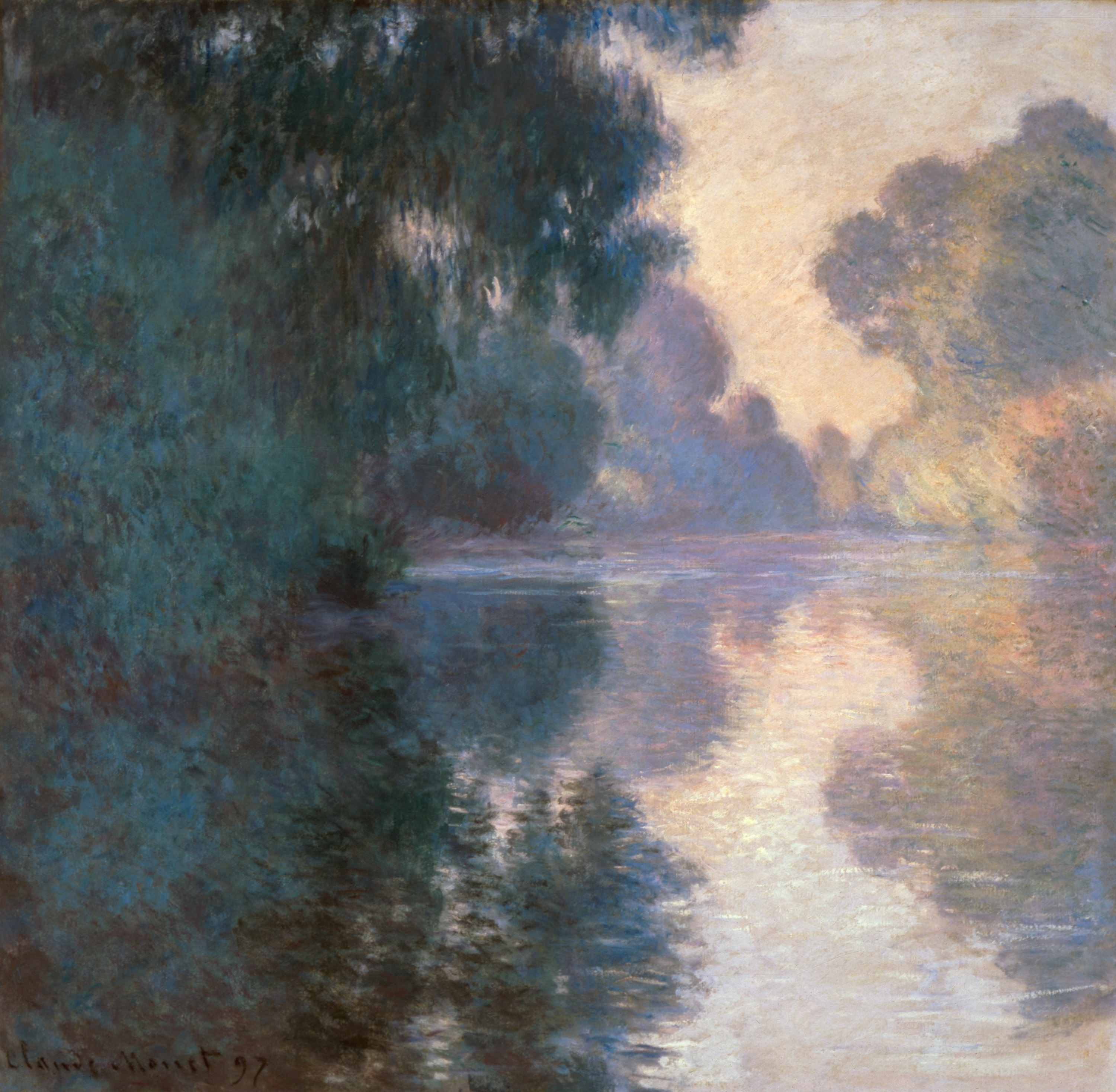
Matinée sur la Seine (1897)
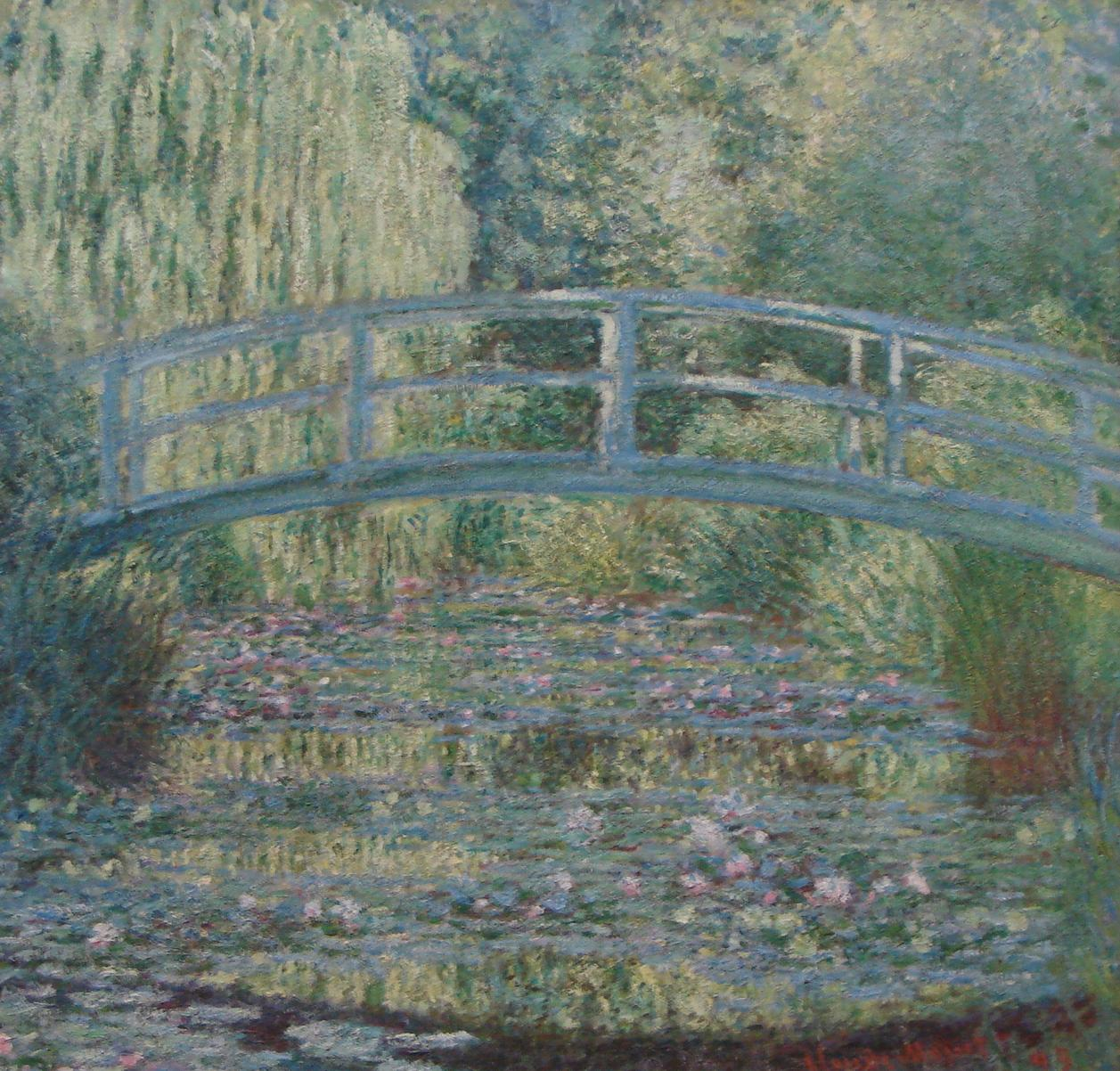
Le Bassin aux Nymphéas, harmonie verte (1898)
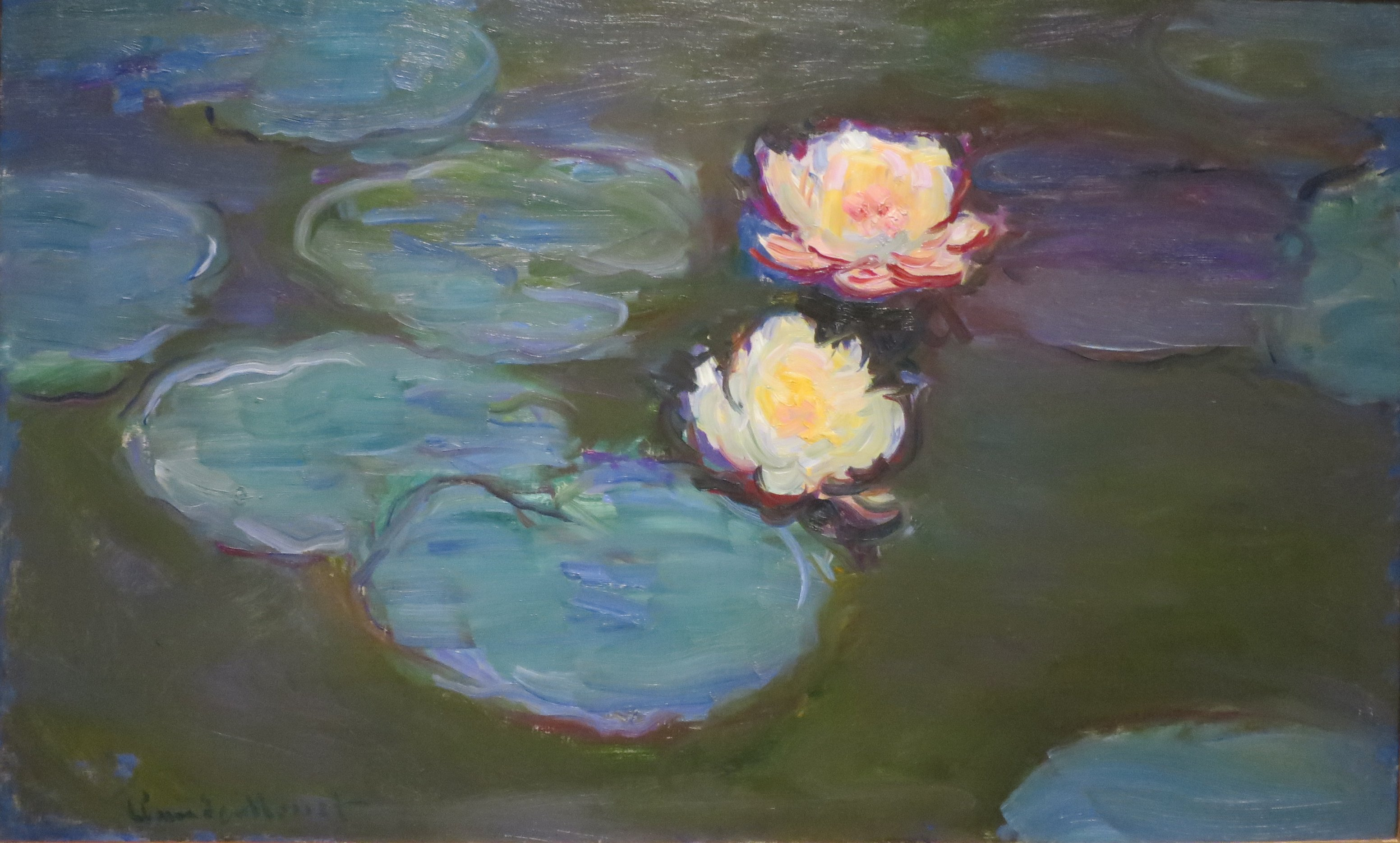
Nymphéas (1897-1898)
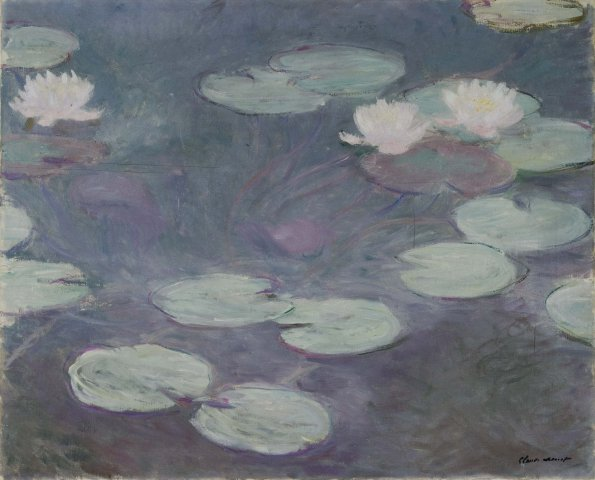
Nymphéas (1897-1899)

#### Voyages à Londres (1899-1904)
À l'automne de 1899, il effectue, en compagnie de sa femme, le premier d'une série de trois voyages à Londres afin de rendre visite à son fils Michel qui y vit depuis le printemps. Lors de ces trois séjours qui s'étalent de 1899 à 1901, il peint une série consacrée au Parlement de Londres et dont le thème récurrent est le brouillard sur la Tamise. La réalisation de cette série se poursuit par un travail de retouches en atelier jusqu'en 1904. La série Vues de la Tamise à Londres- 1900 à 1904 est exposée en mai et juin 1904 et constitue le plus grand triomphe de la carrière du peintre jusqu'alors.

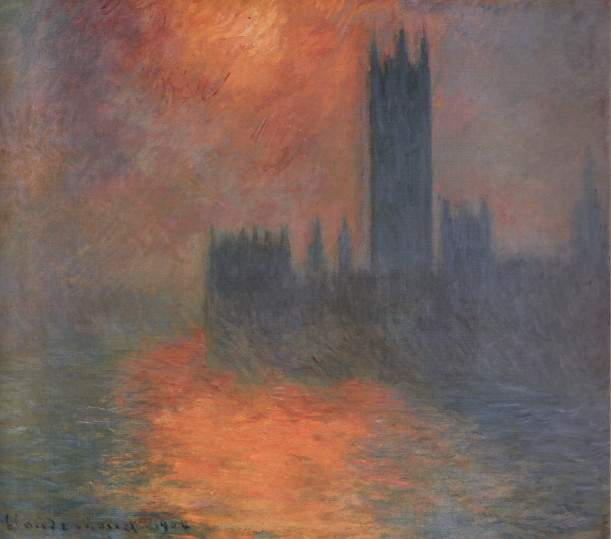
Le Parlement, coucher de soleil.
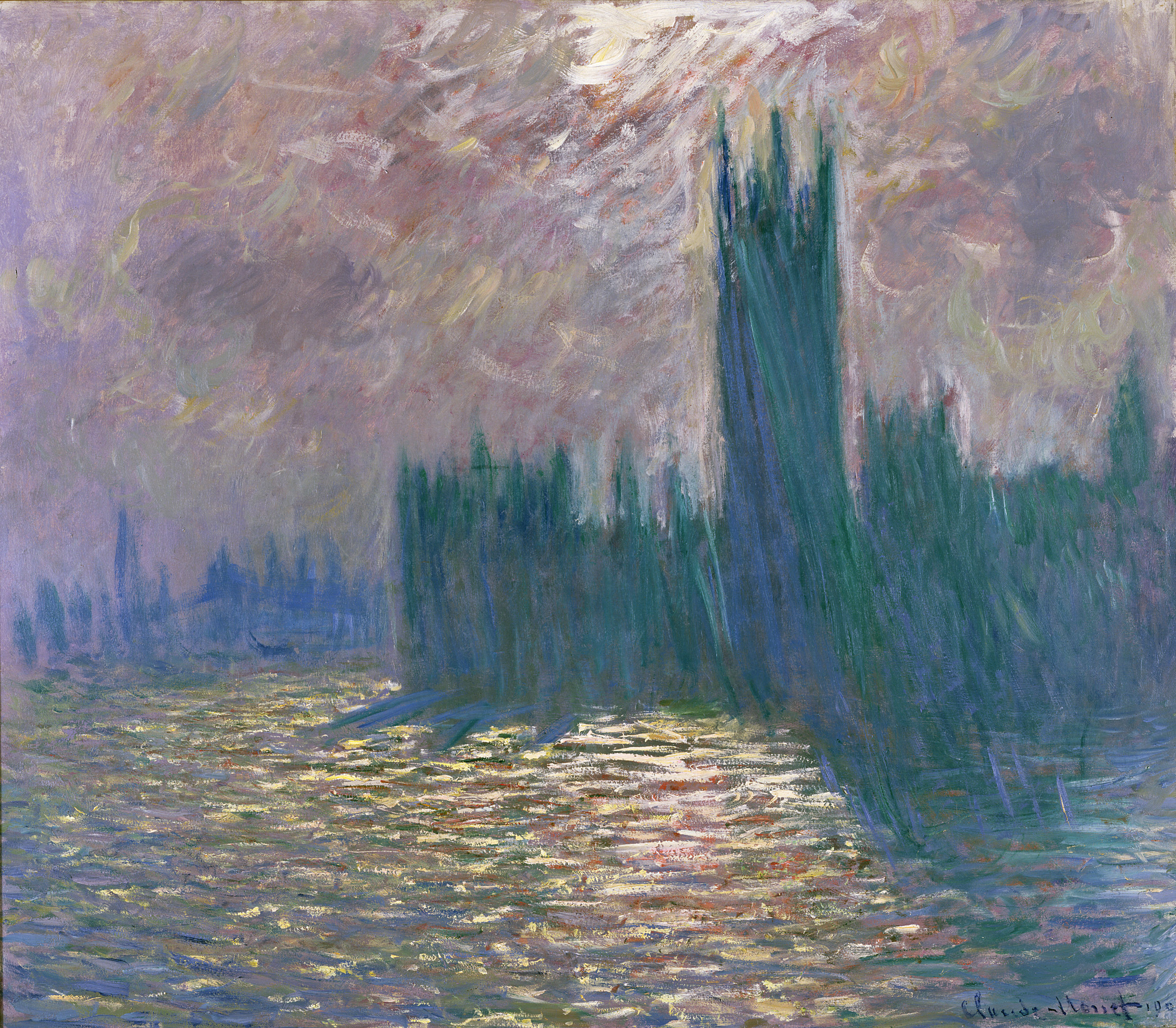
Le Parlement, reflets sur la Tamise.
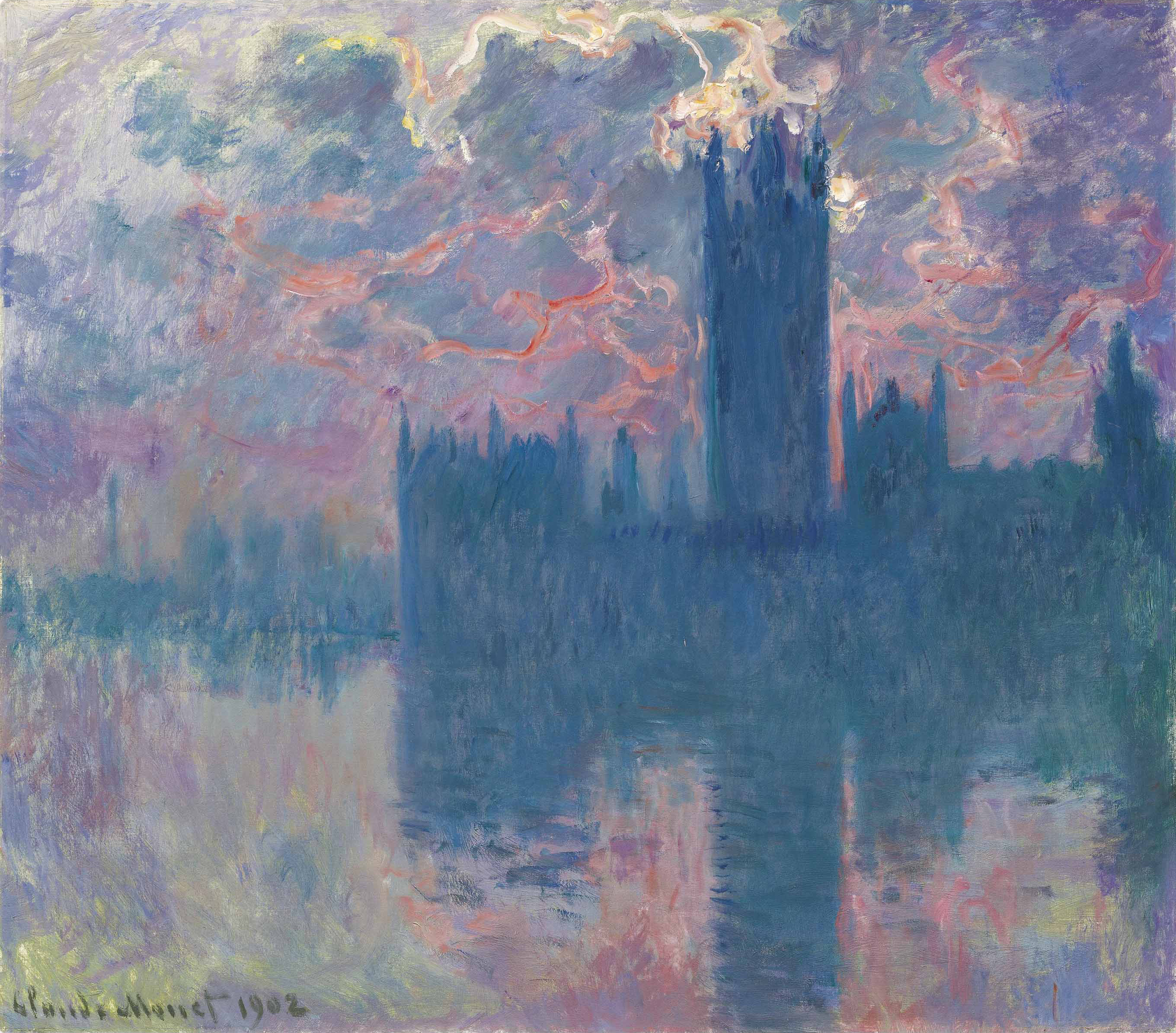
Le Parlement, soleil couchant.
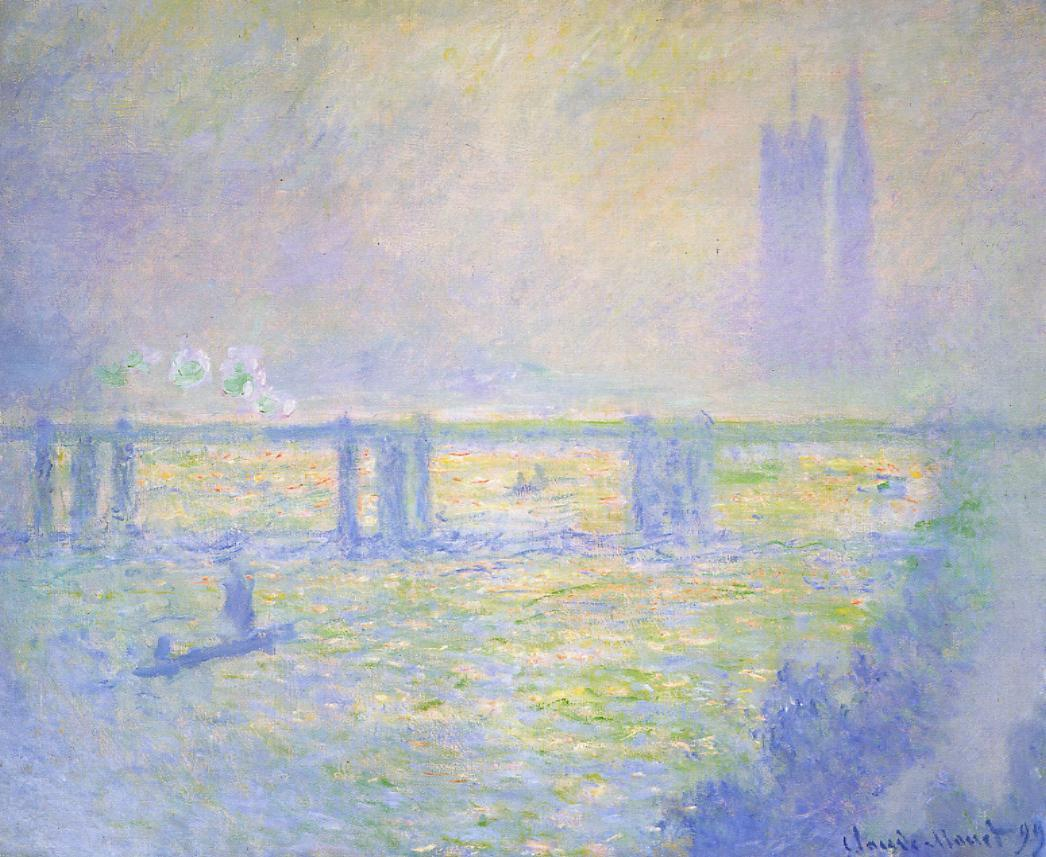
Charing Cross Bridge.
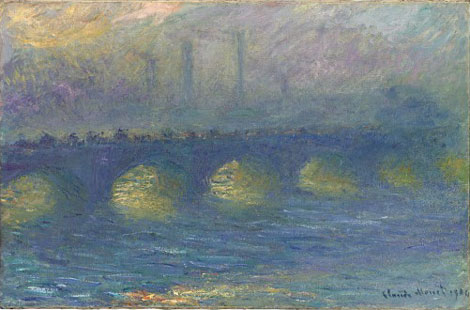
Waterloo Bridge.

En 1900, les impressionnistes sont exposés à l'exposition universelle de Paris, signe de reconnaissance officielle. Leurs toiles, dont deux de Monet, sont placées dans le Grand Palais dans le cadre de l'exposition Centennale.
Il peint en 1901 Leicester Square, la nuit.
En 1902, Germaine Hoschedé, puis, en 1903, Jean-Pierre Hoschedé, se marient, quittant le foyer familial et plongeant Alice dans une profonde mélancolie. Grâce à l'acquisition, quelques années plus tôt, d'une Panhard-Levassor, Monet emmène sa femme, en 1904, à Madrid, puis à Tolède, dans le but de lui redonner la joie de vivre. Durant ce séjour de trois semaines, le peintre admire les œuvres de Velasquez et du Greco.
En 1904, du 9 mai au 4 juin, Monet expose chez Durand-Ruel. Il présente trente-sept Vues de la Tamise à Londres. Malgré un succès indéniable, des voix critiques, plus réceptives aux formes géométriques imposées par Cézanne, se manifestent, rejetant la dissolution des formes dont fait preuve Monet dans ses toiles.

#### Les Nymphéas
Après Londres, Monet peint surtout la nature contrôlée : son propre jardin, ses nymphéas, son étang et son pont. Du 22 novembre au 15 décembre 1900, une nouvelle exposition qui lui est consacrée se tient à la galerie Durand-Ruel. Une dizaine de versions du Bassin aux nymphéas y est présentée. Cette même exposition est organisée, en février 1901, à New York, où elle remporte un vif succès.
En 1901, Monet fait agrandir l'étang de sa demeure en rachetant une prairie située de l'autre côté de la Ru, le cours d'eau local. Il partage alors son temps entre travail sur nature et travail dans son atelier,.
Les toiles consacrées aux nymphéas évoluent au gré des transformations du jardin. De plus, Monet en modifie peu à peu l'esthétisme en abandonnant, vers 1905, tout repère de limite au plan d'eau et donc de perspective. Il fait également évoluer la forme et la taille de ses toiles en passant de supports rectangulaires à des supports carrés puis circulaires.
Toutefois, il est important de remarquer que ces toiles sont créées avec beaucoup de difficultés : Monet, en effet, passe du temps à les reprendre afin de trouver l'effet et l'impression parfaits et, quand il n'y parvient pas, n'hésite pas à les détruire. Il repousse sans cesse l'exposition de Durand-Ruel qui doit les présenter au public. Après plusieurs reports depuis 1906, l'exposition, nommée Les Nymphéas, séries de paysages d'eau, finit par ouvrir le 6 mai 1909. Comprenant quarante-huit toiles datées de 1903 à 1908, cette exposition est de nouveau un succès.

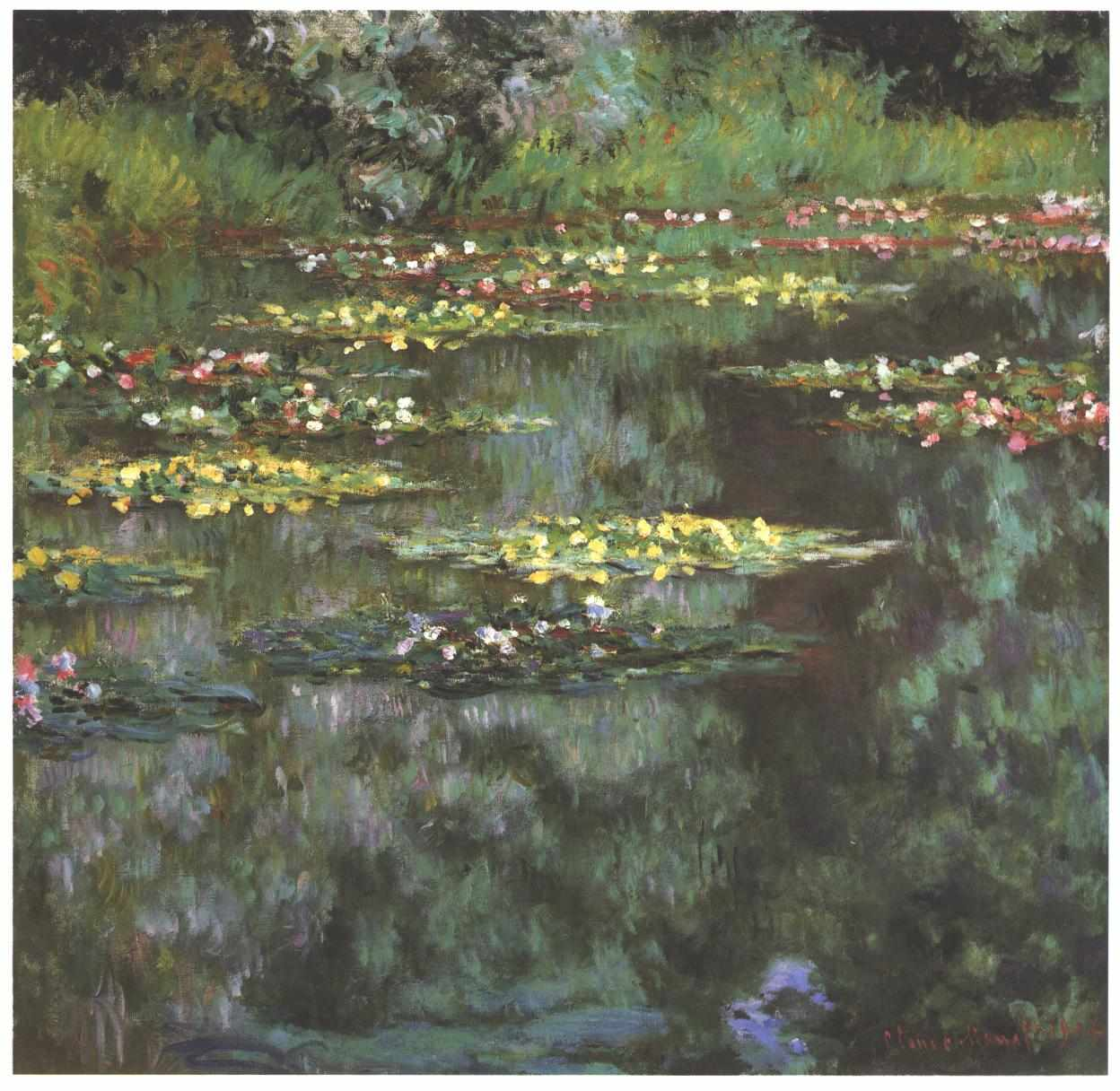
Nymphéas,1904.
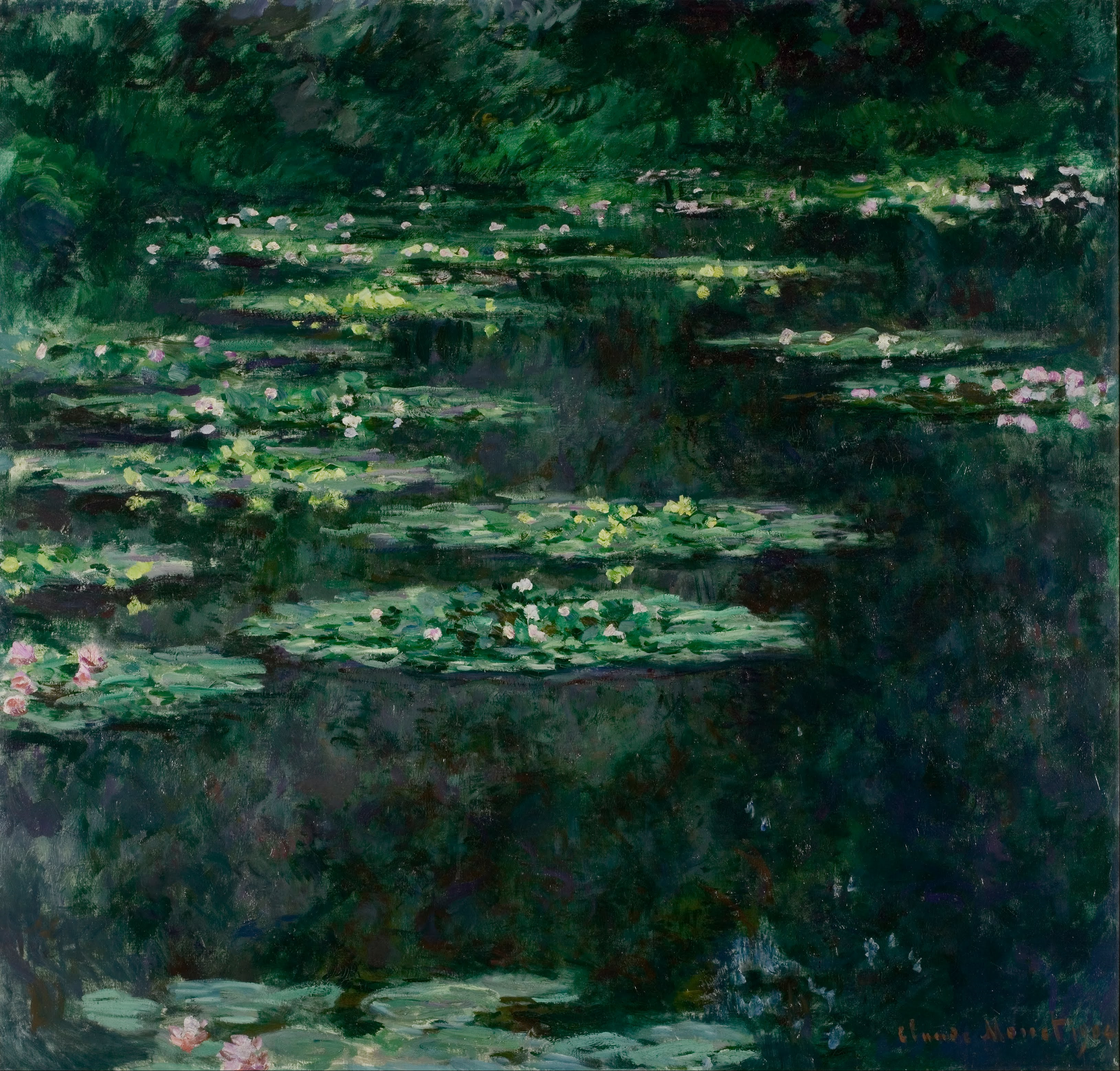
Nymphéas, 1904.
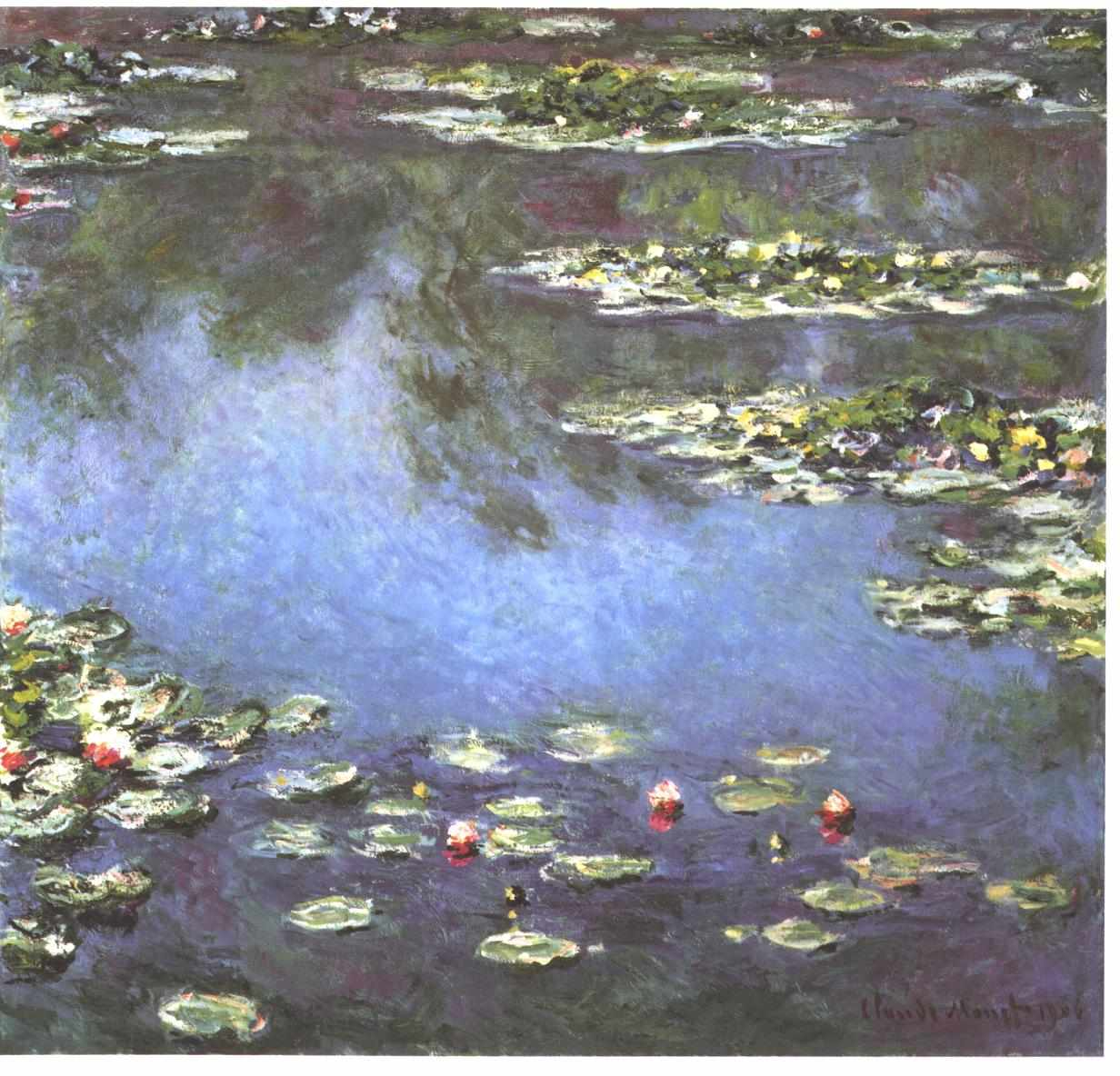
Nymphéas, 1906.
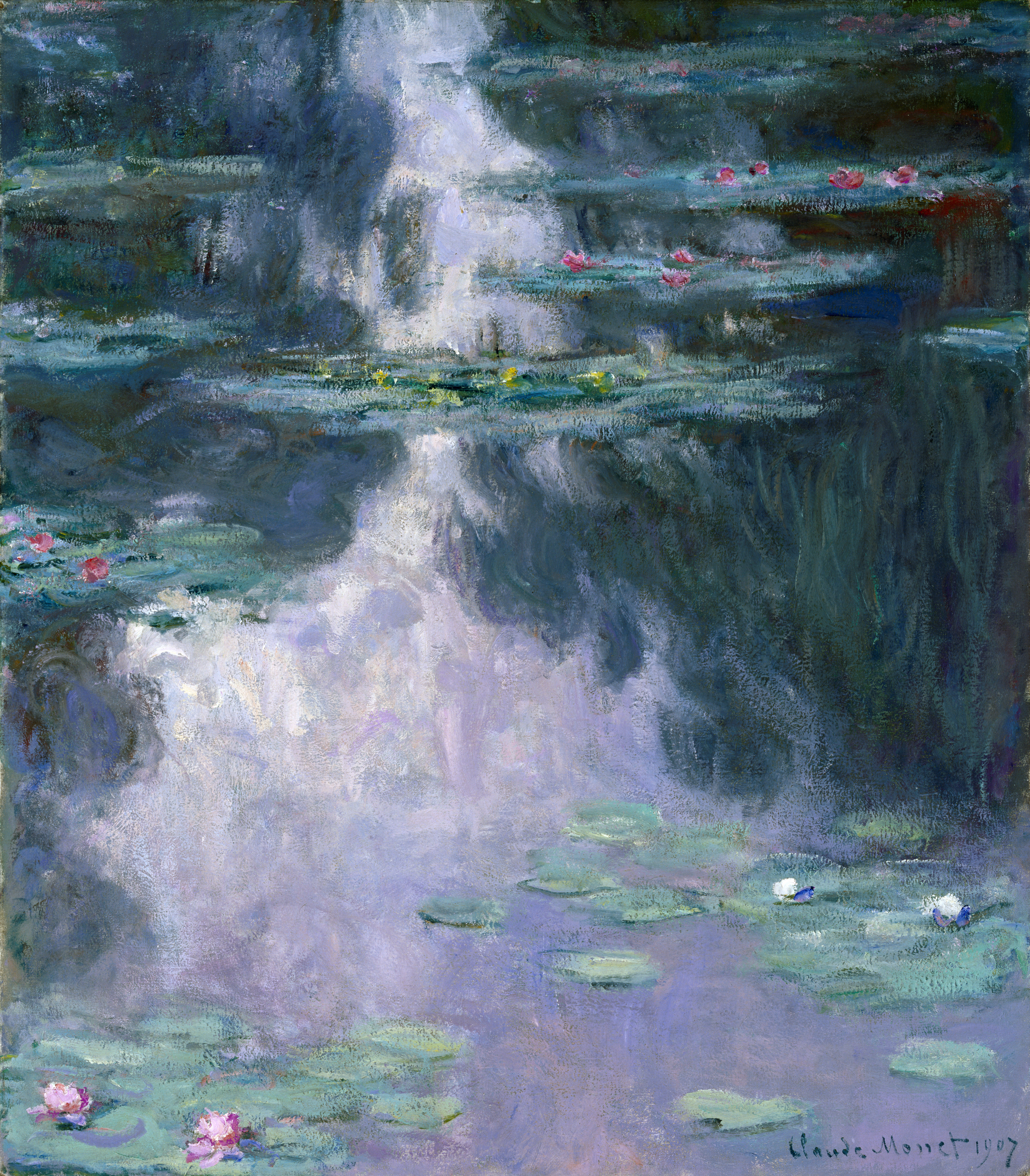
Nymphéas, 1907.

#### Venise
À l'automne 1908, Monet et sa femme Alice séjournent à Venise, au Palazzo Barbaro, au sein d'une élite passionnée d'art. En cette si bonne compagnie, le peintre se trouve souvent distrait et éprouve les plus grandes difficultés à travailler. Durant le mois que dure ce séjour, il ne réalise que quelques ébauches. Par conséquent, il y effectue, un an plus tard, un second séjour et réalise, cette fois, de nombreux tableaux qu'il reprendra dans son atelier. Ils ne seront finalement livrés qu'en 1912 et exposés chez les frères Bernheim-Jeune.

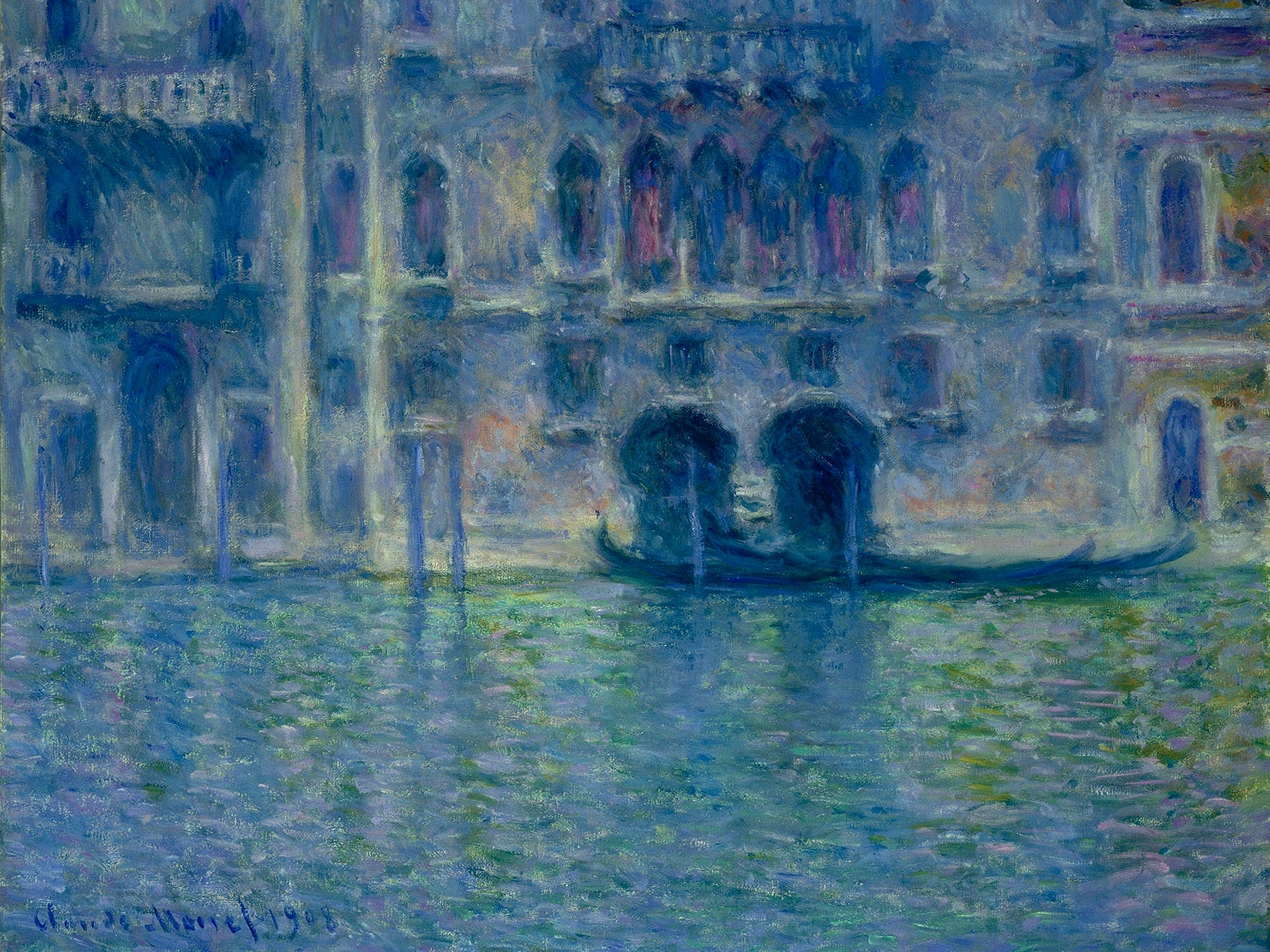
Palazzo da Mula.
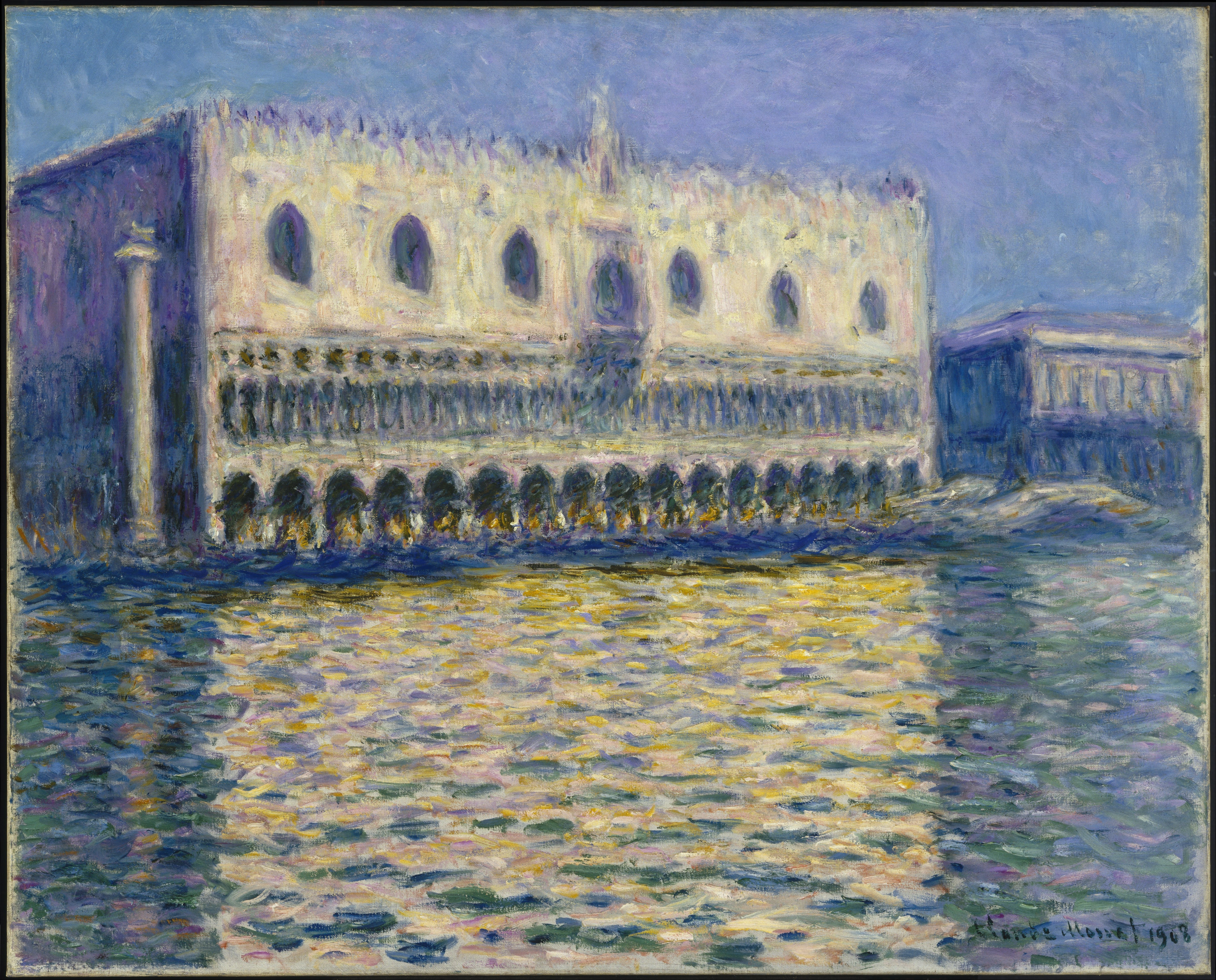
Le Palais ducal.
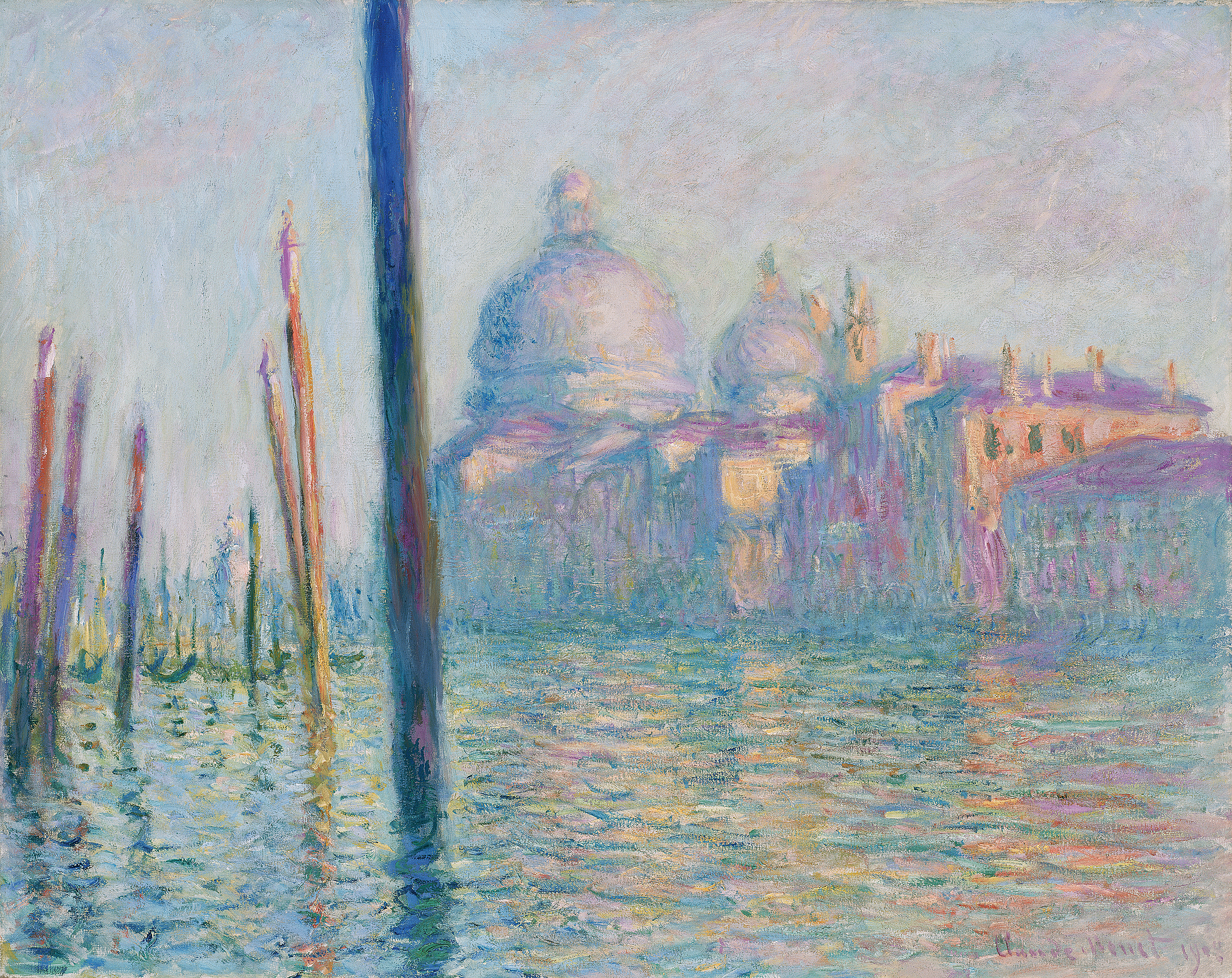
Le Grand Canal.
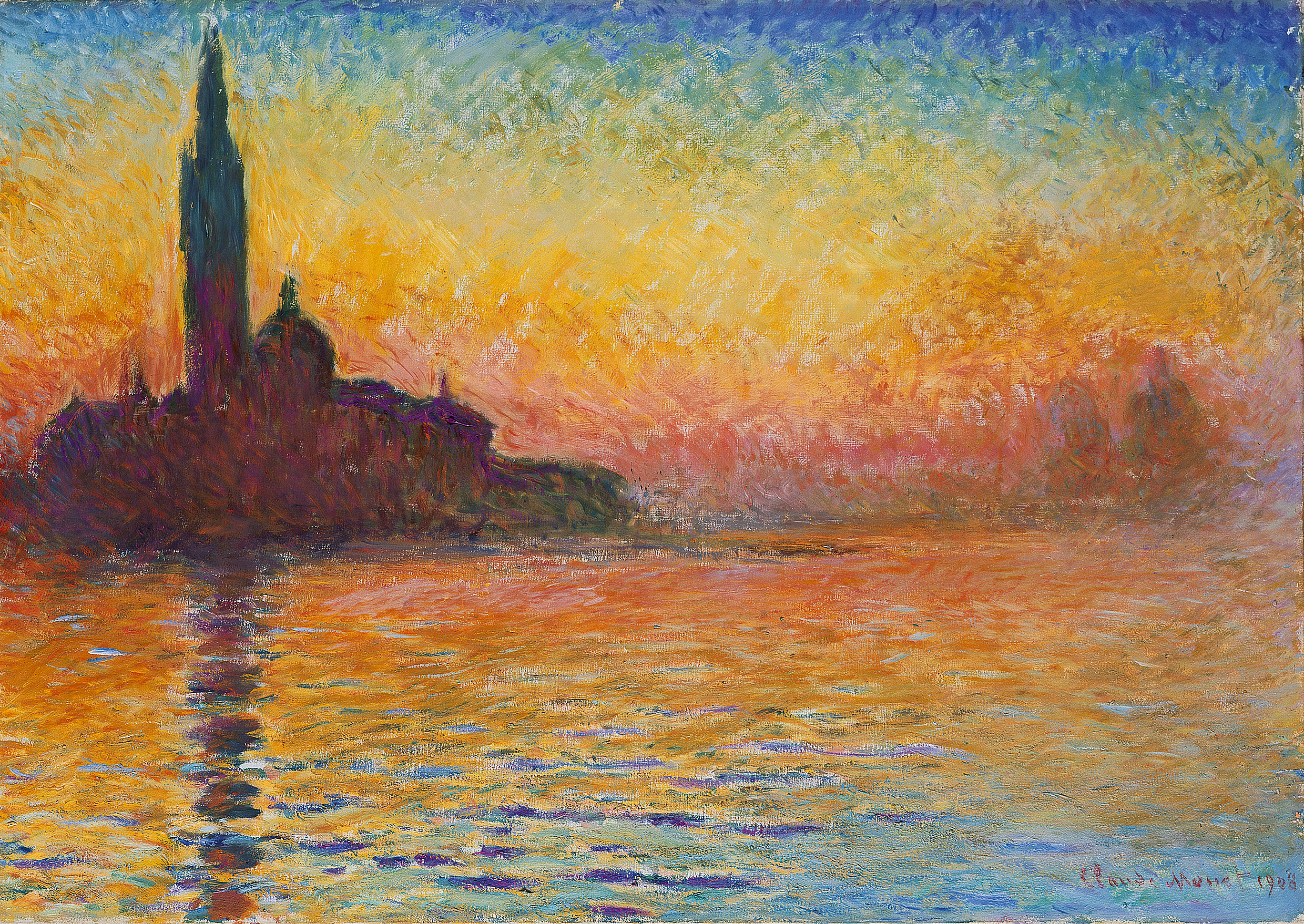
Saint-Georges Majeur au crépuscule.

Malgré le succès, le début de l'année 1909 est difficile. En effet, Alice est tombée malade en rentrant de Venise et passe tout le mois de janvier alitée. Les mois passent sans que son état s'améliore significativement ; elle meurt le 19 mai 1911.
C'est grâce aux lettres écrites à sa fille Germaine Salerou (née Hoschedé), qu'Alice nous a fait part des détails de ce séjour italien. Cette correspondance quotidienne a été publiée en 1986 dans l'ouvrage « Monet et Venise » par le petit-fils de Germaine, Philippe Piguet,, qui a également consacré un documentaire à Monet au moment de la grande rétrospective au Grand Palais, intitulé « Claude Monet à Giverny - La maison d’Alice ».

#### Cataracte et grandes décorations
Monet traverse alors une période difficile durant laquelle sa santé devient plus fébrile et au cours de laquelle il alterne les moments euphoriques et de découragement complet. Il consacre son temps aux toiles de Venise et, malgré les réticences liées à la qualité de son travail, en expose vingt-neuf à la galerie Bernheim, du 28 mai au 8 juin 1912. Devant le succès rencontré, l'exposition est prolongée.
En 1912, une double cataracte est diagnostiquée chez le peintre, dont les premiers signes auraient apparu lors du voyage à Venise en 1908. En 1914, il a la douleur de perdre son fils Jean des suites d'une longue maladie,, peut-être professionnelle liée à une intoxication par pollution aérienne ou la syphilis.
C'est à cette période que germe l'idée de réaliser un ensemble de panneaux décoratifs sur le thème des Nymphéas. Monet, encouragé par Clemenceau, retrouve l'envie de travailler en pleine Guerre mondiale. Afin de parvenir à ses fins, il fait construire pendant l'été 1915 un vaste atelier conçu spécialement pour accueillir ces grandes toiles. Il imagine d'abord les présenter dans une salle circulaire (forme de présentation envisagée depuis au moins mai 1909), puis abandonne l'idée au profit d'une salle elliptique. Ce projet l'occupe jusqu'à la fin de sa vie.

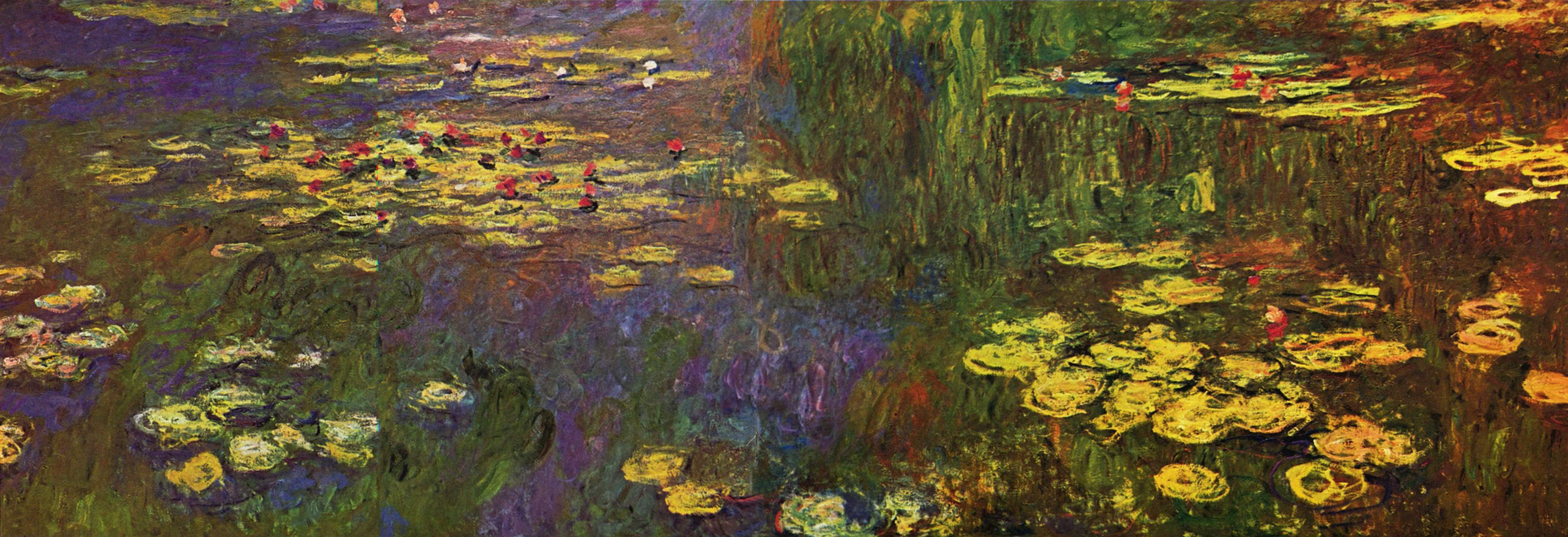
Le Bassin aux Nymphéas, 1920-1926, Carnegie Institution, Pittsburgh

En novembre 1918, il offre à Clemenceau deux panneaux décoratifs qu'il a signés le 11, jour de l'armistice et de la fin de la Première Guerre mondiale. C'est, selon le peintre, la seule manière qu'il ait de prendre part à la victoire.
En novembre 1919, Clemenceau lui conseille de se faire opérer des yeux.

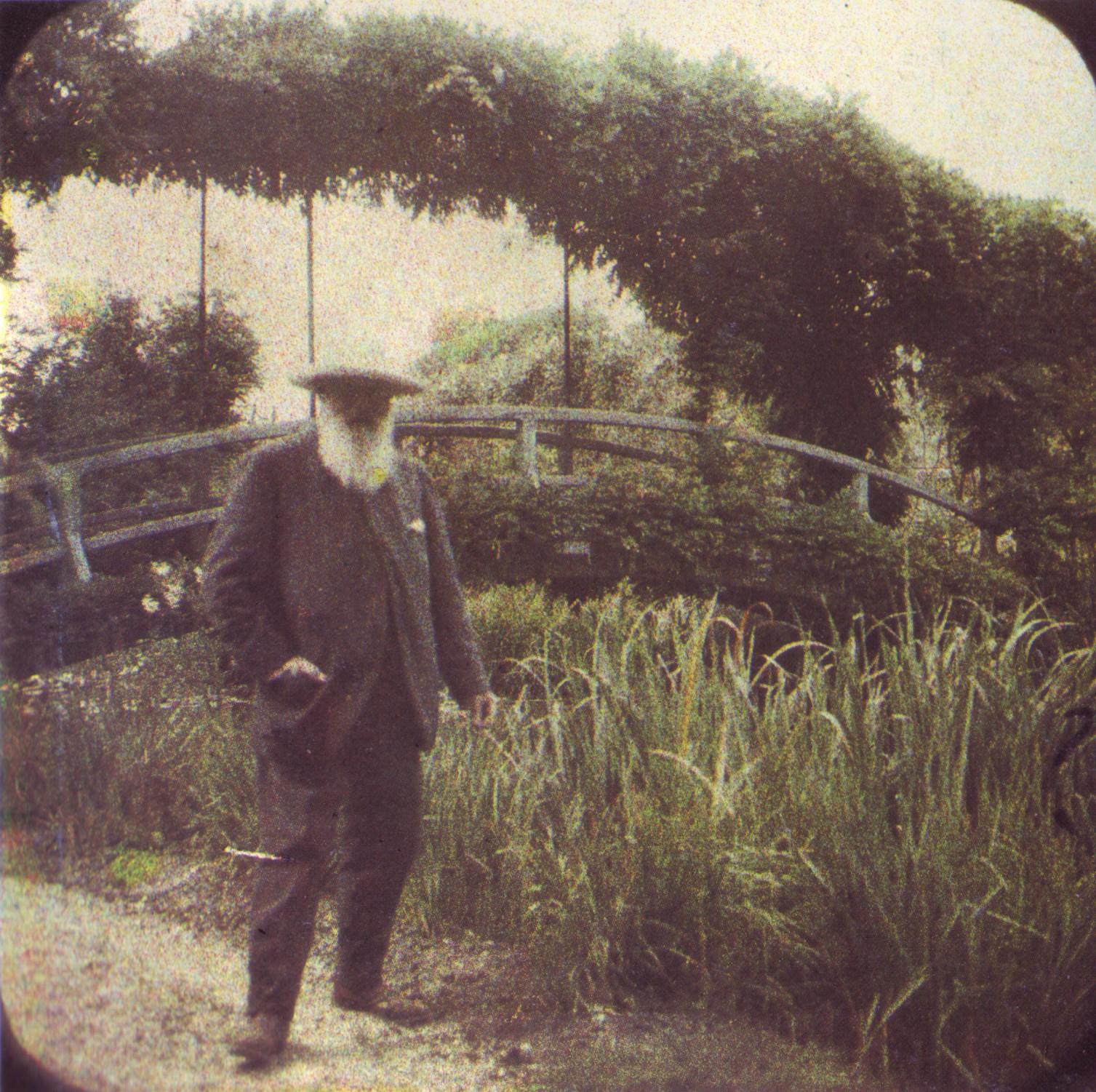
Claude Monet dans son jardin vers 1917, autochrome d’Étienne Clémentel.
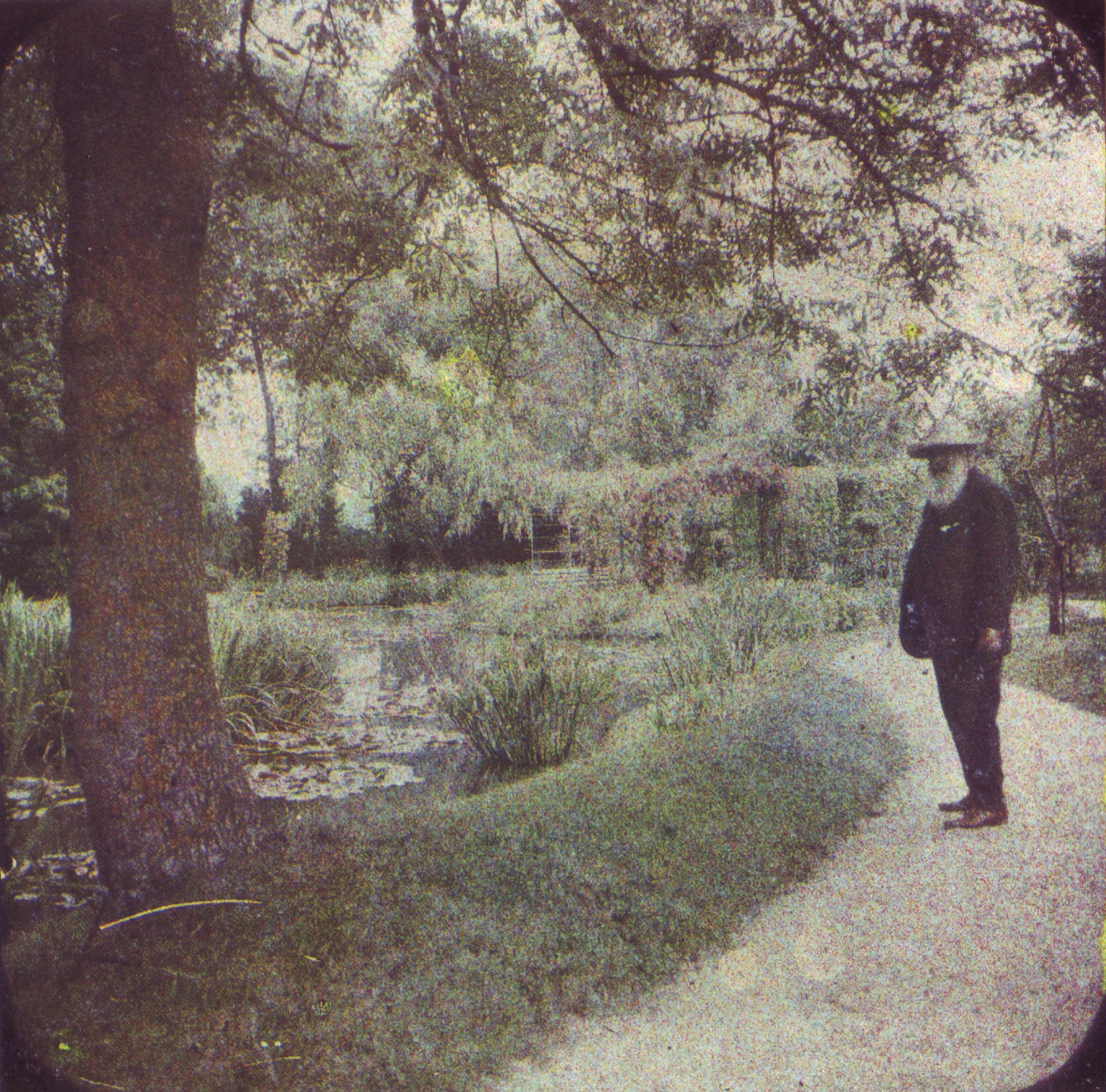
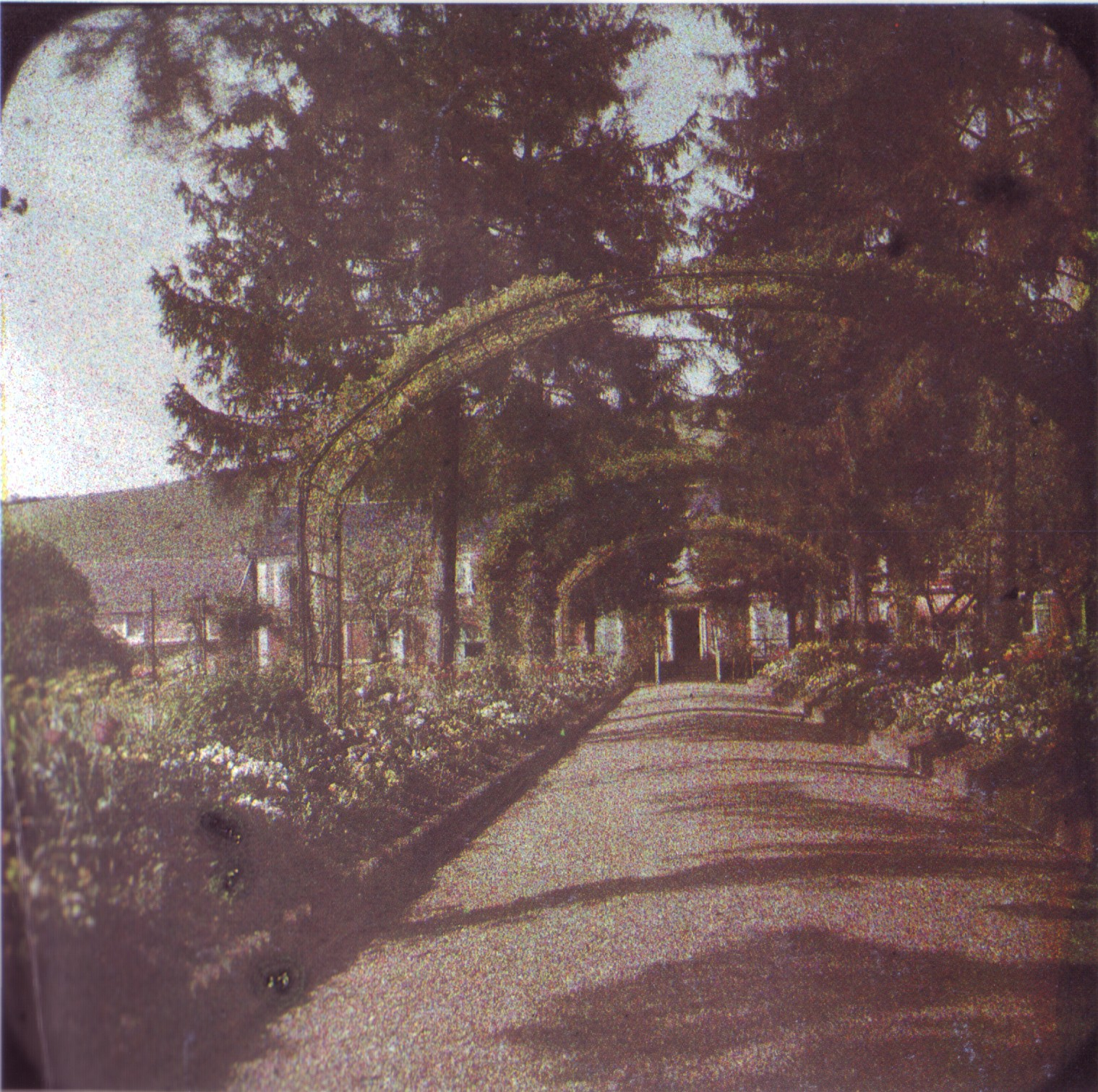
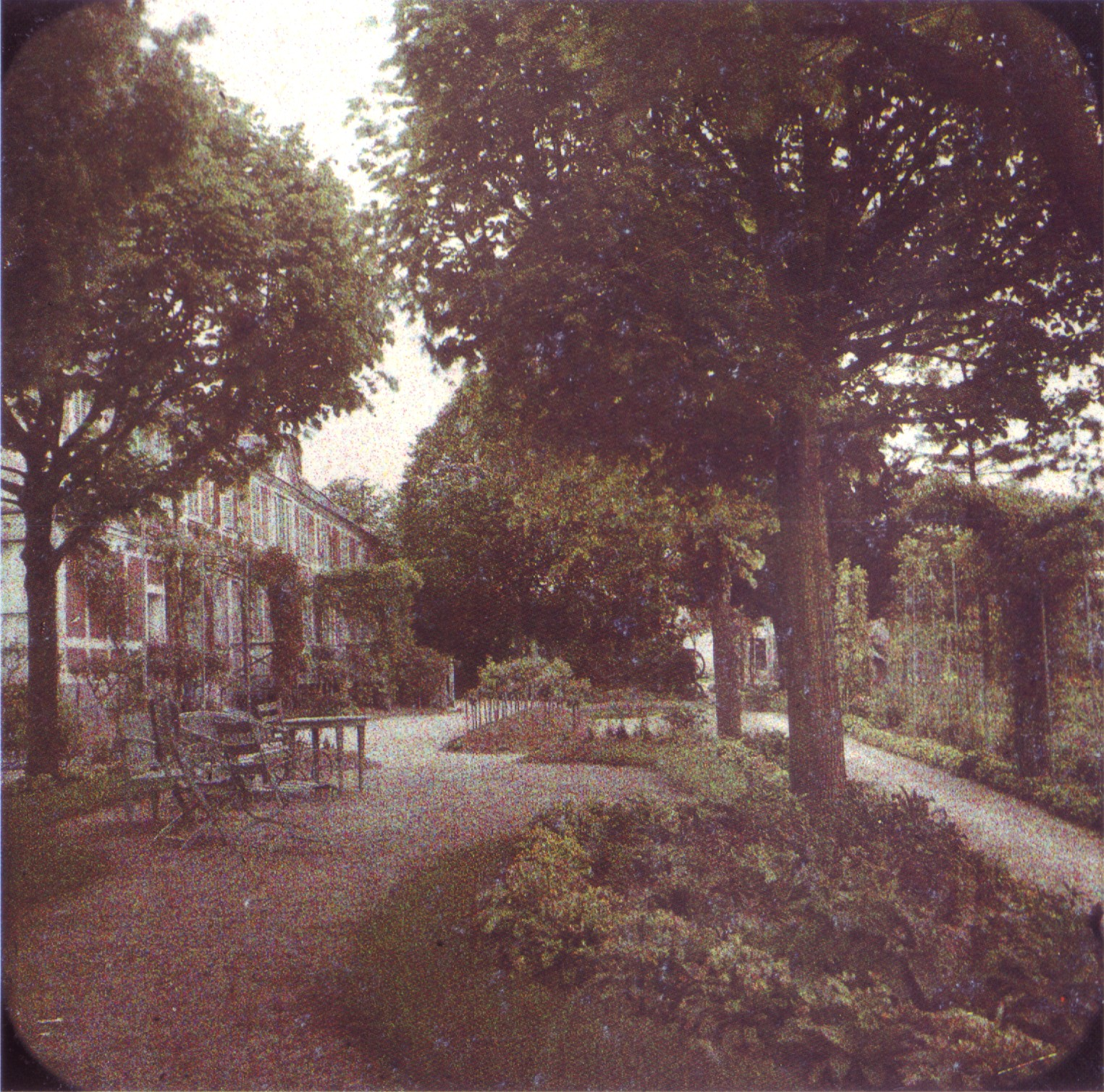

En décembre de cette même année, il perd son ami Pierre-Auguste Renoir.
Monet est devenu entre-temps une personnalité respectée de tous. Son 80e anniversaire, en 1920, prend ainsi une allure d'événement national que le Président du Conseil des ministres Georges Leygues se propose d'honorer de sa présence, en vain.
En avril 1922, un acte notarié est signé pour le don de dix-neuf panneaux qui devront être livrés dans les deux ans qui suivent. Un décret paraît également au Journal officiel du 23 juin de la même année pour signaler le don.
Peu de temps après, la vue du peintre se dégrade de nouveau. Bien que ses proches et Clemenceau l'exhortent à se faire opérer, Monet refuse. En mai, il ne peut presque plus travailler. Tous ses essais pour commencer une nouvelle toile se soldent par un échec.
Après de longues tergiversations, Monet finit par accepter avec réticence l'opération de l'œil droit réalisée par le docteur Charles Coutela le 10 janvier 1923. Après deux autres opérations réussies, Monet voit certes mieux mais sa perception des couleurs est altérée. En plus du port de lunettes, l'opération de l'œil gauche est préconisée, mais Monet la refuse catégoriquement.
À cette période, il retouche sans aucun répit les grandes décorations. L'échéance approchant, il pense, à plusieurs reprises, ne pas pouvoir la respecter et revient sur sa parole de donation. Mais Clemenceau veille et n'hésite pas à se quereller avec son ami,.

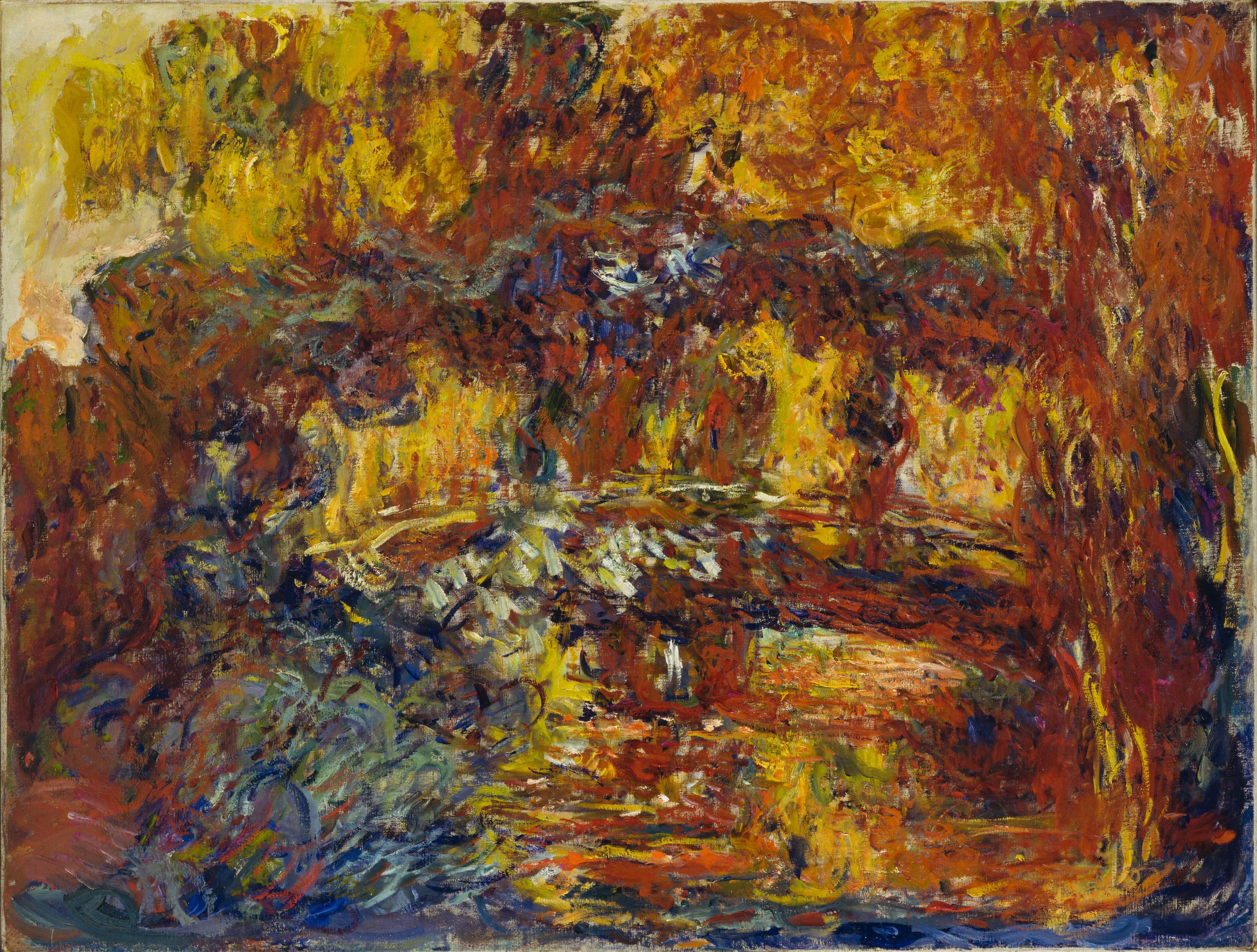
Le pont japonais entre 1920 et 1922, The Museum of Modern Art, New York.

Pour l'installation des grandes décorations, plusieurs possibilités sont étudiées. On pense d'abord les exposer à l'hôtel de Biron, où l'architecte Paul Léon doit réaliser une nouvelle construction spéciale dans les jardins, mais finalement la décision est prise en mars 1921 de les exposer à l'Orangerie. L'architecture revient alors à Camille Lefèvre.
Monet obtient, malgré les réticences de Clemenceau, un délai supplémentaire d'un an pour la livraison des panneaux. Par ailleurs, le peintre fait régulièrement évoluer son œuvre, obligeant l'architecte à revoir sans cesse l'installation prévue pour l'exposition.
C'est à cette période qu'il peint certains des tableaux de la série du Pont japonais, qui choque le goût de l'époque.
Affaibli par un travail incessant, Monet contracte une infection pulmonaire qui le cloue au lit en 1926. Atteint d'un cancer du poumon, il meurt le 5 décembre vers une heure de l'après-midi.
Les dix-neuf panneaux sont remis par son fils, Michel, à la direction des Beaux-Arts. Camille Lefèvre termine l'installation des deux salles elliptiques sous la supervision de Clemenceau. L'exposition ouvre ses portes le 17 mai 1927 sous le nom de musée Claude Monet.

### Funérailles

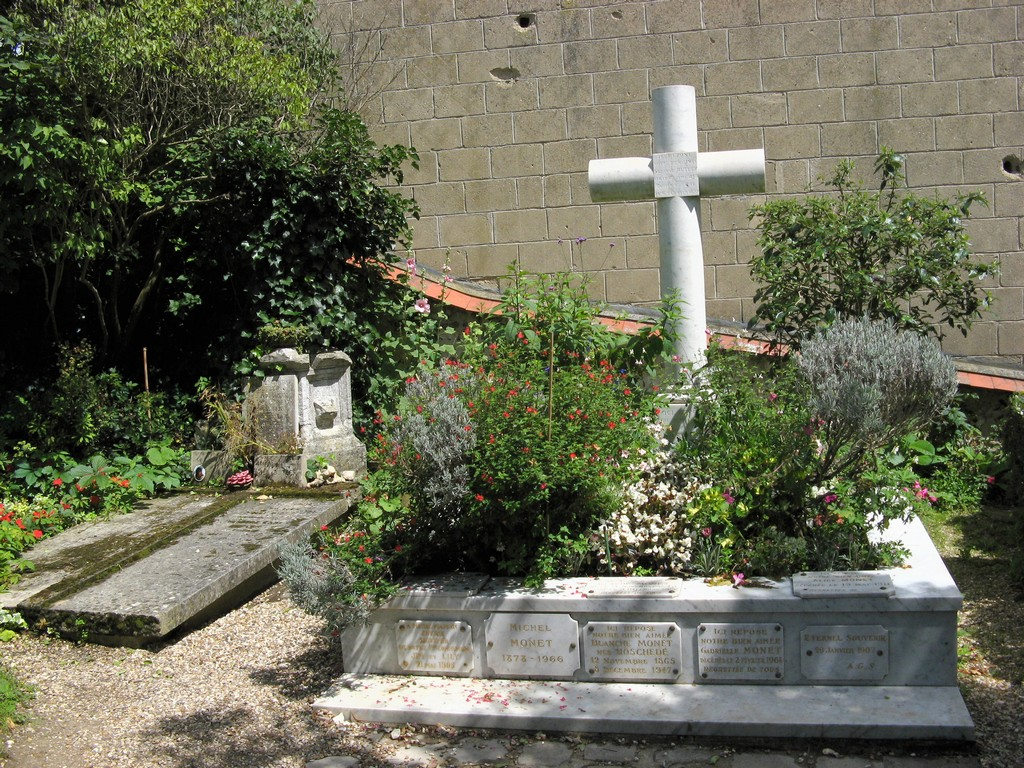
Tombe de Claude Monet, de sa famille et de proches, cimetière de l’église Sainte-Radegonde de Giverny.

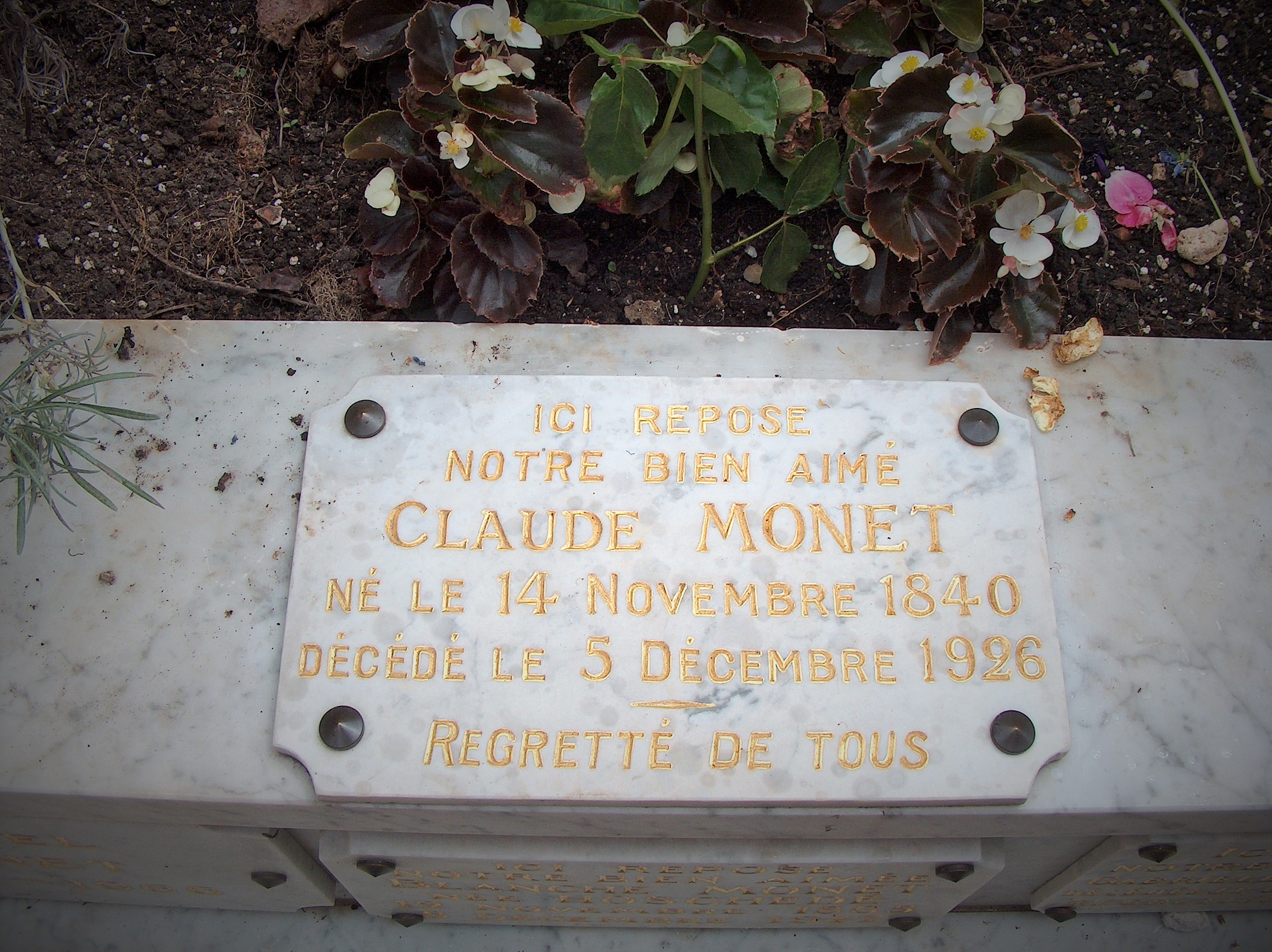
Plaque funéraire.

Lors de l'enterrement, Clemenceau dans un geste élégant enleva le drap funéraire recouvrant le cercueil de son ami, s'écriant : « Non ! Pas de noir pour Monet ! Le noir n’est pas une couleur ! », lui substituant une « cretonne ancienne aux couleurs des pervenches, des myosotis et des hortensias »,. Puis Clemenceau suivit le convoi vers le cimetière de l’église Sainte-Radegonde de Giverny où Monet fut enterré, et s'écroula en pleurs.
Les grandes décorations sont installées à l'Orangerie au cours des premiers mois de 1927. Son fils Michel hérite de l'intégralité des propriétés de Claude. En 1966, quand il se tue dans un accident de voiture, ses toiles reviennent à son légataire universel : le musée Marmottan.

## Famille

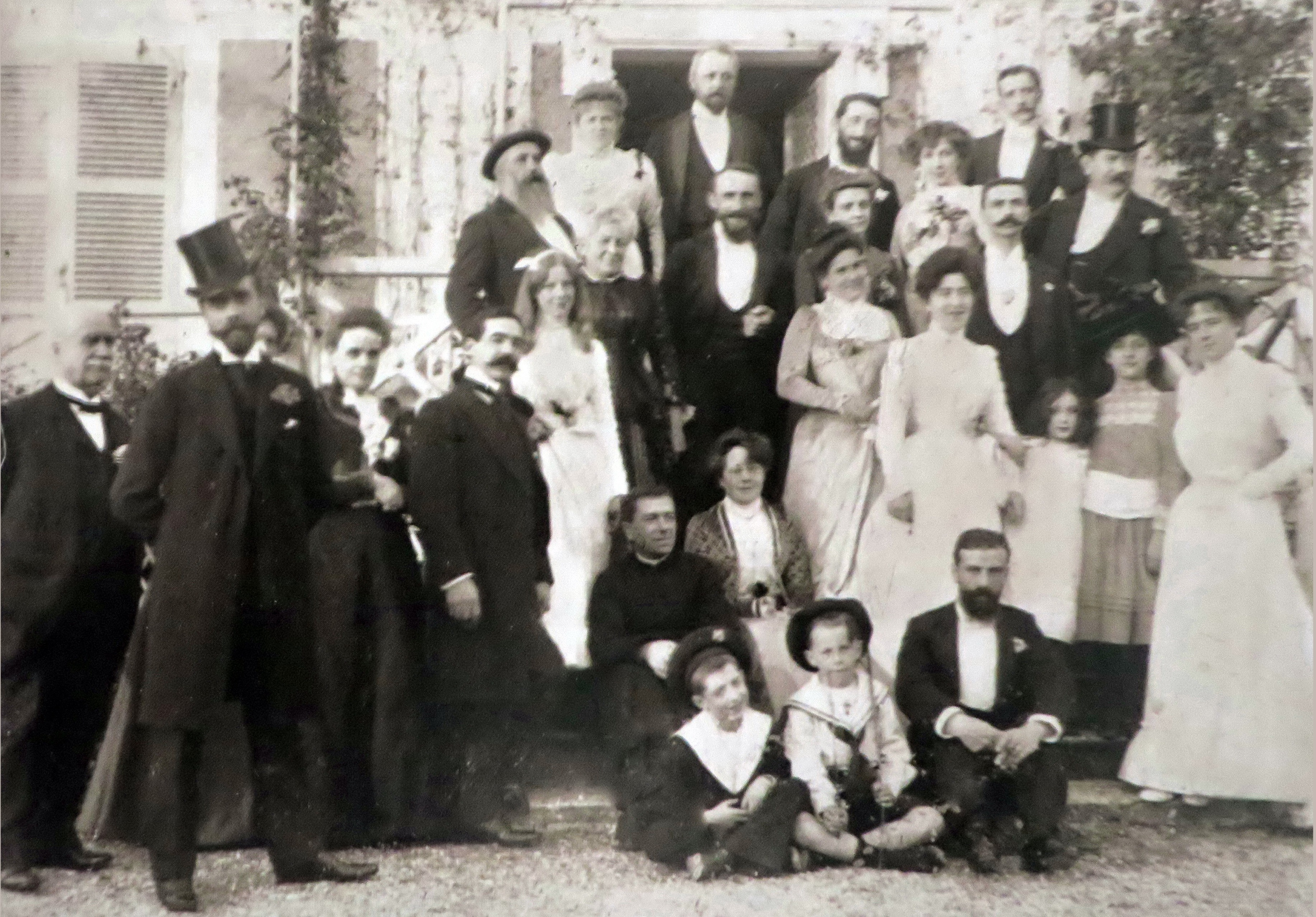
La famille Monet-Hoschedé fête le mariage de Marthe Hoschedé et de Théodore Butler. Le fils d'Alfred Sisley, Pierre est assis par terre à droite ; sa sœur Jeanne Sisley est debout derrière lui ; Monet est sur les marches à gauche. Giverny, 31 octobre 1900.

Claude Monet épouse en premières noces le 28 juin 1870, à Paris, Camille Doncieux (1847-1879), avec laquelle il a deux enfants :
- Jean Monet (1867-1914), épouse en 1897 Blanche Hoschedé, sans postérité ;
- Michel Monet (1878-1966), sans postérité.

Claude Monet n’a donc aucune postérité.
Il épouse en secondes noces le 16 juillet 1892 Alice Hoschedé (1844-1911), qui a six enfants de son premier mariage avec Ernest Hoschedé ; ces six enfants ne sont pas de Claude Monet (sauf peut-être le dernier, Jean-Pierre), mais il les élève :
- Marthe Hoschedé (1864-1925), épouse en 1900 Theodore Earl Butler (1861-1936), sans postérité ;
- Blanche Hoschedé (1865-1947), épouse en 1897 Jean Monet (1867-1914), sans postérité ;
- Suzanne Hoschedé (1868-1899), épouse en 1892 Theodore Earl Butler (1861-1936), deux enfants ;
- Jacques Hoschedé (1869-1941), épouse en 1896 une Norvégienne, Inga, née Jürgensen[172],[173],[174] ;
- Germaine Hoschedé (1873-1968), épouse en 1902 Albert Salerou, et postérité: dont Simone Salerou épouse Piguet, mère du critique d'art Philippe Piguet[175]…
- Jean-Pierre Hoschedé (1877-1960), parfois indiqué comme étant le fils naturel de Claude Monet. Il épouse en 1903 Geneviève Costaddau dont il a un fils : Maurice Hoschedé (1919-1977) dans la descendance duquel figure notamment l’animatrice de télévision Dorothée (1953).

## Résidences de Monet

Lieux où Claude Monet a vécu et peint (manquent l'Algérie, Oslo et Venise).

Claude Monet a déménagé à de nombreuses reprises avant de s'installer définitivement à Giverny. La carte ci-contre présente les principaux lieux :
1. Paris : 1840-1845, 1859-avril 1861, automne 1862-mai 1867, automne 1871-mai 1874, début 1878 ;
2. Le Havre : 1845-1859, puis nombreux séjours dans les environs par exemple en 1867, 1868, 1874, 1881-1886, 1896 ;
3. Algérie, Mustapha : avril 1861-été 1862 ;
4. Londres : automne 1870-mai 1871, puis trois séjours prolongés entre 1899 et 1901 ;
5. Pays-Bas : Zaandam (juin 1871-automne 1871), puis un séjour en hiver 1874, puis séjour à La Haye en 1886 ;
6. Argenteuil : (voir 1) décembre 1871-janvier 1878 ;
7. Vétheuil : août 1878-novembre 1881 ;
8. Poissy : décembre 1881-avril 1883 ;
9. Giverny : (voir 7) avril 1883-sa mort.

Par ailleurs, Monet a beaucoup voyagé pour peindre. Outre les séjours dans sa famille au Havre et dans ses environs, il a peint à :
1. Rouen : 1871, 1880, 1892 et 1893 ;
2. Bordighera : janvier-avril 1884, puis Antibes en 1888 ;
3. Belle-Île-en-Mer : 1886 ;
4. La Creuse : 1889 ;
5. Oslo : 1895 ;
6. Venise : 1908.

Monet se rend également à Madrid, en 1904, mais n'y peint pas.
| Adresse                                                                   | Ville               | Date d'arrivée                 | Date de départ    | Remarques                                                                    |
| ------------------------------------------------------------------------- | ------------------- | ------------------------------ | ----------------- | ---------------------------------------------------------------------------- |
| 45, rue Laffitte                                                          | Paris               | 14 novembre 1840               | environ 1845      | Naissance                                                                    |
| 30, rue Epréménil                                                         | Le Havre            | environ 1845                   | avril 1859        | Domicile parental                                                            |
| 35, rue Rodier                                                            | Paris               | fin mai-début juin 1859        | février 1860      |                                                                              |
| 18, rue Pigalle                                                           | Paris               | février 1860                   | 29 avril 1861     |                                                                              |
| Service militaire en Algérie                                              | Mustapha            | 29 avril 1861                  | été 1862          | Retour à cause de maladie                                                    |
| 94, rue du Bac                                                            | Paris               | automne 1862                   | Incertain         |                                                                              |
| 20, rue Mazarine                                                          | Paris               | au plus tard mars 1864         | décembre 1864     | Avec un atelier                                                              |
| Séjour sur la côte normande et notamment à la ferme Saint-Siméon          | Honfleur            | mi-mai 1864                    | fin 1864          |                                                                              |
| 6, rue de Furstemberg                                                     | Paris               | décembre 1864                  | 15 janvier 1866   | Loué par Frédéric Bazille avec atelier                                       |
| Séjour à Fontainebleau au Cheval-Blanc puis au Lion d'Or                  | Fontainebleau       | courant 1865                   | automne 1865      |                                                                              |
| 1, place Pigalle                                                          | Paris               | 15 janvier 1866                | mi avril 1866     |                                                                              |
| Chemin des Closeaux                                                       | Ville-d'Avray       | mi avril 1866                  | hiver 1866        |                                                                              |
| Séjour sur la côte normande, hôtel Cheval-Blanc                           | Honfleur            | été 1866                       | hiver 1866        |                                                                              |
| 20, rue Visconti                                                          | Paris               | hiver 1866                     | mai-juin 1867     | Chez Frédéric Bazille avec Renoir également                                  |
| Chez son père                                                             | Sainte-Adresse      | mai-juin 1867                  | 1er mars 1868     |                                                                              |
| Auberge de Gloton                                                         | Bennecourt          | printemps 1868                 | fin juin 1868     |                                                                              |
| Chez son père                                                             | Sainte-Adresse      | fin juin 1868                  | octobre 1868      |                                                                              |
| Château des Ardennes-Saint-Louis                                          | Montivilliers       | octobre 1868                   | fin 1868          | Chez M. Gaudibert                                                            |
| 13, rue Fontenelle                                                        | Le Havre et Étretat | fin 1868                       | juin 1869         |                                                                              |
| Hameau Saint-Michel                                                       | Bougival            | juin 1869                      | début été 1870    | Renoir est souvent présent                                                   |
| Hôtel Tivoli                                                              | Trouville           | début été 1870                 | automne 1870      |                                                                              |
| II, Arundel Street                                                        | Londres             | automne 1870                   | janvier 1871      |                                                                              |
| I, Bath Place                                                             | West Kensington     | janvier 1871                   | fin mai 1871      |                                                                              |
| Hôtel de Beurs                                                            | Zaandam             | 2 juin 1871                    | automne 1871      |                                                                              |
| Hôtel de Londres et de New York                                           | Paris               | automne 1871                   | fin décembre 1871 |                                                                              |
| 8, rue de l'Isly                                                          | Paris               | automne 1871                   | fin mai 1874      | Ancien atelier de peinture d'Amand Gautier, loyer annuel 450 francs          |
| Maison Aubry                                                              | Argenteuil          | fin décembre 1871              | 18 juin 1874      | Loyer annuel de 1 000 francs                                                 |
| Séjour à Rouen                                                            | Rouen               | mars 1871                      | mars 1871         |                                                                              |
| Séjour au Havre                                                           | Le Havre            | janvier 1874                   |                   |                                                                              |
| Séjour à Amsterdam                                                        | Amsterdam           | fin hiver 1874                 |                   |                                                                              |
| Pavillon                                                                  | Argenteuil          | 18 juin 1874                   | janvier 1878      | Loyer annuel de 1 400 francs                                                 |
| Travail au château de Rottembourg                                         | Montgeron           | août ou septembre 1876         | décembre 1876     |                                                                              |
| 17, rue Moncey                                                            | Paris               | janvier 1877                   | 1er octobre 1878  | Pour peindre la gare Saint-Lazare, payé par Caillebotte                      |
| 26, rue d'Édimbourg                                                       | Paris               | janvier 1878                   | août 1878         | Loyer de 1 360 francs par an                                                 |
| Route de Mantes                                                           | Vétheuil            | août 1878                      | 1er octobre 1878  |                                                                              |
| Maison de Mme Elliott                                                     | Vétheuil            | 1er octobre 1878               | novembre 1881     | Loyer de 600 francs par an, date de départ incertaine                        |
| 20, rue de Vintimille                                                     | Paris               | 1er octobre 1878               | 15 avril 1882     | Pour traiter ses affaires à Paris, au nom de Caillebotte jusqu'en avril 1880 |
| Séjour au Havre puis Rouen                                                | Le Havre            | 1er août 1880                  | mi-septembre 1880 |                                                                              |
| Séjour à Fécamp                                                           | Fécamp              | 9 mars 1881                    | 10 avril 1881     |                                                                              |
| Séjour à Trouville et Saint-Adresse                                       | Trouville-sur-Mer   | fin août 1881                  | 13 septembre 1881 |                                                                              |
| Villa Saint-Louis                                                         | Poissy              | 17 décembre 1881               | 15 avril 1883     |                                                                              |
| Séjour à Dieppe, hôtel Victoria, puis Pourville                           | Dieppe              | début 1882                     | début 1882        |                                                                              |
| Séjour à Pourville et Varengeville                                        | Pourville           | 5 mars 1882                    | début avril 1882  |                                                                              |
| Villa Juliette                                                            | Pourville           | 17 juin 1882                   | 5 octobre 1882    | Avec Alice et les enfants                                                    |
| Séjour au Havre puis Étretat, hôtel Blanquet                              | Le Havre, Étretat   | 25 janvier 1883                | 21 février 1883   |                                                                              |
| Maison de Giverny                                                         | Giverny             | 29 avril 1883                  | Sa mort           | Loué à Louis-Joseph Singeot                                                  |
| Séjour à Bordighera                                                       | Bordighera          | fin 1883, puis 17 janvier 1884 | 5 avril 1884      | D'abord avec Renoir puis seul                                                |
| Séjour sur la côte normande                                               | Étretat             | août 1884                      | août 1884         |                                                                              |
| Séjour sur la côte normande, dans la maison de Faure, puis hôtel Blanquet | Étretat             | été 1885                       | mi décembre 1885  | Alice et les enfants restent jusqu'au 10 octobre, rencontre avec Maupassant  |
| Séjour sur la côte normande                                               | Étretat             | janvier 1886                   | mars 1886         |                                                                              |
| Séjour chez le baron d'Estournelles de Constant                           | La Haye             | 27 avril 1886                  | 6 mai             |                                                                              |
| Séjour à Belle-Île-en-Mer                                                 | Belle-Île-en-Mer    | 12 septembre 1886              | 25 novembre 1886  | Passage de Gustave Geoffrey, puis Mirbeau                                    |
| Séjour à Londres                                                          | Londres             | mi 1887                        | 12 jours          | Rend visite à Whistler                                                       |
| Séjour sur la côte d'azur, château de la Pinède                           | Antibes             | début 1888                     |                   |                                                                              |
| Séjour à Londres                                                          | Londres             | juillet 1988                   |                   | Visite à Sargent                                                             |
| Séjour dans la Creuse                                                     | Fresselines         | mi-février 1889                | fin février 1889  | Chez Maurice Rollinat                                                        |
| Séjour dans la Creuse                                                     | Fresselines         | 6 mars 1889                    | mi mai 1889       | Chez Maurice Rollinat                                                        |
| Séjour à Londres                                                          | Londres             | Fin 1891                       | Fin 1891          | Passage chez Whistler et présentation devant le club de Chelsea              |
| Séjour à Rouen, hôtel d'Angleterre                                        | Rouen               | début février 1892             | mi-avril 1892     | Visite à son frère Léon                                                      |
| Séjour à Rouen, hôtel d'Angleterre                                        | Rouen               | début 1893                     |                   |                                                                              |
| Séjour à Christiana, puis à Björnegaard près de Sandviken                 | Oslo                | fin janvier 1895               | 1er avril 1895    | Visite à Jacques Hoschedé, rencontre avec Eugène de Suède                    |
| Séjour à Pourville                                                        | Pourville           | mi-février 1896                | début avril 1896  |                                                                              |
| Séjour à Londres, hôtel Savoy                                             | Londres             | automne 1899                   | 25 octobre 1899   |                                                                              |
| Séjour à Londres, hôtel Savoy                                             | Londres             | début 1900                     | 5 avril 1900      | Contacts avec les Hunter                                                     |
| Séjour à Londres, hôtel Savoy                                             | Londres             | début février 1901             | mars 1901         | Contacts avec les Hunter                                                     |
| Séjour à Vétheuil                                                         | été 1901            | été 1901                       |                   |                                                                              |
| Séjour à Madrid                                                           | Madrid              | 14 octobre 1904                | début novembre    | Monet voit les Velasquez et le Greco                                         |
| Séjour à Venise, au Palazzo Bardoro, puis grand Grand Hôtel Britannia     | Venise              | 25 septembre 1908              | 7 décembre 1908   | Avec Alice et les Hunter chez Daniel Curtis                                  |
| Séjour en Suisse                                                          | Saint-Moritz        | mi-février                     | mi-février        | Avec Michel et les enfants Butler                                            |

## Méthodes de travail

### Travailler sur nature

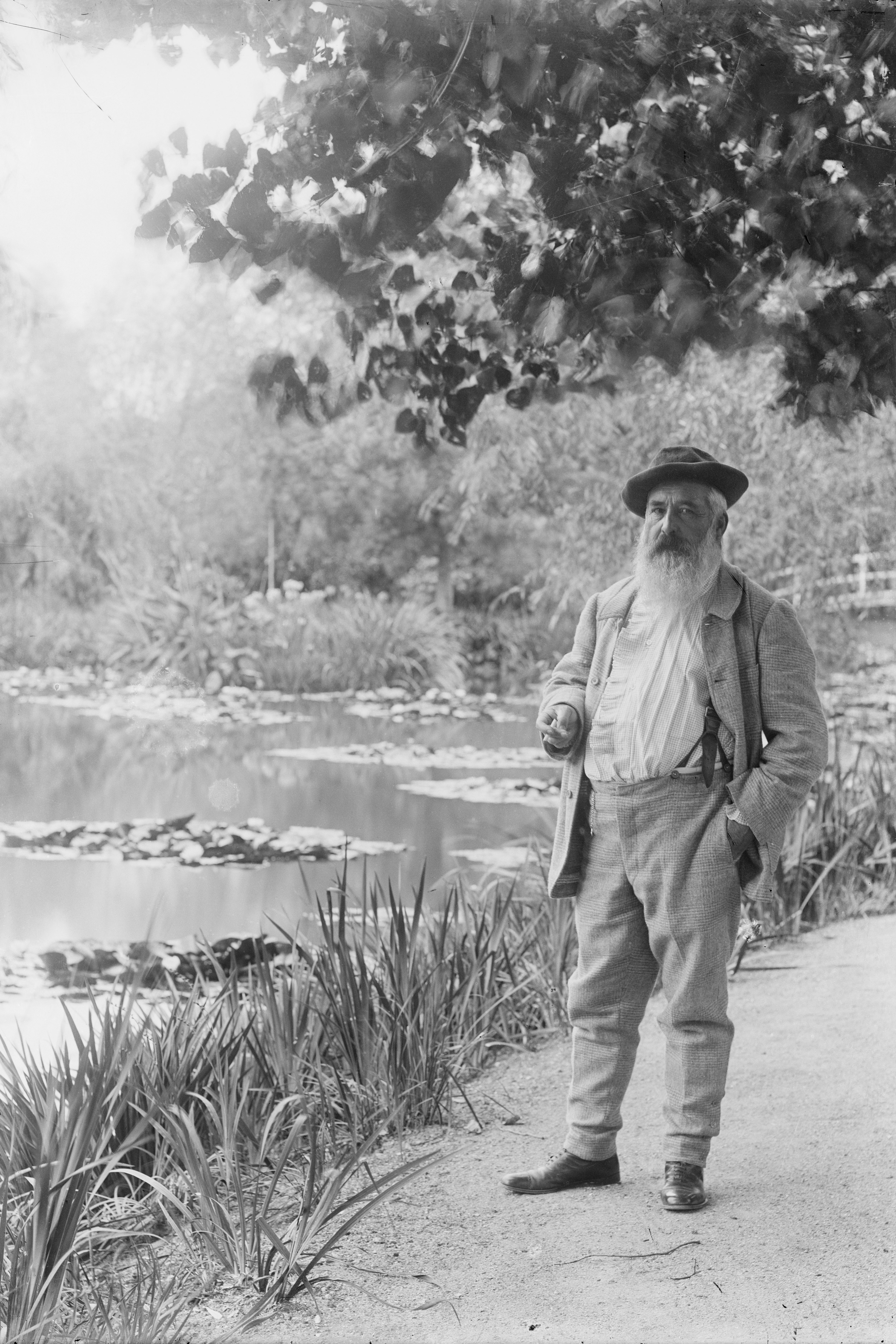
Claude Monet devant Les Nymphéas, dans son jardin à Giverny.

Monet laisse se répandre l'idée qu'il ne peint que sur nature. Ainsi en avril 1880 devant un journaliste lui demande à voir son atelier il s'exclame : « Mon atelier ! Mais je n'ai jamais eu d'atelier, moi, je ne comprends pas qu'on s'enferme dans une chambre. Pour dessiner, oui : pour peindre, non ». Il désigne ensuite la Seine, les collines et Vétheuil et dit : « Voilà mon atelier à moi ! »
Daniel Wildenstein tient à rétablir la vérité : Monet a bel et bien terminé de nombreuses de ses toiles en atelier, du Déjeuner sur l'herbe en passant par Les Glaçons, puis toutes les Cathédrales, les vues de Londres, de Venise et les Nymphéas. La construction d'ateliers en 1899 et 1915, attestée par des photographies et les permis de construire, ne viennent que confirmer l'évidence.
Certes, Monet ne travaille pas de mémoire, il utilise en fait les autres toiles d'une série pour se remémorer le motif en atelier. Il semble qu'il utilise aussi parfois des photographies, comme pour finir les toiles de Londres.

### Un travailleur courageux et exigeant
Monet est très travailleur, il travaille souvent « comme un forcené », ou avec une « ardeur décuplée » et en plein air par tous les temps, étonnant par son endurance. À Étretat, il n'hésite pas à s'aventurer avec tout son matériel dans le sentier de la valleuse de Jambourg qui descend du sommet des falaises à leurs pieds pour peindre sous un meilleur angle et, à Belle-Île, il fait fi de la tempête pour aller travailler.
Souvent ce mode de travail l'exténue, et Monet connaît des alternances de périodes très assidues avec des périodes de démoralisation, où il pense « tout planter là,, ». Il profite en général de la période hivernale pour se reposer.
Monet est en outre un éternel insatisfait. À propos des Meules, il déclare : « Plus je vais, plus je vois qu'il faut beaucoup travailler pour rendre ce que je cherche ». Monet gratte ou détruit parfois ses toiles. Ainsi en revenant dans le pays de Caux après un séjour à Paris début 1882, il gratte deux toiles. Particulièrement à la fin de sa carrière, il détruit de nombreuses toiles : trente en 1907. Il explique : « Je dois veiller à ma réputation d'artiste pendant que je le puis. Lorsque je serai mort, personne ne détruira un seul de mes tableaux, quelque mauvais soit-il ». Dans cette logique, peu avant sa mort, il fait détruire par sa belle-fille Blanche de nombreux tableaux.
Vers la fin de sa vie son emploi du temps devient très réglé, comme à Londres. En 1908, la journée estivale est divisée comme suit : la matinée et début de l'après-midi séparés par le déjeuner sont occupés par le travail, ainsi que la fin de journée. De trois à cinq voire six heures, Monet effectue une pause où il reçoit ses invités. La fermeture des nénuphars est la cause de cette interruption. Le travail au soir permet de capter des effets de fin de jour.

### Jardinier
Début 1893, la construction du bassin aux nymphéas correspond à un accroissement de l'intérêt de Monet pour le jardinage. Ainsi, il rend visite à M. Varenne, directeur du jardin des plantes de Rouen. Il achète également de nombreuses plantes aux jardiniers de Rouen. Monet est assurément plus homme des champs qu'intellectuel. À propos du jardinage, Monet déclare : « Qu'y a-t-il à dire de moi ? Que peut-il y avoir à dire, je vous le demande, d'un homme que rien au monde n'intéresse que sa peinture — et aussi son jardin et ses fleurs ».
Avec son ami peintre et grand mécène, Gustave Caillebotte, Monet partage la passion du jardinage,.

### Méthodes de peinture

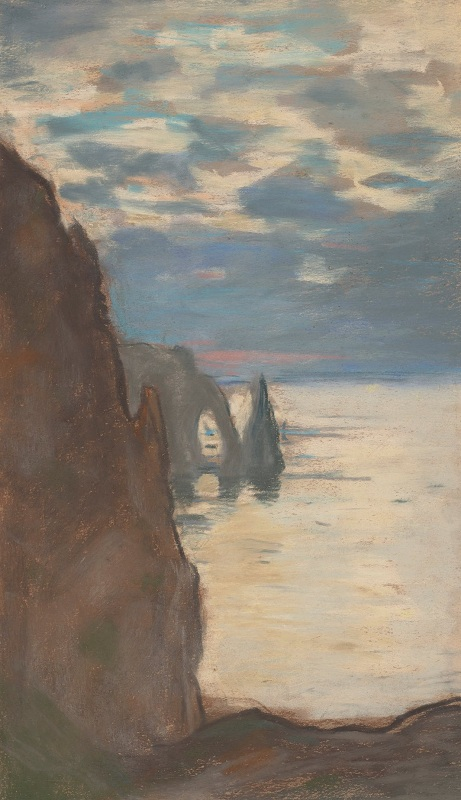
Étude au pastel de la falaise d'Étretat aval, vers 1885. National Gallery of Scotland. Un exemple de travail préparatoire de Monet.

Monet n'aurait, d'après certains de ses admirateurs[réf. souhaitée], pas eu recours aux croquis ni aux aquarelles, ce qui semble bien erroné puisque de nombreux carnets de croquis et de dessins préparatoires sont présentés sur le site du musée Marmottan pour la série de la « Gare St Lazare », sur la Base-Joconde des musées de France pour la série « Étretat » ou des barques et bateaux, ou encore le Sterling and Francine Clark Art Institute de Williamstown qui ont présenté dessins et pastels préparatoires. Monet utilise également la photographie qu'il pratique, pour les séries sur Londres et Venise[réf. nécessaire]. Pour le peintre, le premier contact avec le motif revêt une importance primordiale. Il prend le pinceau en main. « Il commence brusquement à couvrir [une toile blanche] de plaques de couleurs qui correspondent aux taches colorés que lui donne la scène naturelle entrevue ». Dès la première séance, la toile doit être couverte autant que possible sur son étendue. Sur une toile ébauchée, Monet peint à « pleine pâte, sans mélange, avec quatre ou cinq couleurs franches, en juxtaposant ou superposant les tons crus ». Monet renonce d'ailleurs aux bases sombres dès 1865. Ainsi, une étude à laquelle Monet a travaillé une fois est revêtue de traits épais d'environ un demi centimètre et distants l'un de l'autre de deux centimètres, lesquels sont destinés à fixer l'aspect de l'ensemble. Le lendemain, revenu sur les lieux, il ajoute à la première esquisse et les détails s'accentuent, les contours se précisent. Ainsi, sur une toile qui a bénéficié de deux séances, les traits sont nettement plus rapprochés et le sujet commence à prendre forme. Un tableau doit être poussé aussi loin que l'artiste le juge nécessaire, lui seul pouvant déterminer le moment à partir duquel il est impossible d'aller plus loin. Il accorde aussi beaucoup d'importance aux détails,.
Ses tableaux comme Le Bassin aux nymphéas, harmonie verte, ou harmonie rose révèlent plus de 70 000 touches par mètre carré.

### La recherche des effets
À partir du temps de séries, Monet recherche les effets dans ses toiles. Il travaille sur plusieurs toiles en parallèle. Déjà en 1885, Maupassant note que « il allait, suivi d'enfants qui portaient ses toiles, cinq ou six toiles représentant le même sujet à des heures diverses et avec des effets différents. Il les prenait et les quittait tour à tour, suivant les changements du ciel. » Il ne travaille que quand il a son effet. Cette méthode se développe avec le temps. Pour les vues de Londres il peint sur plus de quinze toiles en parallèle, les vingt-deux toiles des Grandes décorations sont peintes aussi en même temps.

## Style

### Influences

#### Des autres peintres
Boudin est la première influence de Monet en l'initiant aux paysages. Son ami Johan Barthold Jongkind a certainement également influencé ses premières années. Charles Gleyre lui enseigne par la suite la peinture de manière structurée. Les membres du groupe des impressionnistes constitué de Auguste Renoir, Alfred Sisley et Camille Pissarro s'influencent sans aucun doute mutuellement, comme c'était le cas avec son camarade Frédéric Bazille auparavant. On sait également, que Claude Monet appréciait le travail d'Eugène Delacroix. Lors de son voyage à Londres, il va voir les œuvres de Turner et John Constable qui l'ont certainement marqué. Édouard Manet échange aussi avec Monet lors de son séjour à Argenteuil.

#### Japonaises

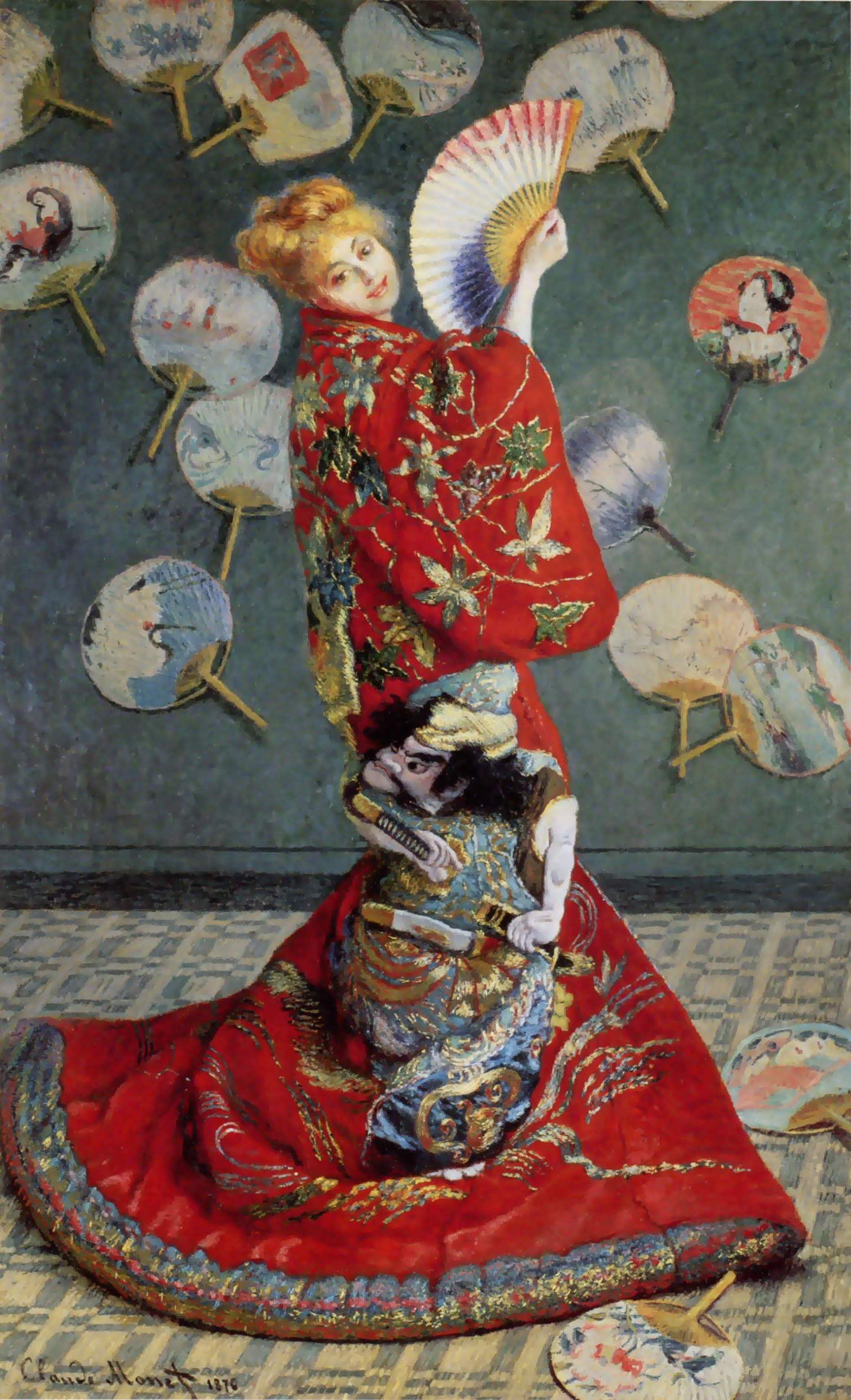
La Japonaise, 1875, museum of Fine Arts, Boston

La peinture de Monet est influencée par l'art japonais. Il porte ainsi un intérêt particulier au ukiyo-e, les estampes japonaises, peintes par Hiroshige et Hokusai,. Il réalise d'ailleurs La Japonaise en 1875, un tableau dont la facture tranche diamétralement avec ses autres œuvres. Le 1er février 1893, Monet se rend à une exposition organisée par Durand-Ruel : elle est consacrée aux estampes d'Utamaro et de Hiroshige. Ce rendez-vous revêt pour lui une grande importance car il s'accorde parfaitement avec son cheminement artistique à la même époque. Sa salle à manger de Giverny est par ailleurs décorée avec des estampes japonaises,,. Enfin, une autre série de peintures qui dénote l'influence du Japon sur son art est paradoxalement celle ayant pour sujet des paysages norvégiens, notamment avec des vues du pont de Løkke, puisque ce coin de Sandviken lui faisait penser à « un village japonais ». Le mont Kolsås lui faisait en fait « songer au Fujiyama ».

### Synthèse de son style
Monet désirait saisir le réel dans « la mobilité de ses lumières changeantes ». Son intérêt se porte sur les effets de lumière qui changent suivant les heures et les saisons. L’évolution de l’industrie donnera à Monet un nouvel essor pour ses paysages, c’est à travers l’urbanisation que le genre se renouvellera. Par exemple, il peint en 1877 La Gare Saint-Lazare. À cette époque, ces lieux étaient considérés comme utiles et sans valeur esthétique. Monet s’exerce à représenter aussi bien des paysages que des portraits. Toutefois il reste dans l’optique de montrer la lumière et de restituer les sensations premières. Pour ce faire, il réfléchit à la mise en scène qui pourrait représenter au mieux la mouvance de la lumière. La répétition du motif n’est qu’un prétexte pour le peintre, l’objet représenté importe bien moins que l’évolution du sujet au cours des heures.

## Monet et l'argent
Claude Monet a eu un début de carrière difficile sur le plan financier. Si les premières années sa tante Lecadre lui vient en aide, dès 1864, il doit demander de l'aide à Bazille. Monet commence alors à accumuler les dettes, ne serait-ce que pour acheter son matériel de peinture. Monsieur Gaudibert par ses commandes lui vient en aide notamment en 1868. L'arrivée à Argenteuil fin 1871, marque le début d'une situation financière meilleure, causée par l'héritage de son père et la dot de sa femme. Toutefois l'arrêt des achats de Durand-Ruel en 1874 correspond à un retour des soucis d'ordre pécuniaire. Rapidement le loyer devient un problème, les dettes s'accumulent. Il doit sa survie à l'aide de Manet, du docteur Bellio, de Gustave Caillebotte et d'Ernest Hoschedé.
Malgré ses difficultés financières, Monet est assez dépensier. À Argenteuil, il dispose ainsi de deux domestiques auxquels s'ajoute un jardinier. Il consomme également abondamment du vin. Enfin, une somme de 240 francs à Pleyel et Wolff pourrait représenter l'acquisition d'un instrument de musique ou la location d'un piano. En arrivant à Vétheuil, les Hoschédés gardent leurs domestiques malgré leur faillite.

Monet a l'habitude de faire patienter ses créanciers. Par conséquent, des huissiers viennent souvent lui rendre visite, parfois pour des dettes contractées plusieurs années avant. Ainsi en 1885, il est menacé de saisie pour une affaire jugée en 1875.

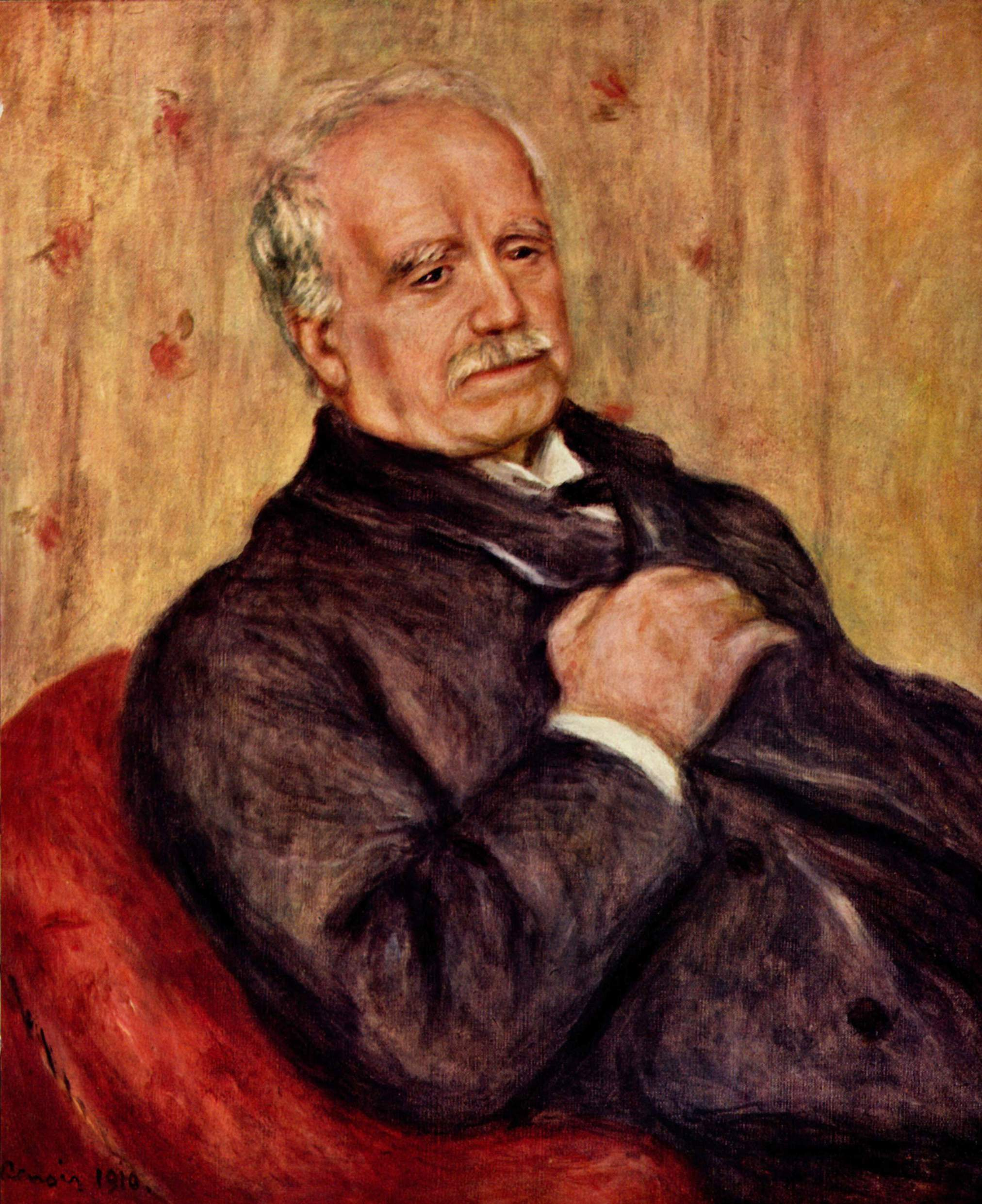
Paul Durand-Ruel par Renoir.

En 1879, il dépend quasiment intégralement des aides de Caillebotte pour sa survie. Pourtant, les Hoschedé continuent à avoir des domestiques. À Vétheuil également les créanciers défilent. En 1881, malgré la progression des revenus, Monet ne peut s'acquitter de son loyer et cumule en décembre 2 962 francs. En 1887, il possède des actions, ce qui indique qu'il épargne. En 1890, il achète la maison de Giverny et, l'année suivante, il prête de l'argent à Pissarro, les dures années sont derrière lui.
Par la suite, il connaît un certain embourgeoisement avec notamment l'achat d'une voiture. Durand-Ruel résume en déclarant que « Monet fut toujours un jouisseur ».
Monet n'est pas toujours très généreux. Ainsi, à Bordighera, alors que son hôte M. Moreno l'invite dans les jardins de sa villa, les jardins Moreno, assume les frais de chemin de fer et paie le restaurant, Monet lui offre en échange… une pomme. Il ne se montre pas plus généreux envers Rollinat ou E. Mauquit qui l'accueillent respectivement dans la Creuse et à Rouen. Ses amis Boudin ou Pissarro ne sont pas mieux lotis.
Ce n'est qu'à partir de 1910 qu'il semble détendre les cordons de sa bourse. Cette année-là, non seulement il offre une Tamise à Charing Cross pour les sinistrés de l'inondation, mais, en plus, il vend à la ville du Havre trois tableaux pour 3 000 francs. La donation de grandes décorations à l'État confirme ce changement de mentalité chez le peintre.
| Année        | Somme (francs) | Remarques                                                                                             |
| ------------ | -------------- | --- |
| 1857 et 1858 | 2 000          | Portraits à charge au Havre                                                                           |
| 1872         | 12 100         | 9 800 francs proviennent des seuls achats de Durand-Ruel                                              |
| 1873         | 24 800         | Surtout Durand-Ruel (au moins 12 100 francs)                                                          |
| 1874         | 10 554         | Principaux clients : Faure et Hoschedé                                                                |
| 1875         | 9 765          | Environ 15 clients directs                                                                            |
| 1876         | 12 313         | Dont 2020 pour La Japonaise. Le Dr de Bellio fait son premier achat.                                  |
| 1877         | 15 197         | |
| 1878         | 12 500         | |
| 1879         | 12 285         | |
| 1880         | 13 938         | |
| 1881         | 20 400         | Reprise des achats de Durand-Ruel, quasi-exclusivité                                                  |
| 1882         | >24 700        | Durand-Ruel, quasi-exclusivité, mention de Petit également                                            |
| 1883-1891    | mal connu      | Augmentation progressive des gains, acheteurs : Durand-Ruel, Theo Van Gogh, Petit, Boussod et Valadon |
| 1892         | >100 000       | Somme de Durand-Ruel et Boussod                                                                       |
| 1898         | 173 500        | |
| 1899         | 227 400        | |
| 1900         | 213 000        | |
| 1901         | 127 500        | |
| 1902         | 105 000        | |
| 1903         | 0              | |
| 1904         | 271 000        | |
| 1912         | 369 000        | Durand-Ruel et Bernheim                                                                               |

## Caractère
Le caractère de Monet n'est pas toujours facile. Il a ainsi une certaine réputation de sauvagerie, Clemenceau le nomme son « vieux hérisson sinistre ». Claude Monet est certes capable d'élans généreux comme de colères brutales, mais il préfère aux positions extrêmes la solution de compromis et d'équilibre. C'est, en somme, un conciliateur, un modéré qui laisse de propos délibéré les attitudes héroïques à d'autres.
Il est un peu ingrat. Ainsi, lors de ses premières participations au salon en 1865 et 1866, Monet ne déclare pas Gleyre comme étant son maître, alors que cela est recommandé. Pourtant le vieil homme, membre du jury en 1866, n'a pas la dent dure et défend le premier. La principale victime de ce trait de caractère est, sans conteste, Durand-Ruel qui, alors qu'il l'a fait vivre pendant de nombreuses années, se voit souvent concurrencer par d'autres marchands d'art, comme Georges Petit, fin 1885 ou en 1888. Durand-Ruel a beau n'être nullement rancunier et faire mille preuves de dévouement,, cela ne l'empêche pas de recevoir un mandat de 75 francs en 1897.
Il aimait la bonne table, ses carnets de recettes ont été publiés en 1989. Il appréciait en particulier les œufs Orsini.

## Georges Clemenceau
Monet et Clemenceau se rencontrent à Paris et se lient d'amitié, fraternisant dans leur lutte contre l'académisme et l'Empire. Éloignés un temps l'un de l'autre, en raison de leur carrière respective, il se retrouvent dans les années 1890. Clemenceau admire le travail de Monet. Ce dernier le remercie en lui faisant don de la toile Le Bloc. Débute alors une correspondance assidue dont il reste 153 lettres de Clemenceau à Monet. Ils se rencontrent fréquemment et s'associent pour acheter Le Déjeuner sur l'herbe de Manet afin de l'offrir au Louvre, ainsi que lors de l'Affaire Dreyfus. C'est enfin Clemenceau qui insistera et convaincra Monet d'achever Les Nymphéas et qui les fera installer au Musée de l'Orangerie en 1927.

## Liste de ses principaux tableaux
- 1858 : Caricature, dessin au crayon noir (musée Albert-André, Bagnols-sur-Cèze).
- 1859 : Camille.
- 1860 : La Mère au chapeau.
- 1861 : Un coin du studio.
- 1862 :  Trophée de chasse, Paris, musée du Louvre.
- 1864 :  La Pointe de la Hève, huile sur toile, 41 × 73 cm, Londres, National Gallery.
- 1865 :
  - La Charrette.
  - Le Chêne, forêt de Fontainebleau.
  - Plage à Honfleur.
- 1866 :
  - Quai du Louvre, musée municipal de La Haye
- 1867 :
  - Femmes au jardin.
  - Terrasse à Sainte-Adresse.
  - Le Jardin des princesses.
  - Église Saint-Germain-l'Auxerrois, Berlin, Alte Nationalgalerie.
  - La Jetée du Havre par mauvais temps.
- 1868 :
  - La Pie, Paris, musée d'Orsay.
  - Madame Louis Joachim Gaudibert, Paris, musée d'Orsay.
  - Au bord de l’eau.
  - Portrait de Bazille, Montpellier, musée Fabre.
- 1869 :
  - Bain à la Grenouillère, New York, Metropolitan Museum of Art.
  - La Seine à Bougival le soir.
- 1870 :
  - Plage à Trouville.
  - Hôtel des Roches Noires, Trouville.
- 1871 :
  - La Tamise à Westminster, huile sur toile, 47 × 73 cm, Londres, National Gallery.
- 1872 :
  - Le train de marchandises, huile sur toile, 48,1 × 75 cm, Pola Museum of Art (Hakone, Japon).
  - Carrières-Saint-Denis, Paris, musée d'Orsay.
  - Le Déjeuner.
  - La Liseuse, 1872[225], huile sur toile, 50 × 65 cm, Baltimore, Walters Art Museum.
  - Impression, soleil levant, Paris, musée Marmottan Monet.
  - Bateaux sur la Seine à Rouen.
- 1873 :
  - Les Coquelicots, Paris, musée d'Orsay.
  - Carnaval Boulevard des Capucines.
  - Effet d'automne à Argenteuil, Londres, Courtauld Gallery.
  - Jardin de l'artiste à Argenteuil, huile sur toile, 61 × 82 cm, Washington,National Gallery of Art.
- 1874 :
  - Bateaux quittant le port (Le Havre).
  - Le Pont d'Argenteuil.
  -  L'Été, huile sur toile, 57 × 80 cm, Berlin, Alte Nationalgalerie.
  - Le Pont de chemin de fer à Argenteuil, Philadelphia Museum of Art.
- 1875 :
  - Régates à Argenteuil.
  - Femme à l’ombrelle.
  - La Promenade.
  - Train dans la neige.
  - Femme au métier.
  -  Les Déchargeurs de charbon, Paris, musée d'Orsay.
- 1876 :
  - Coin de jardin à Montgeron (W 418), Saint-Pétersbourg, musée de l'Ermitage.
  - L'Arbre en Boule, Argenteuil (W 397), Berlin, musée Barberini.
  - L'Arrivée à Montgeron (W 421), coll. priv., Etats-Unis
  - Le Bateau-atelier, Philadelphie, Fondation Barnes.
  - La Japonaise.
  - La Maison d'Yerres (W 422), coll. priv., Argentine.
  - Le Parc Monceau (3 tableaux).
  - Les Rosiers dans le Jardin de Montgeron (W 417), Berlin, musée Barberini.
  - L'Yerres près de Montgeron (W 423), coll. priv.
  - Vue de l'Yerres (W 424), coll. priv., Etats-Unis.
  - Saules au bord de l'Yerres (W 425), coll. priv.
- 1877 :
  - Étang à Montgeron (W 420), Saint-Pétersbourg, musée de l'Ermitage.
  - La Gare Saint-Lazare.
  - Les Dindons (W 416), Paris, musée d'Orsay.
- 1878 :
  - La Seine à Vétheuil, Le Havre, musée d’art moderne André-Malraux.
  - La Rue Montorgueil, Paris, musée d'Orsay.
- Pruniers en fleur (1879). 1880 : Les Falaises des Petites Dalles, musée des beaux-arts de Boston.
- 1881 : Jardin de l’artiste à Vétheuil.
- 1882 :
  - Les Pêcheurs de Poissy.
  - Les Tilleuls à Poissy.
  - Mer agitée à Pourville, huile sur toile, signée, datée, bas droite[226],
- 1883 :
  - Les Deux pêcheurs.
  - La collégiale Notre-Dame de Vernon.
  - L’Arche d’Étretat.
  - Mer agitée à Étretat, musée des Beaux-Arts de Lyon.

- 1884 :
  - Les Falaises des Petites Dalles, Washington, Kreeger Museum (en).
  - La Corniche de Monaco.
  - La Route rouge près de Menton.
  - Les Villas à Bordighera (Chicago).
  - Les Villas à Bordighera (Orsay).
- 1885 :
  - Les Falaises à Étretat.
  - Étretat, la Manneporte, reflets sur l’eau, musée des beaux-arts de Caen.
- Trois bateaux de pêche (1886). 1886 :
  - Autoportrait.
  - Belle-Île.
  - Les Pyramides de Port-Coton, Belle-Île-en-Mer.
  - Les Rochers de Belle-Île.
  - Rochers à Port-Goulphar, Belle-Île-en-Mer.
  - Tempête, côte de Belle-Île.
  - Essai de figure en plein-air : Femme à l’ombrelle tournée vers la droite, Paris, musée d'Orsay.
  - Essai de figure en plein-air : Femme à l’ombrelle tournée vers la gauche, Paris, musée d'Orsay.
- 1887 :
  - La Barque, Paris, musée Marmottan Monet.
  - Les Champs au printemps, Stuttgart, Staatsgalerie.
  - Peupliers au soleil, Stuttgart, Staatsgalerie.
- 1889 :
  - La Vallée de la Creuse, Colmar, musée Unterlinden.
- 1890 :
  - Meules, fin de l’été.
- 1891 :
  - Meule, soleil dans la brume.
  - Peupliers longeant l’Epte, Automne.
  - Meules à Chailly.
- 1892 :
  - La Cathédrale de Rouen. Le portail, temps gris.
  - La Cathédrale de Rouen. Le portail, vue de face.
- 1893 :
  - La Cathédrale de Rouen. Le portail, soleil matinal.
  - La Cathédrale de Rouen. Le portail et la tour Saint-Romain, plein soleil.
  - La Cathédrale de Rouen. Le portail et la tour Saint-Romain, effet du matin.
- 1894 : Cathédrale de Rouen.
- 1895 : Mont Kolsaas, Paris, musée d'Orsay.
- 1897 :
  - Les Falaises à Varengeville, Le Havre, musée d'art moderne André-Malraux.
  - Bras de Seine près de Giverny.
  - Mer agitée à Pourville , avec personnages sur la plage, signée bas gauche, huile sur toile, 73 × 100 cm, 1897 (W 1444), musée national de l'Art occidental, Tokyo.
- 1898 : Nymphéas, effet du soir.
- 1899 : Le Bassin aux nymphéas, harmonie verte.
- 1900 : La Grande Allée à Giverny, musée des beaux-arts de Montréal.
- 1901 : Leicester Square, la nuit.
- 1903 :
  - Les Nymphéas.
  - Le Parlement de Londres au soleil couchant.
  - Le Pont de Waterloo, Saint-Pétersbourg, musée de l'Ermitage.
  - Waterloo Bridge, le soleil dans le brouillard.
  - Charing Cross Bridge, la Tamise, musée des Beaux-Arts de Lyon.
- 1904 : Londres, Le Parlement, trouée de soleil dans le brouillard.
- 1905 :
  - Maisons du parlement, Londres, Paris, musée Marmottan Monet.
  - Les Nénuphars.
- Nature morte aux œufs (1907). 1907 : Nature morte aux œufs.
- 1908 :
  - Le Grand Canal à Venise.
  - Palace de Mula à Venise.
  - San Giorgio Maggiore : Soleil Couchant à Venise.
- 1910 : Palais des Doges.
- 1913 : Les Arceaux de roses, Giverny.

## Musées

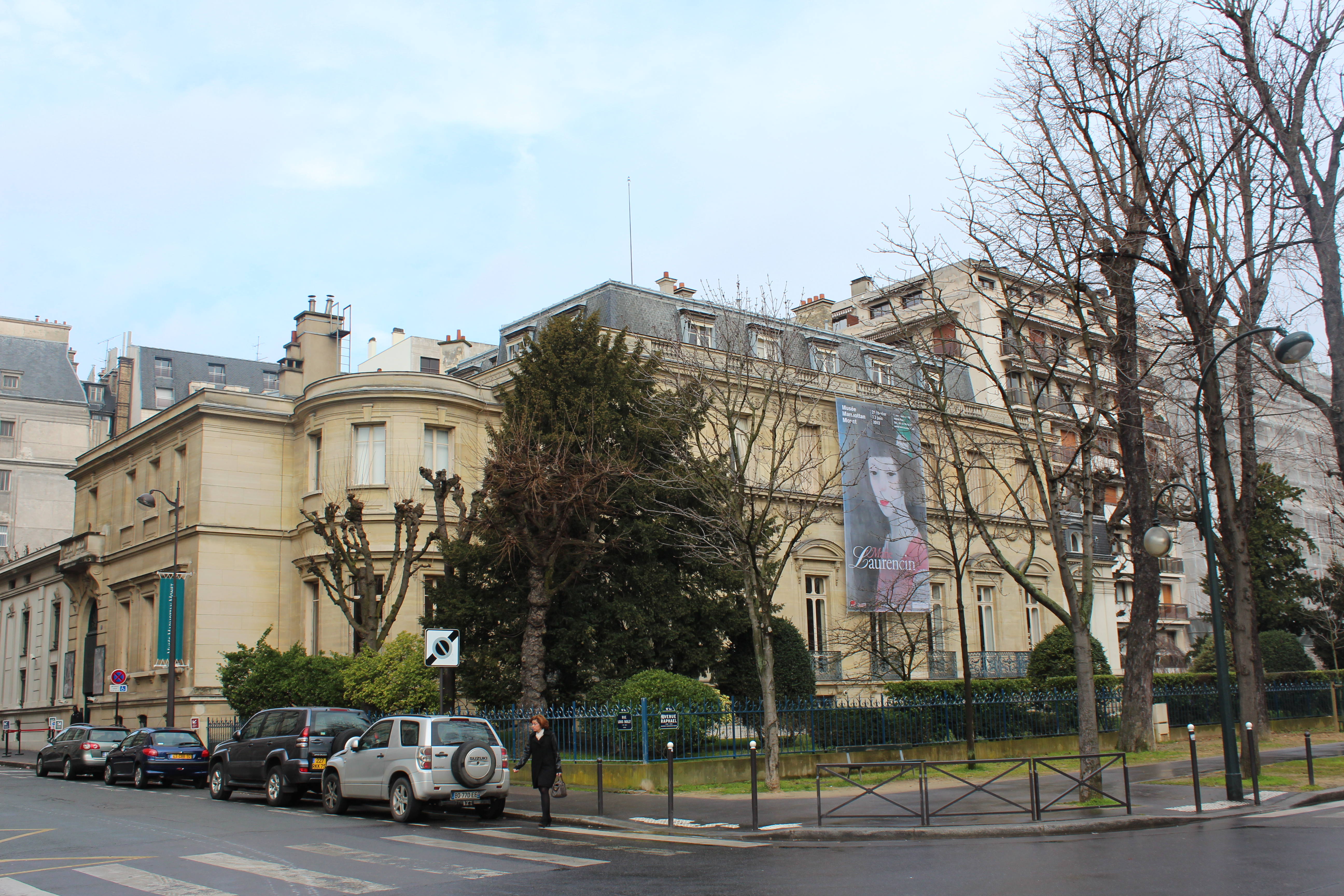
Musée Marmottan Monet.

Claude Monet est exposé dans les plus grands musées du monde : au MoMA, à la National Gallery of Art, à la National Gallery, au musée Thyssen-Bornemisza, au Rijksmuseum et à la Neue Pinakothek. Quelques œuvres sont également exposées au musée national des Beaux-Arts d'Alger.
En France, le musée Marmottan Monet possède la plus importante collection publique d'œuvres de Claude Monet. Le musée de l'Orangerie expose les Grandes Décorations conformément à la volonté de l'artiste. Le musée d'Orsay possède également une importante collection de ses tableaux.
En région, le musée d'Art moderne André-Malraux au Havre expose notamment les œuvres Soleil d'hiver à Lavacourt, Le Parlement de Londres ou encore une œuvre de la série des Nymphéas.
Le  musée d'Arts de Nantes présente les peintures Gondoles à Venise (1908) et Les Nymphéas à Giverny (1917), ainsi que les pastels sur papier Soleil couchant  (vers 1865) et Crépuscule  (vers 1865).

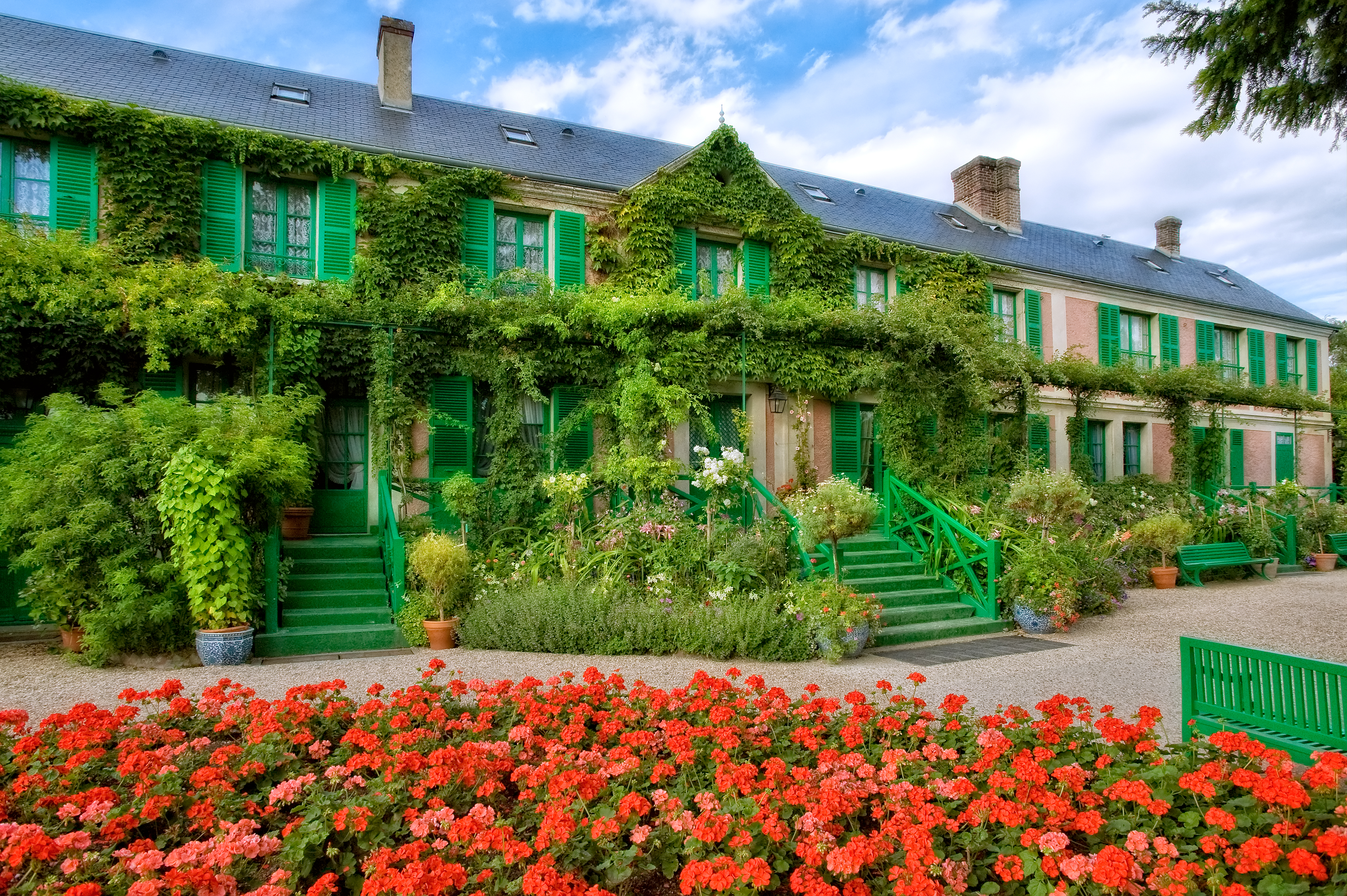
La maison (Classé Monument historique en 1976) de Claude Monet vue du jardin (labellisé Jardin remarquable)

Par ailleurs, à la suite d'une vaste campagne de restauration de 1977 à 1980 menée à bien par Gérald Van der Kemp, alors conservateur en chef du château de Versailles, et Gilbert Vahé, un jeune chef jardinier formé à l’École nationale supérieure d'horticulture, les jardins et la maison délabrés du peintre à Giverny renaîtront de leurs cendres. Depuis 1980, ces derniers sont préservés et ouverts au public par la Fondation Claude Monet avec un succès d'affluence remarquable.

## Postérité

### Marché de l'art

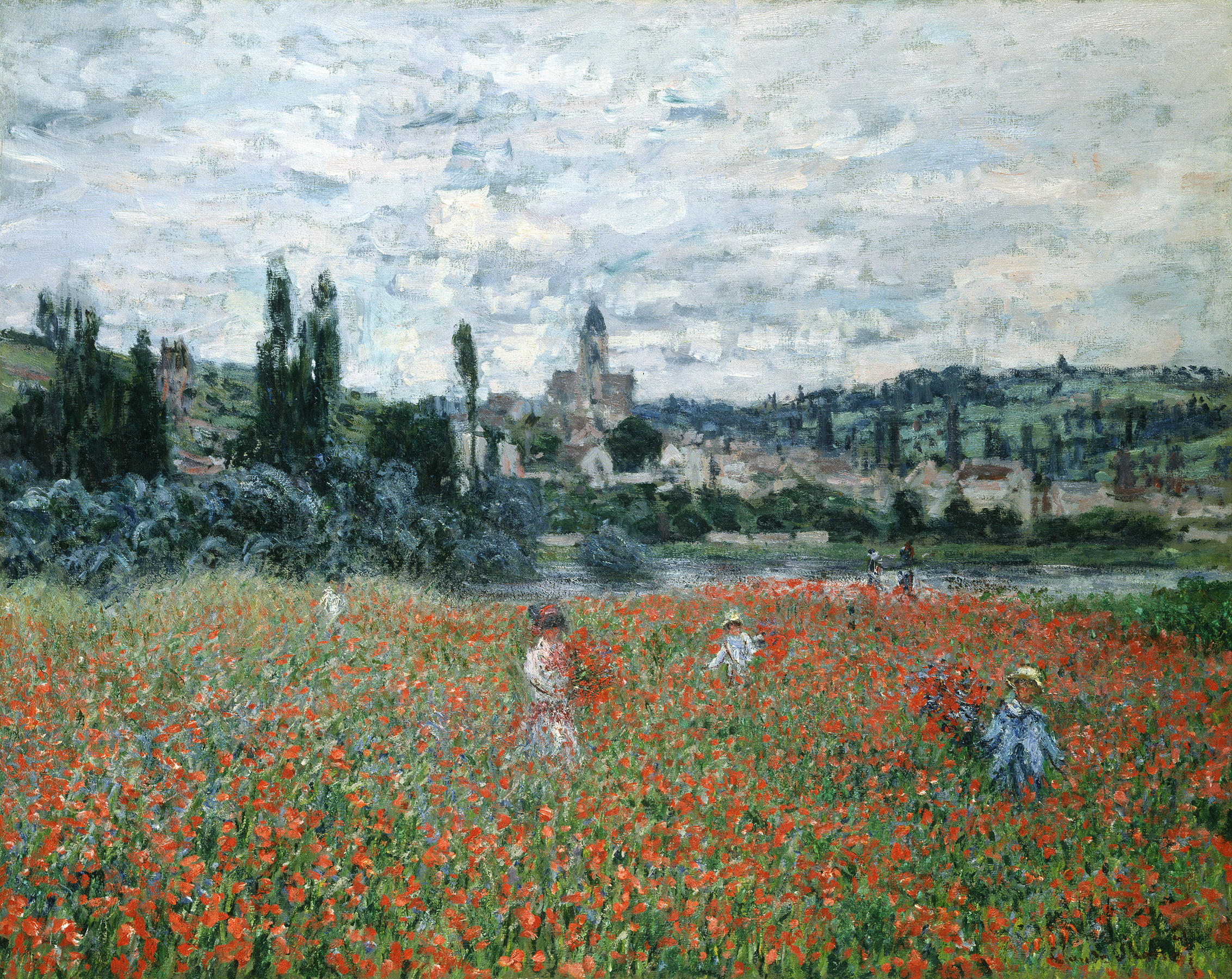
Champ de coquelicot près de Vétheuil (1879-1880).

Les tableaux de Claude Monet sont très disputés aux enchères. Relativement peu sont en vente : en 2004 il y a eu 26 ventes, 22 en 2005 et 28 en 2006. Parmi les ventes connues, on dénombre :
- en 1989, un des nymphéas est vendu pour 10,5 millions de dollars, puis revendu en novembre 2005 pour deux millions de plus ;
- en 1998, un autre nymphéas, de 1900, est vendu 19,8 millions de livres chez Sotheby's[239] ;
- un des tableaux de la série de la Tamise a été vendu frais compris pour presque 18 millions de livres en 2007 chez Christie's à Londres[240] ;
- en juin 2007, un autre nymphéas, de 1904, est acheté 18,5 millions de livres par un collectionneur asiatique chez Sotheby's[239] ;
- Dans la prairie, vendu le 4 février 2009 chez Christie's, Londres pour 11,2 millions £[notes 12] avec les frais[241] ;
- en 2012, un Nymphéas de 1905 a été vendu plus de 43 millions de dollars chez Christie's[242] ;
- un autre Nymphéas, peint en 1907, a été vendu le 5 mai 2014 chez Christie's à New York, pour 27,045 millions de dollars[notes 13],[243].

En 2008, ses peintures ont établi deux records :
- Le Pont du chemin de fer à Argenteuil, vendu le 6 mai 2008 chez Christie's, New York, pour 41 481 000 $US soit 26 834 058 euros avec les frais[244] ;
- Le bassin aux nymphéas, vendu le 24 juin 2008 chez Christie's, Londres, pour 40 921 250 £ soit 51 757 197 euros avec les frais[245].

En 2018, un nouveau record est établi :
- Nymphéas en fleurs qui faisait partie de la collection Rockefeller est vendu en mai 2018 chez Christie's, New York, pour 84,6 millions de dollars[246].

### Littérature
Claude semble avoir partiellement inspiré le roman de Zola L'Œuvre de 1886. Marcel Proust est également inspiré par le travail de Monet et admire fortement les impressionnistes. Dans le roman Jean Santeuil, Claude Monet est plusieurs fois évoqué, un collectionneur de Rouen achetant ses toiles, tout comme dans Sodome et Gomorrhe.
Il est également cité à plusieurs reprises dans le roman intitulé Aurélien de Louis Aragon (1944 pour la seconde édition), notamment lorsque les personnages font une sortie à Giverny pour le rencontrer car Rose Melrose souhaite qu'il fasse son portrait.
L'écrivain belge Stéphane Lambert a consacré deux livres à Claude Monet : L'Adieu au paysage : les Nymphéas de Claude Monet (éditions de la Différence, 2008) et Monet, impressions de l'étang (éditions Arléa, 2016).
Autres romans faisant référence au peintre :
- Michel Bussi, Nymphéas noirs, Presses de la Cité, 2011  (ISBN 978-2-258-08826-9) ;
- Adrien Goetz, Intrigue à Giverny : roman, Paris, Grasset, 2014 (ISBN 978-2-246-80435-2) ;
- Patrick Grainville, Falaise des fous, Paris, Seuil, 2018  (ISBN 978-2021375374).

### Peinture
Claude Monet est représenté par plusieurs de ses amis du groupe impressionniste. Ainsi Auguste Renoir, le peint trois fois, Édouard Manet deux fois au travail sur son bateau-atelier, John Singer Sargent deux fois un portrait de profil et à l'orée d'un bois au travail. Frédéric Bazille, le représente alité et blessé ou dans l'atelier des Batignolles.

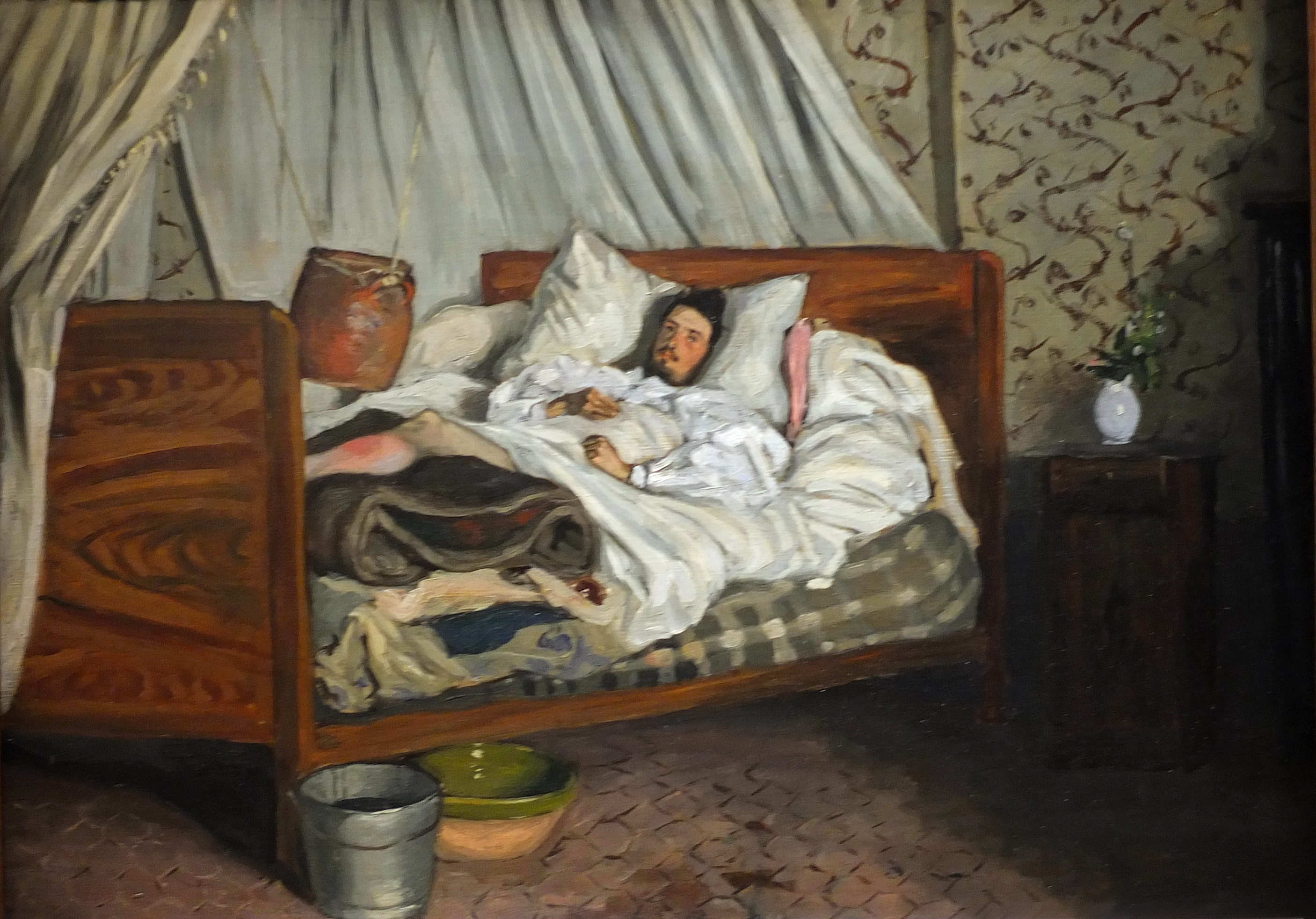
Bazille, L'Ambulance improvisée, 1865.
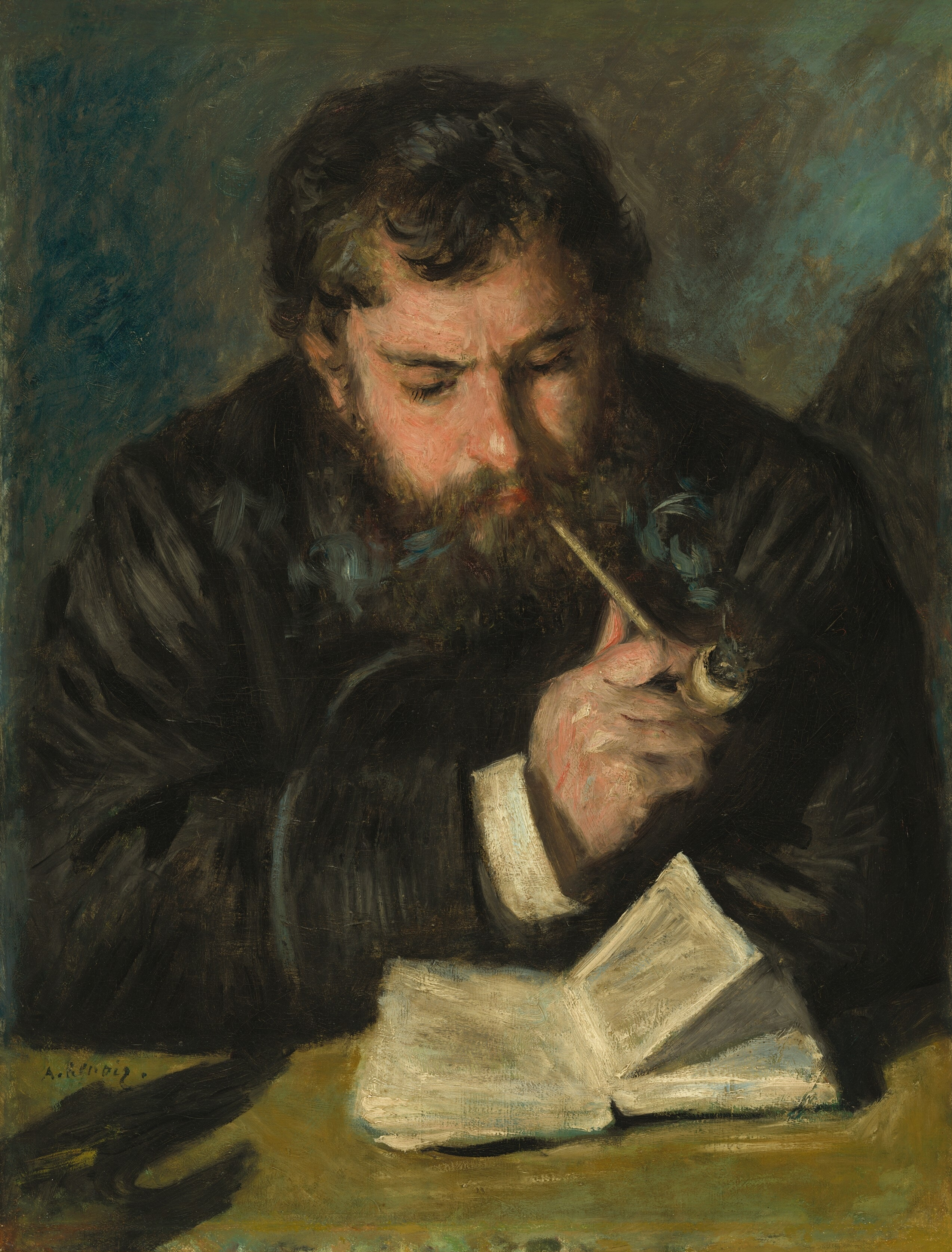
Claude Monet,par Renoir, 1872.
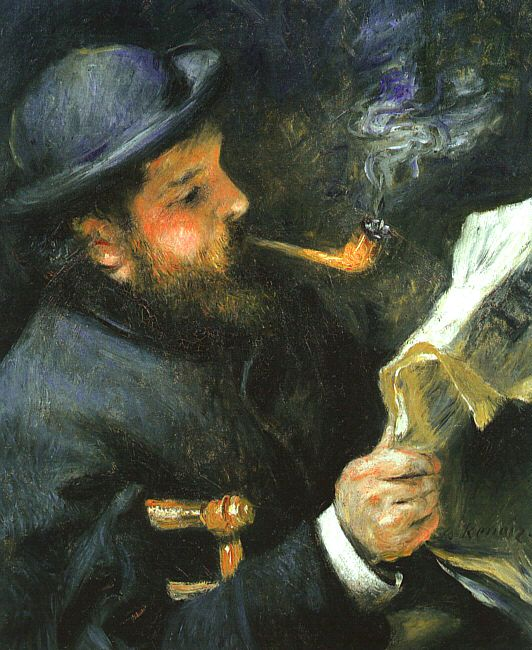
Claude Monet lisant, par Renoir, vers 1873.
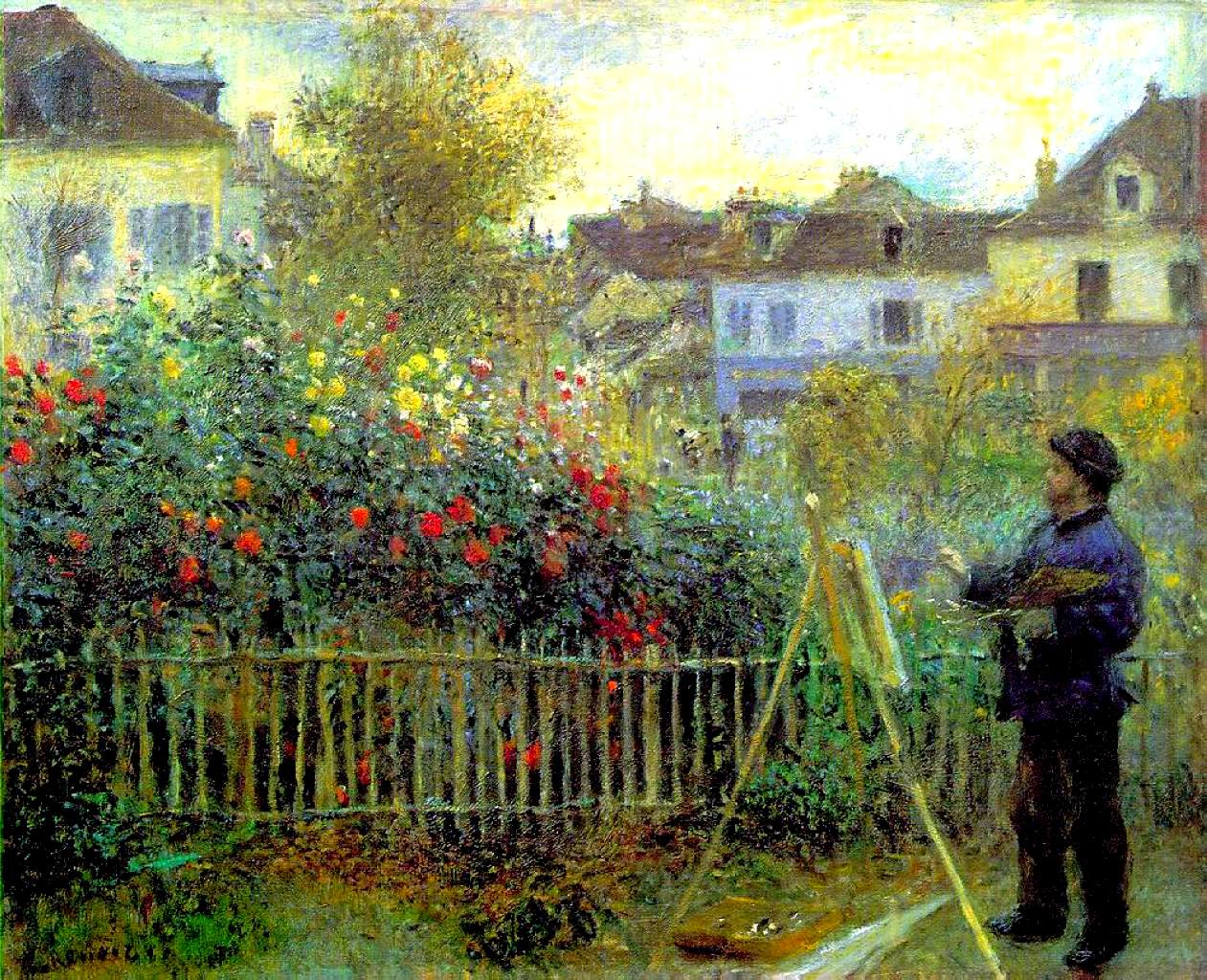
Monet peignant dans son jardin en 1873 par Renoir
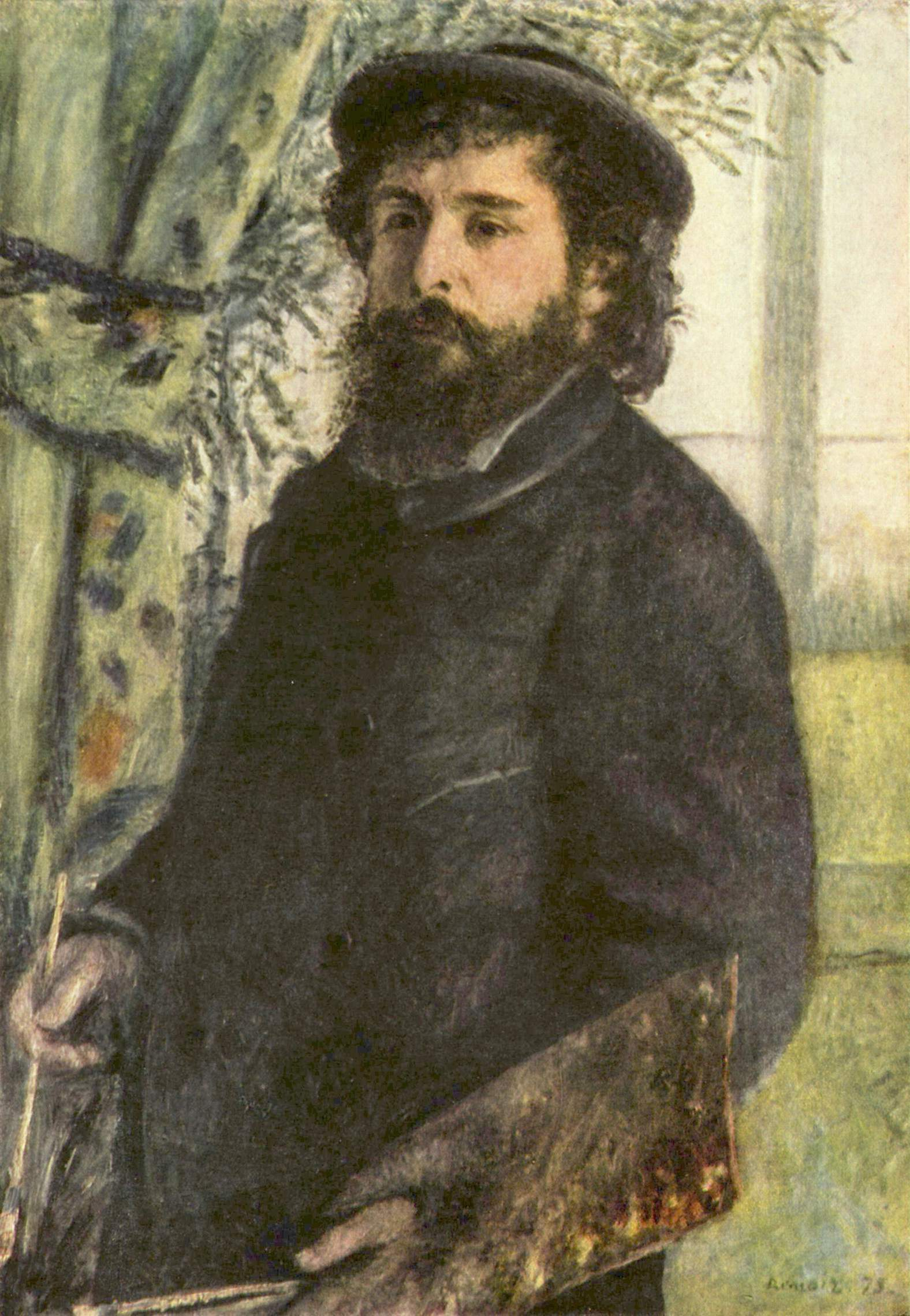
Pierre-Auguste Renoir, Portrait de Claude Monet, 1875.
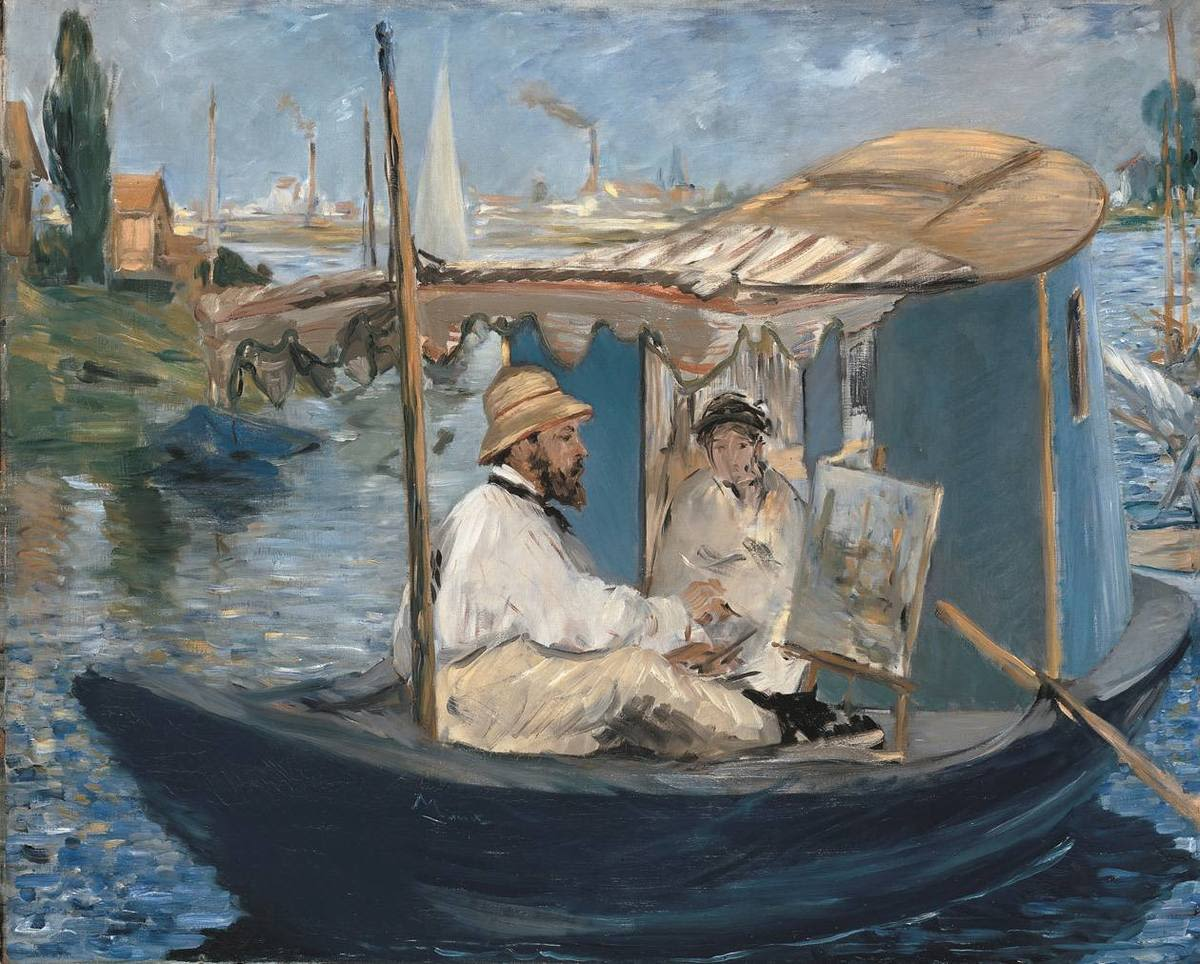
Claude Monet peignant dans son atelier de Manet en 1874.
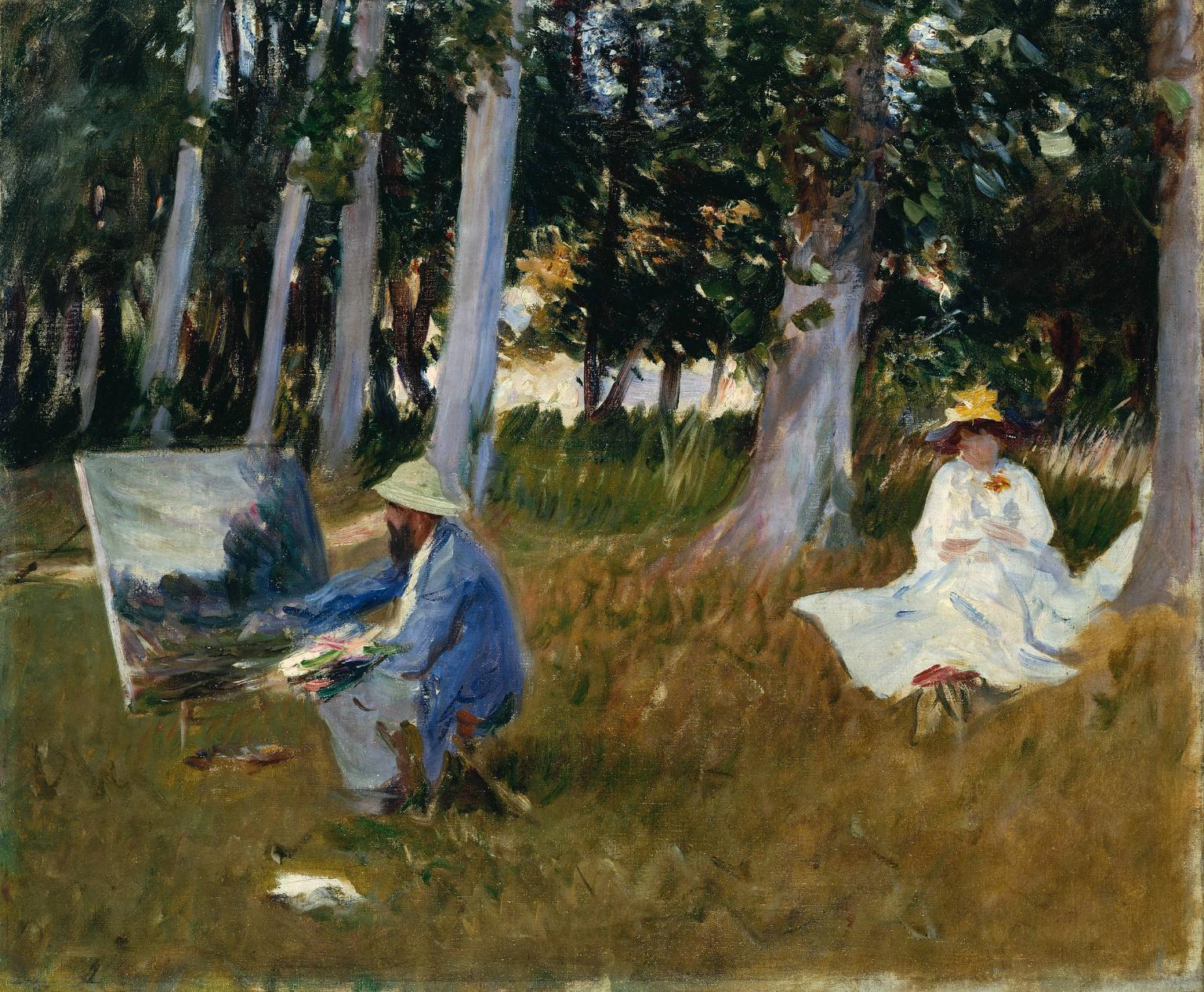
John Singer Sargent, Monet peignant à l’orée d'un bois, 1885.

### Sculpture
En 2013, l’œuvre en béton polysensoriel, L'Arche de Monet, de l’artiste Milène Guermont (en) est acquise par la ville du Havre et installée dans son hôtel de ville dessiné par Auguste Perret. Cette sculpture interactive émet des sons d'eau quand on l'effleure en fonction de son champ magnétique. L’artiste fait référence au peintre Claude Monet qui créait dans sa barque et aussi au premier objet en béton moderne : la barque de l'ingénieur Joseph Lambot.

### Cinéma

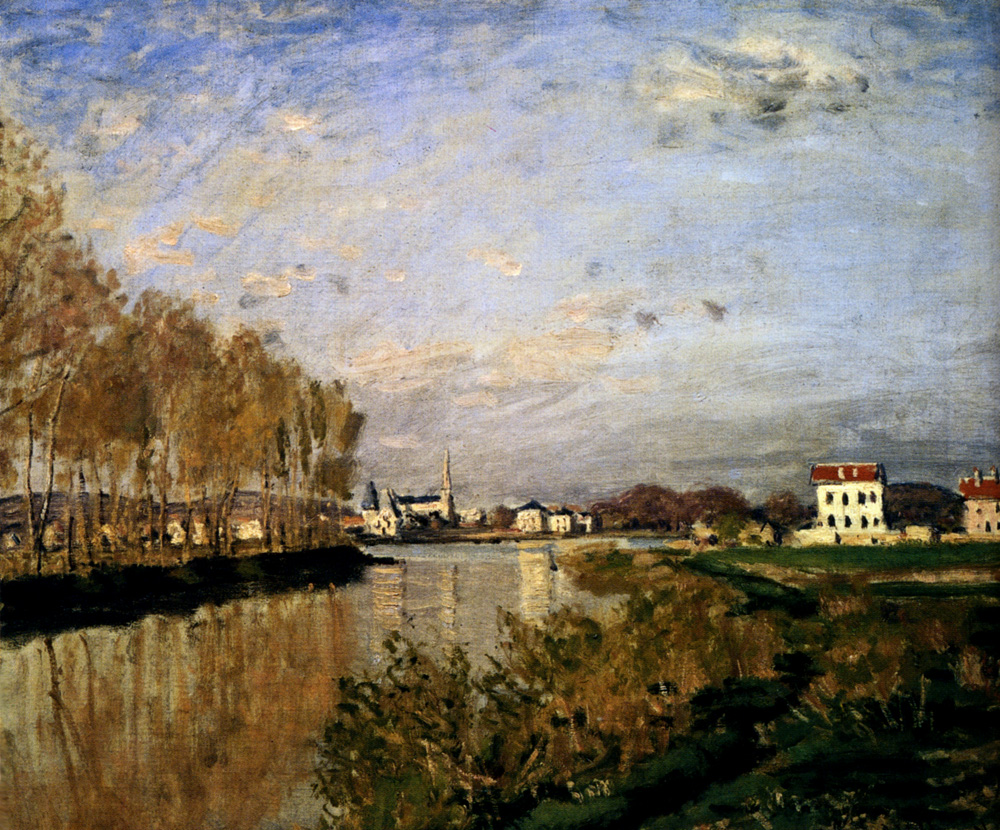
La Seine à Argenteuil (1873), coll. Musée d'Orsay, Paris (W 198)

En 1915, Sacha Guitry le présente parmi d'autres personnalités de son temps dans un court-métrage muet (22 min) intitulé Ceux de chez nous. La version finale remaniée de 1952 (45 min) est commentée par Guitry.
La Seine à Argenteuil, la peinture de Monet de 1873, est l'inspiration du titre du film Vanilla Sky de 2001.
En 2010, Monet, La Lumiere Blanche, un projet de film avait été annoncé pour le premier long-métrage de Chantal Picault, avec participation de Sandrine Bonnaire, Gérard Depardieu et Michel Galabru.

### Documentaire
En 2011, un documentaire-fiction, intitulé Claude Monet : jardins secrets à Giverny, lui est consacré dans le cadre de l'émission Secrets d'Histoire, présentée par Stéphane Bern.
Le documentaire revient sur son enfance ainsi que sa carrière de peintre, tout en tentant de percer les secrets de sa personnalité. Le reportage brosse ainsi le portrait d’un homme récalcitrant et parfois dépressif, loin de la quiétude de ses peintures.
En 2010, Claude Monet à Giverny, la maison d'Alice, film documentaire de Philippe Piguet (52 minutes) a été co-produit par Bix Films / RMN pour France 5 et la Réunion des Musées nationaux,.
En 2017, un documentaire intitulé Moi, Claude Monet (titre original en anglais : I, Claude Monet) a été réalisé par Phil Grabsky (1 h 27).

### Plantes
En 1897, Jean-Pierre Hoschedé et l'abbé Anatole Toussaint, curé de Giverny, lui dédient l’espèce hybride de pavot Papaver ×monetii qu'ils ont découverte dans son jardin à Giverny. Sur base de spécimens préservés, des chercheurs de l'Herbier de l’Université de Strasbourg ont écrit un article scientifique sur ce pavot hybride, qui, depuis qu'il a été identifié et décrit en 1897, n’a plus été revu dans la nature.
Une rose panachée de rose et de jaune lui a été dédiée par la maison Delbard en 1992, la rose 'Claude Monet'.
Plusieurs obtenteurs de plantes ont produit de nouvelles variétés inspirées de Monet, notamment :
- une variété de dahlia nain et compact, aux fleurs doubles blanches à reflets lavande pourpré, a été baptisée Dahlia 'Gallery Monet'[257] ;
- une variété de heuchère sanguine, au feuillage panaché vert-crème et panicules de fleurs d'un rose-rouge vif, a été baptisée Heuchera sanguinea 'Monet'[258] ;
- une variété de lobélie très florifère aux fleurs rose franc a été baptisée Lobelia 'Monet Moment'[259] ;
- une variété de Neoregelia, plante réservoir aux feuilles de couleurs fuchsia très intenses constellé de points blancs, a été baptisée Neoregelia 'Monet'[260] ;
- des variétés de pensées ont été créées sous la dénomination Viola x wittrockiana 'Delta Monet Mix' ;
- une variété de vélar a été baptisée Erysimum 'Monet's Moment' ;
- une variété naine de Weigela de floride aux feuilles marginées de crème teinté de rose et fleurs d'un rose lumineux, au port compact, a été baptisée, en 2006, Weigela florida 'Verweig' (My Monet) aussi connue sous Weigela florida 'Monet'[261].

### Astronomie
Sont nommés en son honneur l'astéroïde (6676) Monet et le cratère mercurien Monet.

### Articles
- Jean-François Lasnier, Voyage dans les paysages de Monet, de Giverny à Venise, connaissance des arts, 2020.

#### Bases de données et dictionnaires
- Ressources relatives aux beaux-arts :   - AGORHA
  - Art Institute of Chicago
  - Art UK
  - Auckland Art Gallery
  - Bénézit
  - British Museum
  - Collection de peintures de l'État de Bavière
  - Delarge
  - Grove Art Online
  - J. Paul Getty Museum
  - Kunstindeks Danmark
  - Musée d'art Nelson-Atkins
  - Musée d'Orsay
  - Musée des beaux-arts du Canada
  - Musée national du Victoria
  - Musée Städel
  - Musée Thyssen-Bornemisza
  - Museum of Modern Art
  - MutualArt
  - National Gallery of Art
  - Nationalmuseum
  - Österreichische Galerie Belvedere
  - RKDartists
  - Tate
  - Te Papa Tongarewa
  - Union List of Artist Names
- Ressources relatives à la musique :   - Discogs
  - MusicBrainz
  - Rate Your Music
- Ressources relatives à l'audiovisuel :   - Allociné
  - IMDb
- Ressource relative à la littérature :   - Internet Speculative Fiction Database
- Ressource relative à la recherche :   - Académie royale de Belgique
- Ressource relative à plusieurs domaines :   - Radio France
- Notices dans des dictionnaires ou encyclopédies généralistes :   - Britannica
  - Brockhaus
  - Den Store Danske Encyklopædi
  - Deutsche Biographie
  - Enciclopedia italiana
  - Enciclopedia De Agostini
  - Enciclopédia Itaú Cultural
  - Gran Enciclopèdia Catalana
  - Hrvatska Enciklopedija
  - Internetowa encyklopedia PWN
  - Nationalencyklopedin
  - Store norske leksikon
  - Treccani
  - Universalis
  - Visuotinė lietuvių enciklopedija
- Notices d'autorité :   - VIAF
  - ISNI
  - BnF (données)
  - IdRef
  - LCCN
  - GND
  - Italie
  - Japon
  - CiNii
  - Espagne
  - Belgique
  - Pays-Bas
  - Pologne
  - Israël
  - NUKAT
  - Catalogne
  - Suède
  - Vatican

#### Autres
- « Exposition Monet 2010 au Grand Palais Galerie interactive de ses principaux tableaux » (consulté le 12 mars 2014).
- « Exposition : Paris 1874 Inventer l'impressionnisme », musée d'Orsay, 26 mars au 14 juillet 2024.
- « Prêt d'œuvres · Les 150 ans de l'impressionnisme : 1874 - 2024 du Musée d'Orsay», 2024.